# Глоссарий шахматных терминов
Приведены основные шахматные понятия и термины, часто встречающиеся в шахматной литературе.
| # А Б В Г Д Е Ё Ж З И К Л М Н О П Р С Т У Ф Х Ц Ч Ш Щ Э Ю Я |

## А
- Аванпост — клетка, которая по ходу игры уже не сможет попасть под бой пешки соперника. Аванпост, защищённый пешкой игрока, становится прекрасной позицией для ладьи, контролирующей открытую вертикаль.

|   | a | b | c | d | e | f | g | h |   |
| - | --- | --- | --- | --- | --- | --- | --- | --- | - |
| 8 | a8 чёрная ладья · d8 чёрный ферзь · e8 чёрный король · h8 чёрная ладья · b7 чёрный конь · f7 чёрная пешка · g7 чёрная пешка · h7 чёрная пешка · a6 чёрная пешка · d6 чёрная пешка · f6 чёрный слон · d5 белый конь · e5 чёрная пешка · e4 белая пешка · c3 белая пешка · b2 белая пешка · c2 белый конь · f2 белая пешка · g2 белая пешка · h2 белая пешка · d1 белый ферзь · e1 белый король · f1 белый слон · h1 белая ладья | a8 чёрная ладья · d8 чёрный ферзь · e8 чёрный король · h8 чёрная ладья · b7 чёрный конь · f7 чёрная пешка · g7 чёрная пешка · h7 чёрная пешка · a6 чёрная пешка · d6 чёрная пешка · f6 чёрный слон · d5 белый конь · e5 чёрная пешка · e4 белая пешка · c3 белая пешка · b2 белая пешка · c2 белый конь · f2 белая пешка · g2 белая пешка · h2 белая пешка · d1 белый ферзь · e1 белый король · f1 белый слон · h1 белая ладья | a8 чёрная ладья · d8 чёрный ферзь · e8 чёрный король · h8 чёрная ладья · b7 чёрный конь · f7 чёрная пешка · g7 чёрная пешка · h7 чёрная пешка · a6 чёрная пешка · d6 чёрная пешка · f6 чёрный слон · d5 белый конь · e5 чёрная пешка · e4 белая пешка · c3 белая пешка · b2 белая пешка · c2 белый конь · f2 белая пешка · g2 белая пешка · h2 белая пешка · d1 белый ферзь · e1 белый король · f1 белый слон · h1 белая ладья | a8 чёрная ладья · d8 чёрный ферзь · e8 чёрный король · h8 чёрная ладья · b7 чёрный конь · f7 чёрная пешка · g7 чёрная пешка · h7 чёрная пешка · a6 чёрная пешка · d6 чёрная пешка · f6 чёрный слон · d5 белый конь · e5 чёрная пешка · e4 белая пешка · c3 белая пешка · b2 белая пешка · c2 белый конь · f2 белая пешка · g2 белая пешка · h2 белая пешка · d1 белый ферзь · e1 белый король · f1 белый слон · h1 белая ладья | a8 чёрная ладья · d8 чёрный ферзь · e8 чёрный король · h8 чёрная ладья · b7 чёрный конь · f7 чёрная пешка · g7 чёрная пешка · h7 чёрная пешка · a6 чёрная пешка · d6 чёрная пешка · f6 чёрный слон · d5 белый конь · e5 чёрная пешка · e4 белая пешка · c3 белая пешка · b2 белая пешка · c2 белый конь · f2 белая пешка · g2 белая пешка · h2 белая пешка · d1 белый ферзь · e1 белый король · f1 белый слон · h1 белая ладья | a8 чёрная ладья · d8 чёрный ферзь · e8 чёрный король · h8 чёрная ладья · b7 чёрный конь · f7 чёрная пешка · g7 чёрная пешка · h7 чёрная пешка · a6 чёрная пешка · d6 чёрная пешка · f6 чёрный слон · d5 белый конь · e5 чёрная пешка · e4 белая пешка · c3 белая пешка · b2 белая пешка · c2 белый конь · f2 белая пешка · g2 белая пешка · h2 белая пешка · d1 белый ферзь · e1 белый король · f1 белый слон · h1 белая ладья | a8 чёрная ладья · d8 чёрный ферзь · e8 чёрный король · h8 чёрная ладья · b7 чёрный конь · f7 чёрная пешка · g7 чёрная пешка · h7 чёрная пешка · a6 чёрная пешка · d6 чёрная пешка · f6 чёрный слон · d5 белый конь · e5 чёрная пешка · e4 белая пешка · c3 белая пешка · b2 белая пешка · c2 белый конь · f2 белая пешка · g2 белая пешка · h2 белая пешка · d1 белый ферзь · e1 белый король · f1 белый слон · h1 белая ладья | a8 чёрная ладья · d8 чёрный ферзь · e8 чёрный король · h8 чёрная ладья · b7 чёрный конь · f7 чёрная пешка · g7 чёрная пешка · h7 чёрная пешка · a6 чёрная пешка · d6 чёрная пешка · f6 чёрный слон · d5 белый конь · e5 чёрная пешка · e4 белая пешка · c3 белая пешка · b2 белая пешка · c2 белый конь · f2 белая пешка · g2 белая пешка · h2 белая пешка · d1 белый ферзь · e1 белый король · f1 белый слон · h1 белая ладья | 8 |
| 7 | a8 чёрная ладья · d8 чёрный ферзь · e8 чёрный король · h8 чёрная ладья · b7 чёрный конь · f7 чёрная пешка · g7 чёрная пешка · h7 чёрная пешка · a6 чёрная пешка · d6 чёрная пешка · f6 чёрный слон · d5 белый конь · e5 чёрная пешка · e4 белая пешка · c3 белая пешка · b2 белая пешка · c2 белый конь · f2 белая пешка · g2 белая пешка · h2 белая пешка · d1 белый ферзь · e1 белый король · f1 белый слон · h1 белая ладья | a8 чёрная ладья · d8 чёрный ферзь · e8 чёрный король · h8 чёрная ладья · b7 чёрный конь · f7 чёрная пешка · g7 чёрная пешка · h7 чёрная пешка · a6 чёрная пешка · d6 чёрная пешка · f6 чёрный слон · d5 белый конь · e5 чёрная пешка · e4 белая пешка · c3 белая пешка · b2 белая пешка · c2 белый конь · f2 белая пешка · g2 белая пешка · h2 белая пешка · d1 белый ферзь · e1 белый король · f1 белый слон · h1 белая ладья | a8 чёрная ладья · d8 чёрный ферзь · e8 чёрный король · h8 чёрная ладья · b7 чёрный конь · f7 чёрная пешка · g7 чёрная пешка · h7 чёрная пешка · a6 чёрная пешка · d6 чёрная пешка · f6 чёрный слон · d5 белый конь · e5 чёрная пешка · e4 белая пешка · c3 белая пешка · b2 белая пешка · c2 белый конь · f2 белая пешка · g2 белая пешка · h2 белая пешка · d1 белый ферзь · e1 белый король · f1 белый слон · h1 белая ладья | a8 чёрная ладья · d8 чёрный ферзь · e8 чёрный король · h8 чёрная ладья · b7 чёрный конь · f7 чёрная пешка · g7 чёрная пешка · h7 чёрная пешка · a6 чёрная пешка · d6 чёрная пешка · f6 чёрный слон · d5 белый конь · e5 чёрная пешка · e4 белая пешка · c3 белая пешка · b2 белая пешка · c2 белый конь · f2 белая пешка · g2 белая пешка · h2 белая пешка · d1 белый ферзь · e1 белый король · f1 белый слон · h1 белая ладья | a8 чёрная ладья · d8 чёрный ферзь · e8 чёрный король · h8 чёрная ладья · b7 чёрный конь · f7 чёрная пешка · g7 чёрная пешка · h7 чёрная пешка · a6 чёрная пешка · d6 чёрная пешка · f6 чёрный слон · d5 белый конь · e5 чёрная пешка · e4 белая пешка · c3 белая пешка · b2 белая пешка · c2 белый конь · f2 белая пешка · g2 белая пешка · h2 белая пешка · d1 белый ферзь · e1 белый король · f1 белый слон · h1 белая ладья | a8 чёрная ладья · d8 чёрный ферзь · e8 чёрный король · h8 чёрная ладья · b7 чёрный конь · f7 чёрная пешка · g7 чёрная пешка · h7 чёрная пешка · a6 чёрная пешка · d6 чёрная пешка · f6 чёрный слон · d5 белый конь · e5 чёрная пешка · e4 белая пешка · c3 белая пешка · b2 белая пешка · c2 белый конь · f2 белая пешка · g2 белая пешка · h2 белая пешка · d1 белый ферзь · e1 белый король · f1 белый слон · h1 белая ладья | a8 чёрная ладья · d8 чёрный ферзь · e8 чёрный король · h8 чёрная ладья · b7 чёрный конь · f7 чёрная пешка · g7 чёрная пешка · h7 чёрная пешка · a6 чёрная пешка · d6 чёрная пешка · f6 чёрный слон · d5 белый конь · e5 чёрная пешка · e4 белая пешка · c3 белая пешка · b2 белая пешка · c2 белый конь · f2 белая пешка · g2 белая пешка · h2 белая пешка · d1 белый ферзь · e1 белый король · f1 белый слон · h1 белая ладья | a8 чёрная ладья · d8 чёрный ферзь · e8 чёрный король · h8 чёрная ладья · b7 чёрный конь · f7 чёрная пешка · g7 чёрная пешка · h7 чёрная пешка · a6 чёрная пешка · d6 чёрная пешка · f6 чёрный слон · d5 белый конь · e5 чёрная пешка · e4 белая пешка · c3 белая пешка · b2 белая пешка · c2 белый конь · f2 белая пешка · g2 белая пешка · h2 белая пешка · d1 белый ферзь · e1 белый король · f1 белый слон · h1 белая ладья | 7 |
| 6 | a8 чёрная ладья · d8 чёрный ферзь · e8 чёрный король · h8 чёрная ладья · b7 чёрный конь · f7 чёрная пешка · g7 чёрная пешка · h7 чёрная пешка · a6 чёрная пешка · d6 чёрная пешка · f6 чёрный слон · d5 белый конь · e5 чёрная пешка · e4 белая пешка · c3 белая пешка · b2 белая пешка · c2 белый конь · f2 белая пешка · g2 белая пешка · h2 белая пешка · d1 белый ферзь · e1 белый король · f1 белый слон · h1 белая ладья | a8 чёрная ладья · d8 чёрный ферзь · e8 чёрный король · h8 чёрная ладья · b7 чёрный конь · f7 чёрная пешка · g7 чёрная пешка · h7 чёрная пешка · a6 чёрная пешка · d6 чёрная пешка · f6 чёрный слон · d5 белый конь · e5 чёрная пешка · e4 белая пешка · c3 белая пешка · b2 белая пешка · c2 белый конь · f2 белая пешка · g2 белая пешка · h2 белая пешка · d1 белый ферзь · e1 белый король · f1 белый слон · h1 белая ладья | a8 чёрная ладья · d8 чёрный ферзь · e8 чёрный король · h8 чёрная ладья · b7 чёрный конь · f7 чёрная пешка · g7 чёрная пешка · h7 чёрная пешка · a6 чёрная пешка · d6 чёрная пешка · f6 чёрный слон · d5 белый конь · e5 чёрная пешка · e4 белая пешка · c3 белая пешка · b2 белая пешка · c2 белый конь · f2 белая пешка · g2 белая пешка · h2 белая пешка · d1 белый ферзь · e1 белый король · f1 белый слон · h1 белая ладья | a8 чёрная ладья · d8 чёрный ферзь · e8 чёрный король · h8 чёрная ладья · b7 чёрный конь · f7 чёрная пешка · g7 чёрная пешка · h7 чёрная пешка · a6 чёрная пешка · d6 чёрная пешка · f6 чёрный слон · d5 белый конь · e5 чёрная пешка · e4 белая пешка · c3 белая пешка · b2 белая пешка · c2 белый конь · f2 белая пешка · g2 белая пешка · h2 белая пешка · d1 белый ферзь · e1 белый король · f1 белый слон · h1 белая ладья | a8 чёрная ладья · d8 чёрный ферзь · e8 чёрный король · h8 чёрная ладья · b7 чёрный конь · f7 чёрная пешка · g7 чёрная пешка · h7 чёрная пешка · a6 чёрная пешка · d6 чёрная пешка · f6 чёрный слон · d5 белый конь · e5 чёрная пешка · e4 белая пешка · c3 белая пешка · b2 белая пешка · c2 белый конь · f2 белая пешка · g2 белая пешка · h2 белая пешка · d1 белый ферзь · e1 белый король · f1 белый слон · h1 белая ладья | a8 чёрная ладья · d8 чёрный ферзь · e8 чёрный король · h8 чёрная ладья · b7 чёрный конь · f7 чёрная пешка · g7 чёрная пешка · h7 чёрная пешка · a6 чёрная пешка · d6 чёрная пешка · f6 чёрный слон · d5 белый конь · e5 чёрная пешка · e4 белая пешка · c3 белая пешка · b2 белая пешка · c2 белый конь · f2 белая пешка · g2 белая пешка · h2 белая пешка · d1 белый ферзь · e1 белый король · f1 белый слон · h1 белая ладья | a8 чёрная ладья · d8 чёрный ферзь · e8 чёрный король · h8 чёрная ладья · b7 чёрный конь · f7 чёрная пешка · g7 чёрная пешка · h7 чёрная пешка · a6 чёрная пешка · d6 чёрная пешка · f6 чёрный слон · d5 белый конь · e5 чёрная пешка · e4 белая пешка · c3 белая пешка · b2 белая пешка · c2 белый конь · f2 белая пешка · g2 белая пешка · h2 белая пешка · d1 белый ферзь · e1 белый король · f1 белый слон · h1 белая ладья | a8 чёрная ладья · d8 чёрный ферзь · e8 чёрный король · h8 чёрная ладья · b7 чёрный конь · f7 чёрная пешка · g7 чёрная пешка · h7 чёрная пешка · a6 чёрная пешка · d6 чёрная пешка · f6 чёрный слон · d5 белый конь · e5 чёрная пешка · e4 белая пешка · c3 белая пешка · b2 белая пешка · c2 белый конь · f2 белая пешка · g2 белая пешка · h2 белая пешка · d1 белый ферзь · e1 белый король · f1 белый слон · h1 белая ладья | 6 |
| 5 | a8 чёрная ладья · d8 чёрный ферзь · e8 чёрный король · h8 чёрная ладья · b7 чёрный конь · f7 чёрная пешка · g7 чёрная пешка · h7 чёрная пешка · a6 чёрная пешка · d6 чёрная пешка · f6 чёрный слон · d5 белый конь · e5 чёрная пешка · e4 белая пешка · c3 белая пешка · b2 белая пешка · c2 белый конь · f2 белая пешка · g2 белая пешка · h2 белая пешка · d1 белый ферзь · e1 белый король · f1 белый слон · h1 белая ладья | a8 чёрная ладья · d8 чёрный ферзь · e8 чёрный король · h8 чёрная ладья · b7 чёрный конь · f7 чёрная пешка · g7 чёрная пешка · h7 чёрная пешка · a6 чёрная пешка · d6 чёрная пешка · f6 чёрный слон · d5 белый конь · e5 чёрная пешка · e4 белая пешка · c3 белая пешка · b2 белая пешка · c2 белый конь · f2 белая пешка · g2 белая пешка · h2 белая пешка · d1 белый ферзь · e1 белый король · f1 белый слон · h1 белая ладья | a8 чёрная ладья · d8 чёрный ферзь · e8 чёрный король · h8 чёрная ладья · b7 чёрный конь · f7 чёрная пешка · g7 чёрная пешка · h7 чёрная пешка · a6 чёрная пешка · d6 чёрная пешка · f6 чёрный слон · d5 белый конь · e5 чёрная пешка · e4 белая пешка · c3 белая пешка · b2 белая пешка · c2 белый конь · f2 белая пешка · g2 белая пешка · h2 белая пешка · d1 белый ферзь · e1 белый король · f1 белый слон · h1 белая ладья | a8 чёрная ладья · d8 чёрный ферзь · e8 чёрный король · h8 чёрная ладья · b7 чёрный конь · f7 чёрная пешка · g7 чёрная пешка · h7 чёрная пешка · a6 чёрная пешка · d6 чёрная пешка · f6 чёрный слон · d5 белый конь · e5 чёрная пешка · e4 белая пешка · c3 белая пешка · b2 белая пешка · c2 белый конь · f2 белая пешка · g2 белая пешка · h2 белая пешка · d1 белый ферзь · e1 белый король · f1 белый слон · h1 белая ладья | a8 чёрная ладья · d8 чёрный ферзь · e8 чёрный король · h8 чёрная ладья · b7 чёрный конь · f7 чёрная пешка · g7 чёрная пешка · h7 чёрная пешка · a6 чёрная пешка · d6 чёрная пешка · f6 чёрный слон · d5 белый конь · e5 чёрная пешка · e4 белая пешка · c3 белая пешка · b2 белая пешка · c2 белый конь · f2 белая пешка · g2 белая пешка · h2 белая пешка · d1 белый ферзь · e1 белый король · f1 белый слон · h1 белая ладья | a8 чёрная ладья · d8 чёрный ферзь · e8 чёрный король · h8 чёрная ладья · b7 чёрный конь · f7 чёрная пешка · g7 чёрная пешка · h7 чёрная пешка · a6 чёрная пешка · d6 чёрная пешка · f6 чёрный слон · d5 белый конь · e5 чёрная пешка · e4 белая пешка · c3 белая пешка · b2 белая пешка · c2 белый конь · f2 белая пешка · g2 белая пешка · h2 белая пешка · d1 белый ферзь · e1 белый король · f1 белый слон · h1 белая ладья | a8 чёрная ладья · d8 чёрный ферзь · e8 чёрный король · h8 чёрная ладья · b7 чёрный конь · f7 чёрная пешка · g7 чёрная пешка · h7 чёрная пешка · a6 чёрная пешка · d6 чёрная пешка · f6 чёрный слон · d5 белый конь · e5 чёрная пешка · e4 белая пешка · c3 белая пешка · b2 белая пешка · c2 белый конь · f2 белая пешка · g2 белая пешка · h2 белая пешка · d1 белый ферзь · e1 белый король · f1 белый слон · h1 белая ладья | a8 чёрная ладья · d8 чёрный ферзь · e8 чёрный король · h8 чёрная ладья · b7 чёрный конь · f7 чёрная пешка · g7 чёрная пешка · h7 чёрная пешка · a6 чёрная пешка · d6 чёрная пешка · f6 чёрный слон · d5 белый конь · e5 чёрная пешка · e4 белая пешка · c3 белая пешка · b2 белая пешка · c2 белый конь · f2 белая пешка · g2 белая пешка · h2 белая пешка · d1 белый ферзь · e1 белый король · f1 белый слон · h1 белая ладья | 5 |
| 4 | a8 чёрная ладья · d8 чёрный ферзь · e8 чёрный король · h8 чёрная ладья · b7 чёрный конь · f7 чёрная пешка · g7 чёрная пешка · h7 чёрная пешка · a6 чёрная пешка · d6 чёрная пешка · f6 чёрный слон · d5 белый конь · e5 чёрная пешка · e4 белая пешка · c3 белая пешка · b2 белая пешка · c2 белый конь · f2 белая пешка · g2 белая пешка · h2 белая пешка · d1 белый ферзь · e1 белый король · f1 белый слон · h1 белая ладья | a8 чёрная ладья · d8 чёрный ферзь · e8 чёрный король · h8 чёрная ладья · b7 чёрный конь · f7 чёрная пешка · g7 чёрная пешка · h7 чёрная пешка · a6 чёрная пешка · d6 чёрная пешка · f6 чёрный слон · d5 белый конь · e5 чёрная пешка · e4 белая пешка · c3 белая пешка · b2 белая пешка · c2 белый конь · f2 белая пешка · g2 белая пешка · h2 белая пешка · d1 белый ферзь · e1 белый король · f1 белый слон · h1 белая ладья | a8 чёрная ладья · d8 чёрный ферзь · e8 чёрный король · h8 чёрная ладья · b7 чёрный конь · f7 чёрная пешка · g7 чёрная пешка · h7 чёрная пешка · a6 чёрная пешка · d6 чёрная пешка · f6 чёрный слон · d5 белый конь · e5 чёрная пешка · e4 белая пешка · c3 белая пешка · b2 белая пешка · c2 белый конь · f2 белая пешка · g2 белая пешка · h2 белая пешка · d1 белый ферзь · e1 белый король · f1 белый слон · h1 белая ладья | a8 чёрная ладья · d8 чёрный ферзь · e8 чёрный король · h8 чёрная ладья · b7 чёрный конь · f7 чёрная пешка · g7 чёрная пешка · h7 чёрная пешка · a6 чёрная пешка · d6 чёрная пешка · f6 чёрный слон · d5 белый конь · e5 чёрная пешка · e4 белая пешка · c3 белая пешка · b2 белая пешка · c2 белый конь · f2 белая пешка · g2 белая пешка · h2 белая пешка · d1 белый ферзь · e1 белый король · f1 белый слон · h1 белая ладья | a8 чёрная ладья · d8 чёрный ферзь · e8 чёрный король · h8 чёрная ладья · b7 чёрный конь · f7 чёрная пешка · g7 чёрная пешка · h7 чёрная пешка · a6 чёрная пешка · d6 чёрная пешка · f6 чёрный слон · d5 белый конь · e5 чёрная пешка · e4 белая пешка · c3 белая пешка · b2 белая пешка · c2 белый конь · f2 белая пешка · g2 белая пешка · h2 белая пешка · d1 белый ферзь · e1 белый король · f1 белый слон · h1 белая ладья | a8 чёрная ладья · d8 чёрный ферзь · e8 чёрный король · h8 чёрная ладья · b7 чёрный конь · f7 чёрная пешка · g7 чёрная пешка · h7 чёрная пешка · a6 чёрная пешка · d6 чёрная пешка · f6 чёрный слон · d5 белый конь · e5 чёрная пешка · e4 белая пешка · c3 белая пешка · b2 белая пешка · c2 белый конь · f2 белая пешка · g2 белая пешка · h2 белая пешка · d1 белый ферзь · e1 белый король · f1 белый слон · h1 белая ладья | a8 чёрная ладья · d8 чёрный ферзь · e8 чёрный король · h8 чёрная ладья · b7 чёрный конь · f7 чёрная пешка · g7 чёрная пешка · h7 чёрная пешка · a6 чёрная пешка · d6 чёрная пешка · f6 чёрный слон · d5 белый конь · e5 чёрная пешка · e4 белая пешка · c3 белая пешка · b2 белая пешка · c2 белый конь · f2 белая пешка · g2 белая пешка · h2 белая пешка · d1 белый ферзь · e1 белый король · f1 белый слон · h1 белая ладья | a8 чёрная ладья · d8 чёрный ферзь · e8 чёрный король · h8 чёрная ладья · b7 чёрный конь · f7 чёрная пешка · g7 чёрная пешка · h7 чёрная пешка · a6 чёрная пешка · d6 чёрная пешка · f6 чёрный слон · d5 белый конь · e5 чёрная пешка · e4 белая пешка · c3 белая пешка · b2 белая пешка · c2 белый конь · f2 белая пешка · g2 белая пешка · h2 белая пешка · d1 белый ферзь · e1 белый король · f1 белый слон · h1 белая ладья | 4 |
| 3 | a8 чёрная ладья · d8 чёрный ферзь · e8 чёрный король · h8 чёрная ладья · b7 чёрный конь · f7 чёрная пешка · g7 чёрная пешка · h7 чёрная пешка · a6 чёрная пешка · d6 чёрная пешка · f6 чёрный слон · d5 белый конь · e5 чёрная пешка · e4 белая пешка · c3 белая пешка · b2 белая пешка · c2 белый конь · f2 белая пешка · g2 белая пешка · h2 белая пешка · d1 белый ферзь · e1 белый король · f1 белый слон · h1 белая ладья | a8 чёрная ладья · d8 чёрный ферзь · e8 чёрный король · h8 чёрная ладья · b7 чёрный конь · f7 чёрная пешка · g7 чёрная пешка · h7 чёрная пешка · a6 чёрная пешка · d6 чёрная пешка · f6 чёрный слон · d5 белый конь · e5 чёрная пешка · e4 белая пешка · c3 белая пешка · b2 белая пешка · c2 белый конь · f2 белая пешка · g2 белая пешка · h2 белая пешка · d1 белый ферзь · e1 белый король · f1 белый слон · h1 белая ладья | a8 чёрная ладья · d8 чёрный ферзь · e8 чёрный король · h8 чёрная ладья · b7 чёрный конь · f7 чёрная пешка · g7 чёрная пешка · h7 чёрная пешка · a6 чёрная пешка · d6 чёрная пешка · f6 чёрный слон · d5 белый конь · e5 чёрная пешка · e4 белая пешка · c3 белая пешка · b2 белая пешка · c2 белый конь · f2 белая пешка · g2 белая пешка · h2 белая пешка · d1 белый ферзь · e1 белый король · f1 белый слон · h1 белая ладья | a8 чёрная ладья · d8 чёрный ферзь · e8 чёрный король · h8 чёрная ладья · b7 чёрный конь · f7 чёрная пешка · g7 чёрная пешка · h7 чёрная пешка · a6 чёрная пешка · d6 чёрная пешка · f6 чёрный слон · d5 белый конь · e5 чёрная пешка · e4 белая пешка · c3 белая пешка · b2 белая пешка · c2 белый конь · f2 белая пешка · g2 белая пешка · h2 белая пешка · d1 белый ферзь · e1 белый король · f1 белый слон · h1 белая ладья | a8 чёрная ладья · d8 чёрный ферзь · e8 чёрный король · h8 чёрная ладья · b7 чёрный конь · f7 чёрная пешка · g7 чёрная пешка · h7 чёрная пешка · a6 чёрная пешка · d6 чёрная пешка · f6 чёрный слон · d5 белый конь · e5 чёрная пешка · e4 белая пешка · c3 белая пешка · b2 белая пешка · c2 белый конь · f2 белая пешка · g2 белая пешка · h2 белая пешка · d1 белый ферзь · e1 белый король · f1 белый слон · h1 белая ладья | a8 чёрная ладья · d8 чёрный ферзь · e8 чёрный король · h8 чёрная ладья · b7 чёрный конь · f7 чёрная пешка · g7 чёрная пешка · h7 чёрная пешка · a6 чёрная пешка · d6 чёрная пешка · f6 чёрный слон · d5 белый конь · e5 чёрная пешка · e4 белая пешка · c3 белая пешка · b2 белая пешка · c2 белый конь · f2 белая пешка · g2 белая пешка · h2 белая пешка · d1 белый ферзь · e1 белый король · f1 белый слон · h1 белая ладья | a8 чёрная ладья · d8 чёрный ферзь · e8 чёрный король · h8 чёрная ладья · b7 чёрный конь · f7 чёрная пешка · g7 чёрная пешка · h7 чёрная пешка · a6 чёрная пешка · d6 чёрная пешка · f6 чёрный слон · d5 белый конь · e5 чёрная пешка · e4 белая пешка · c3 белая пешка · b2 белая пешка · c2 белый конь · f2 белая пешка · g2 белая пешка · h2 белая пешка · d1 белый ферзь · e1 белый король · f1 белый слон · h1 белая ладья | a8 чёрная ладья · d8 чёрный ферзь · e8 чёрный король · h8 чёрная ладья · b7 чёрный конь · f7 чёрная пешка · g7 чёрная пешка · h7 чёрная пешка · a6 чёрная пешка · d6 чёрная пешка · f6 чёрный слон · d5 белый конь · e5 чёрная пешка · e4 белая пешка · c3 белая пешка · b2 белая пешка · c2 белый конь · f2 белая пешка · g2 белая пешка · h2 белая пешка · d1 белый ферзь · e1 белый король · f1 белый слон · h1 белая ладья | 3 |
| 2 | a8 чёрная ладья · d8 чёрный ферзь · e8 чёрный король · h8 чёрная ладья · b7 чёрный конь · f7 чёрная пешка · g7 чёрная пешка · h7 чёрная пешка · a6 чёрная пешка · d6 чёрная пешка · f6 чёрный слон · d5 белый конь · e5 чёрная пешка · e4 белая пешка · c3 белая пешка · b2 белая пешка · c2 белый конь · f2 белая пешка · g2 белая пешка · h2 белая пешка · d1 белый ферзь · e1 белый король · f1 белый слон · h1 белая ладья | a8 чёрная ладья · d8 чёрный ферзь · e8 чёрный король · h8 чёрная ладья · b7 чёрный конь · f7 чёрная пешка · g7 чёрная пешка · h7 чёрная пешка · a6 чёрная пешка · d6 чёрная пешка · f6 чёрный слон · d5 белый конь · e5 чёрная пешка · e4 белая пешка · c3 белая пешка · b2 белая пешка · c2 белый конь · f2 белая пешка · g2 белая пешка · h2 белая пешка · d1 белый ферзь · e1 белый король · f1 белый слон · h1 белая ладья | a8 чёрная ладья · d8 чёрный ферзь · e8 чёрный король · h8 чёрная ладья · b7 чёрный конь · f7 чёрная пешка · g7 чёрная пешка · h7 чёрная пешка · a6 чёрная пешка · d6 чёрная пешка · f6 чёрный слон · d5 белый конь · e5 чёрная пешка · e4 белая пешка · c3 белая пешка · b2 белая пешка · c2 белый конь · f2 белая пешка · g2 белая пешка · h2 белая пешка · d1 белый ферзь · e1 белый король · f1 белый слон · h1 белая ладья | a8 чёрная ладья · d8 чёрный ферзь · e8 чёрный король · h8 чёрная ладья · b7 чёрный конь · f7 чёрная пешка · g7 чёрная пешка · h7 чёрная пешка · a6 чёрная пешка · d6 чёрная пешка · f6 чёрный слон · d5 белый конь · e5 чёрная пешка · e4 белая пешка · c3 белая пешка · b2 белая пешка · c2 белый конь · f2 белая пешка · g2 белая пешка · h2 белая пешка · d1 белый ферзь · e1 белый король · f1 белый слон · h1 белая ладья | a8 чёрная ладья · d8 чёрный ферзь · e8 чёрный король · h8 чёрная ладья · b7 чёрный конь · f7 чёрная пешка · g7 чёрная пешка · h7 чёрная пешка · a6 чёрная пешка · d6 чёрная пешка · f6 чёрный слон · d5 белый конь · e5 чёрная пешка · e4 белая пешка · c3 белая пешка · b2 белая пешка · c2 белый конь · f2 белая пешка · g2 белая пешка · h2 белая пешка · d1 белый ферзь · e1 белый король · f1 белый слон · h1 белая ладья | a8 чёрная ладья · d8 чёрный ферзь · e8 чёрный король · h8 чёрная ладья · b7 чёрный конь · f7 чёрная пешка · g7 чёрная пешка · h7 чёрная пешка · a6 чёрная пешка · d6 чёрная пешка · f6 чёрный слон · d5 белый конь · e5 чёрная пешка · e4 белая пешка · c3 белая пешка · b2 белая пешка · c2 белый конь · f2 белая пешка · g2 белая пешка · h2 белая пешка · d1 белый ферзь · e1 белый король · f1 белый слон · h1 белая ладья | a8 чёрная ладья · d8 чёрный ферзь · e8 чёрный король · h8 чёрная ладья · b7 чёрный конь · f7 чёрная пешка · g7 чёрная пешка · h7 чёрная пешка · a6 чёрная пешка · d6 чёрная пешка · f6 чёрный слон · d5 белый конь · e5 чёрная пешка · e4 белая пешка · c3 белая пешка · b2 белая пешка · c2 белый конь · f2 белая пешка · g2 белая пешка · h2 белая пешка · d1 белый ферзь · e1 белый король · f1 белый слон · h1 белая ладья | a8 чёрная ладья · d8 чёрный ферзь · e8 чёрный король · h8 чёрная ладья · b7 чёрный конь · f7 чёрная пешка · g7 чёрная пешка · h7 чёрная пешка · a6 чёрная пешка · d6 чёрная пешка · f6 чёрный слон · d5 белый конь · e5 чёрная пешка · e4 белая пешка · c3 белая пешка · b2 белая пешка · c2 белый конь · f2 белая пешка · g2 белая пешка · h2 белая пешка · d1 белый ферзь · e1 белый король · f1 белый слон · h1 белая ладья | 2 |
| 1 | a8 чёрная ладья · d8 чёрный ферзь · e8 чёрный король · h8 чёрная ладья · b7 чёрный конь · f7 чёрная пешка · g7 чёрная пешка · h7 чёрная пешка · a6 чёрная пешка · d6 чёрная пешка · f6 чёрный слон · d5 белый конь · e5 чёрная пешка · e4 белая пешка · c3 белая пешка · b2 белая пешка · c2 белый конь · f2 белая пешка · g2 белая пешка · h2 белая пешка · d1 белый ферзь · e1 белый король · f1 белый слон · h1 белая ладья | a8 чёрная ладья · d8 чёрный ферзь · e8 чёрный король · h8 чёрная ладья · b7 чёрный конь · f7 чёрная пешка · g7 чёрная пешка · h7 чёрная пешка · a6 чёрная пешка · d6 чёрная пешка · f6 чёрный слон · d5 белый конь · e5 чёрная пешка · e4 белая пешка · c3 белая пешка · b2 белая пешка · c2 белый конь · f2 белая пешка · g2 белая пешка · h2 белая пешка · d1 белый ферзь · e1 белый король · f1 белый слон · h1 белая ладья | a8 чёрная ладья · d8 чёрный ферзь · e8 чёрный король · h8 чёрная ладья · b7 чёрный конь · f7 чёрная пешка · g7 чёрная пешка · h7 чёрная пешка · a6 чёрная пешка · d6 чёрная пешка · f6 чёрный слон · d5 белый конь · e5 чёрная пешка · e4 белая пешка · c3 белая пешка · b2 белая пешка · c2 белый конь · f2 белая пешка · g2 белая пешка · h2 белая пешка · d1 белый ферзь · e1 белый король · f1 белый слон · h1 белая ладья | a8 чёрная ладья · d8 чёрный ферзь · e8 чёрный король · h8 чёрная ладья · b7 чёрный конь · f7 чёрная пешка · g7 чёрная пешка · h7 чёрная пешка · a6 чёрная пешка · d6 чёрная пешка · f6 чёрный слон · d5 белый конь · e5 чёрная пешка · e4 белая пешка · c3 белая пешка · b2 белая пешка · c2 белый конь · f2 белая пешка · g2 белая пешка · h2 белая пешка · d1 белый ферзь · e1 белый король · f1 белый слон · h1 белая ладья | a8 чёрная ладья · d8 чёрный ферзь · e8 чёрный король · h8 чёрная ладья · b7 чёрный конь · f7 чёрная пешка · g7 чёрная пешка · h7 чёрная пешка · a6 чёрная пешка · d6 чёрная пешка · f6 чёрный слон · d5 белый конь · e5 чёрная пешка · e4 белая пешка · c3 белая пешка · b2 белая пешка · c2 белый конь · f2 белая пешка · g2 белая пешка · h2 белая пешка · d1 белый ферзь · e1 белый король · f1 белый слон · h1 белая ладья | a8 чёрная ладья · d8 чёрный ферзь · e8 чёрный король · h8 чёрная ладья · b7 чёрный конь · f7 чёрная пешка · g7 чёрная пешка · h7 чёрная пешка · a6 чёрная пешка · d6 чёрная пешка · f6 чёрный слон · d5 белый конь · e5 чёрная пешка · e4 белая пешка · c3 белая пешка · b2 белая пешка · c2 белый конь · f2 белая пешка · g2 белая пешка · h2 белая пешка · d1 белый ферзь · e1 белый король · f1 белый слон · h1 белая ладья | a8 чёрная ладья · d8 чёрный ферзь · e8 чёрный король · h8 чёрная ладья · b7 чёрный конь · f7 чёрная пешка · g7 чёрная пешка · h7 чёрная пешка · a6 чёрная пешка · d6 чёрная пешка · f6 чёрный слон · d5 белый конь · e5 чёрная пешка · e4 белая пешка · c3 белая пешка · b2 белая пешка · c2 белый конь · f2 белая пешка · g2 белая пешка · h2 белая пешка · d1 белый ферзь · e1 белый король · f1 белый слон · h1 белая ладья | a8 чёрная ладья · d8 чёрный ферзь · e8 чёрный король · h8 чёрная ладья · b7 чёрный конь · f7 чёрная пешка · g7 чёрная пешка · h7 чёрная пешка · a6 чёрная пешка · d6 чёрная пешка · f6 чёрный слон · d5 белый конь · e5 чёрная пешка · e4 белая пешка · c3 белая пешка · b2 белая пешка · c2 белый конь · f2 белая пешка · g2 белая пешка · h2 белая пешка · d1 белый ферзь · e1 белый король · f1 белый слон · h1 белая ладья | 1 |
|   | a | b | c | d | e | f | g | h |   |

- Автомат (шахматный) — общее название устройств, внутри которых скрывался шахматист, игравший партию со зрителями.
- Адванс (продвинутые) шахматы — разновидность шахмат, разрешающая использование во время игры какой-либо сторонней помощи (дебютные книги, компьютерные шахматные программы, базы данных, эндшпильные таблицы и т. п.) и «легальность» её использования.
- Алгебраическая нотация — метод для записи и описания ходов в шахматной нотации (см. Нотация шахматная), основан на системе координат для уникальной идентификации каждого квадрата на шахматной доске. В данном методе запись ходов осуществляется с использованием обозначения фигур и символов от a до h и цифр от 1 до 8 для обозначения полей на доске 8x8. В настоящее время это стандарт среди всех шахматных организаций и большинства книг, журналов и газет. ФИДЕ признает для своих турниров и матчей только одну систему нотации, алгебраическую систему.
- Альтернативный сеанс — cеанс одновременной игры, в котором выступает не один сеансер, а два или более, причем они не советуются между собой.
- Анализ — выполнение одним или несколькими игроками ходов на доске с целью определения наилучшего продолжения.
- Арбитр (судья) — человек, контролирующий ход шахматного турнира. Арбитр следит за соблюдением правил игры в шахматы, обеспечивает честную игру, наблюдает за партиями, проводит жеребьевку и т. д. ФИДЕ разделяет арбитров на две категории: арбитр ФИДЕ (начальный уровень) и международный арбитр (продвинутый уровень).
- Арена — формат турниров, которые проходят только онлайн. Участники стремятся набрать как можно больше очков за определенное время. Они получают очки за победы и поражения, а также дополнительные очки за серии из нескольких побед подряд. Два шахматиста с одинаковой разницей побед и поражений могут набрать разное количество очков, потому что их серии могут отличаться. Турниры с форматом "арена" проводятся на самых популярных шахматных сайтах, таких как chess.com и lichess.org.
- Армагеддон — решающая партия (как правило, на тай-брейке), которая играется на необычных условиях: белые имеют 5 минут на обдумывание, а чёрные — 4 минуты (или белые 6 минут, чёрные — 5), однако белых устраивает только победа (в случае ничьей чёрные признаются выигравшей стороной).
- Атака (тактическая) — прямое нападение на фигуру соперника.
- Атака (стратегическая) — наступление на каком-либо участке доски или по всей доске по определенному стратегическому плану.
- Атака пешечного меньшинства — типовой стратегический прием, идея которого состоит в ослаблении пешечной структуры соперника. При атаке пешечного меньшинства один из противников ведет свои пешки в атаку на фланге, где у его противника пешечное большинство. Цель такой атаки — вызвать пешечные размены, ослабив пешечную структуру противника и оставив его со слабой отсталой или изолированной пешкой, которую придется защищать фигурами.

|   | a | b | c | d | e | f | g | h |   |
| - | --- | --- | --- | --- | --- | --- | --- | --- | - |
| 8 | a7 чёрная пешка · b7 чёрная пешка · f7 чёрная пешка · g7 чёрная пешка · h7 чёрная пешка · c6 чёрная пешка · d5 чёрная пешка · d4 белая пешка · e3 белая пешка · a2 белая пешка · b2 белая пешка · f2 белая пешка · g2 белая пешка · h2 белая пешка | a7 чёрная пешка · b7 чёрная пешка · f7 чёрная пешка · g7 чёрная пешка · h7 чёрная пешка · c6 чёрная пешка · d5 чёрная пешка · d4 белая пешка · e3 белая пешка · a2 белая пешка · b2 белая пешка · f2 белая пешка · g2 белая пешка · h2 белая пешка | a7 чёрная пешка · b7 чёрная пешка · f7 чёрная пешка · g7 чёрная пешка · h7 чёрная пешка · c6 чёрная пешка · d5 чёрная пешка · d4 белая пешка · e3 белая пешка · a2 белая пешка · b2 белая пешка · f2 белая пешка · g2 белая пешка · h2 белая пешка | a7 чёрная пешка · b7 чёрная пешка · f7 чёрная пешка · g7 чёрная пешка · h7 чёрная пешка · c6 чёрная пешка · d5 чёрная пешка · d4 белая пешка · e3 белая пешка · a2 белая пешка · b2 белая пешка · f2 белая пешка · g2 белая пешка · h2 белая пешка | a7 чёрная пешка · b7 чёрная пешка · f7 чёрная пешка · g7 чёрная пешка · h7 чёрная пешка · c6 чёрная пешка · d5 чёрная пешка · d4 белая пешка · e3 белая пешка · a2 белая пешка · b2 белая пешка · f2 белая пешка · g2 белая пешка · h2 белая пешка | a7 чёрная пешка · b7 чёрная пешка · f7 чёрная пешка · g7 чёрная пешка · h7 чёрная пешка · c6 чёрная пешка · d5 чёрная пешка · d4 белая пешка · e3 белая пешка · a2 белая пешка · b2 белая пешка · f2 белая пешка · g2 белая пешка · h2 белая пешка | a7 чёрная пешка · b7 чёрная пешка · f7 чёрная пешка · g7 чёрная пешка · h7 чёрная пешка · c6 чёрная пешка · d5 чёрная пешка · d4 белая пешка · e3 белая пешка · a2 белая пешка · b2 белая пешка · f2 белая пешка · g2 белая пешка · h2 белая пешка | a7 чёрная пешка · b7 чёрная пешка · f7 чёрная пешка · g7 чёрная пешка · h7 чёрная пешка · c6 чёрная пешка · d5 чёрная пешка · d4 белая пешка · e3 белая пешка · a2 белая пешка · b2 белая пешка · f2 белая пешка · g2 белая пешка · h2 белая пешка | 8 |
| 7 | a7 чёрная пешка · b7 чёрная пешка · f7 чёрная пешка · g7 чёрная пешка · h7 чёрная пешка · c6 чёрная пешка · d5 чёрная пешка · d4 белая пешка · e3 белая пешка · a2 белая пешка · b2 белая пешка · f2 белая пешка · g2 белая пешка · h2 белая пешка | a7 чёрная пешка · b7 чёрная пешка · f7 чёрная пешка · g7 чёрная пешка · h7 чёрная пешка · c6 чёрная пешка · d5 чёрная пешка · d4 белая пешка · e3 белая пешка · a2 белая пешка · b2 белая пешка · f2 белая пешка · g2 белая пешка · h2 белая пешка | a7 чёрная пешка · b7 чёрная пешка · f7 чёрная пешка · g7 чёрная пешка · h7 чёрная пешка · c6 чёрная пешка · d5 чёрная пешка · d4 белая пешка · e3 белая пешка · a2 белая пешка · b2 белая пешка · f2 белая пешка · g2 белая пешка · h2 белая пешка | a7 чёрная пешка · b7 чёрная пешка · f7 чёрная пешка · g7 чёрная пешка · h7 чёрная пешка · c6 чёрная пешка · d5 чёрная пешка · d4 белая пешка · e3 белая пешка · a2 белая пешка · b2 белая пешка · f2 белая пешка · g2 белая пешка · h2 белая пешка | a7 чёрная пешка · b7 чёрная пешка · f7 чёрная пешка · g7 чёрная пешка · h7 чёрная пешка · c6 чёрная пешка · d5 чёрная пешка · d4 белая пешка · e3 белая пешка · a2 белая пешка · b2 белая пешка · f2 белая пешка · g2 белая пешка · h2 белая пешка | a7 чёрная пешка · b7 чёрная пешка · f7 чёрная пешка · g7 чёрная пешка · h7 чёрная пешка · c6 чёрная пешка · d5 чёрная пешка · d4 белая пешка · e3 белая пешка · a2 белая пешка · b2 белая пешка · f2 белая пешка · g2 белая пешка · h2 белая пешка | a7 чёрная пешка · b7 чёрная пешка · f7 чёрная пешка · g7 чёрная пешка · h7 чёрная пешка · c6 чёрная пешка · d5 чёрная пешка · d4 белая пешка · e3 белая пешка · a2 белая пешка · b2 белая пешка · f2 белая пешка · g2 белая пешка · h2 белая пешка | a7 чёрная пешка · b7 чёрная пешка · f7 чёрная пешка · g7 чёрная пешка · h7 чёрная пешка · c6 чёрная пешка · d5 чёрная пешка · d4 белая пешка · e3 белая пешка · a2 белая пешка · b2 белая пешка · f2 белая пешка · g2 белая пешка · h2 белая пешка | 7 |
| 6 | a7 чёрная пешка · b7 чёрная пешка · f7 чёрная пешка · g7 чёрная пешка · h7 чёрная пешка · c6 чёрная пешка · d5 чёрная пешка · d4 белая пешка · e3 белая пешка · a2 белая пешка · b2 белая пешка · f2 белая пешка · g2 белая пешка · h2 белая пешка | a7 чёрная пешка · b7 чёрная пешка · f7 чёрная пешка · g7 чёрная пешка · h7 чёрная пешка · c6 чёрная пешка · d5 чёрная пешка · d4 белая пешка · e3 белая пешка · a2 белая пешка · b2 белая пешка · f2 белая пешка · g2 белая пешка · h2 белая пешка | a7 чёрная пешка · b7 чёрная пешка · f7 чёрная пешка · g7 чёрная пешка · h7 чёрная пешка · c6 чёрная пешка · d5 чёрная пешка · d4 белая пешка · e3 белая пешка · a2 белая пешка · b2 белая пешка · f2 белая пешка · g2 белая пешка · h2 белая пешка | a7 чёрная пешка · b7 чёрная пешка · f7 чёрная пешка · g7 чёрная пешка · h7 чёрная пешка · c6 чёрная пешка · d5 чёрная пешка · d4 белая пешка · e3 белая пешка · a2 белая пешка · b2 белая пешка · f2 белая пешка · g2 белая пешка · h2 белая пешка | a7 чёрная пешка · b7 чёрная пешка · f7 чёрная пешка · g7 чёрная пешка · h7 чёрная пешка · c6 чёрная пешка · d5 чёрная пешка · d4 белая пешка · e3 белая пешка · a2 белая пешка · b2 белая пешка · f2 белая пешка · g2 белая пешка · h2 белая пешка | a7 чёрная пешка · b7 чёрная пешка · f7 чёрная пешка · g7 чёрная пешка · h7 чёрная пешка · c6 чёрная пешка · d5 чёрная пешка · d4 белая пешка · e3 белая пешка · a2 белая пешка · b2 белая пешка · f2 белая пешка · g2 белая пешка · h2 белая пешка | a7 чёрная пешка · b7 чёрная пешка · f7 чёрная пешка · g7 чёрная пешка · h7 чёрная пешка · c6 чёрная пешка · d5 чёрная пешка · d4 белая пешка · e3 белая пешка · a2 белая пешка · b2 белая пешка · f2 белая пешка · g2 белая пешка · h2 белая пешка | a7 чёрная пешка · b7 чёрная пешка · f7 чёрная пешка · g7 чёрная пешка · h7 чёрная пешка · c6 чёрная пешка · d5 чёрная пешка · d4 белая пешка · e3 белая пешка · a2 белая пешка · b2 белая пешка · f2 белая пешка · g2 белая пешка · h2 белая пешка | 6 |
| 5 | a7 чёрная пешка · b7 чёрная пешка · f7 чёрная пешка · g7 чёрная пешка · h7 чёрная пешка · c6 чёрная пешка · d5 чёрная пешка · d4 белая пешка · e3 белая пешка · a2 белая пешка · b2 белая пешка · f2 белая пешка · g2 белая пешка · h2 белая пешка | a7 чёрная пешка · b7 чёрная пешка · f7 чёрная пешка · g7 чёрная пешка · h7 чёрная пешка · c6 чёрная пешка · d5 чёрная пешка · d4 белая пешка · e3 белая пешка · a2 белая пешка · b2 белая пешка · f2 белая пешка · g2 белая пешка · h2 белая пешка | a7 чёрная пешка · b7 чёрная пешка · f7 чёрная пешка · g7 чёрная пешка · h7 чёрная пешка · c6 чёрная пешка · d5 чёрная пешка · d4 белая пешка · e3 белая пешка · a2 белая пешка · b2 белая пешка · f2 белая пешка · g2 белая пешка · h2 белая пешка | a7 чёрная пешка · b7 чёрная пешка · f7 чёрная пешка · g7 чёрная пешка · h7 чёрная пешка · c6 чёрная пешка · d5 чёрная пешка · d4 белая пешка · e3 белая пешка · a2 белая пешка · b2 белая пешка · f2 белая пешка · g2 белая пешка · h2 белая пешка | a7 чёрная пешка · b7 чёрная пешка · f7 чёрная пешка · g7 чёрная пешка · h7 чёрная пешка · c6 чёрная пешка · d5 чёрная пешка · d4 белая пешка · e3 белая пешка · a2 белая пешка · b2 белая пешка · f2 белая пешка · g2 белая пешка · h2 белая пешка | a7 чёрная пешка · b7 чёрная пешка · f7 чёрная пешка · g7 чёрная пешка · h7 чёрная пешка · c6 чёрная пешка · d5 чёрная пешка · d4 белая пешка · e3 белая пешка · a2 белая пешка · b2 белая пешка · f2 белая пешка · g2 белая пешка · h2 белая пешка | a7 чёрная пешка · b7 чёрная пешка · f7 чёрная пешка · g7 чёрная пешка · h7 чёрная пешка · c6 чёрная пешка · d5 чёрная пешка · d4 белая пешка · e3 белая пешка · a2 белая пешка · b2 белая пешка · f2 белая пешка · g2 белая пешка · h2 белая пешка | a7 чёрная пешка · b7 чёрная пешка · f7 чёрная пешка · g7 чёрная пешка · h7 чёрная пешка · c6 чёрная пешка · d5 чёрная пешка · d4 белая пешка · e3 белая пешка · a2 белая пешка · b2 белая пешка · f2 белая пешка · g2 белая пешка · h2 белая пешка | 5 |
| 4 | a7 чёрная пешка · b7 чёрная пешка · f7 чёрная пешка · g7 чёрная пешка · h7 чёрная пешка · c6 чёрная пешка · d5 чёрная пешка · d4 белая пешка · e3 белая пешка · a2 белая пешка · b2 белая пешка · f2 белая пешка · g2 белая пешка · h2 белая пешка | a7 чёрная пешка · b7 чёрная пешка · f7 чёрная пешка · g7 чёрная пешка · h7 чёрная пешка · c6 чёрная пешка · d5 чёрная пешка · d4 белая пешка · e3 белая пешка · a2 белая пешка · b2 белая пешка · f2 белая пешка · g2 белая пешка · h2 белая пешка | a7 чёрная пешка · b7 чёрная пешка · f7 чёрная пешка · g7 чёрная пешка · h7 чёрная пешка · c6 чёрная пешка · d5 чёрная пешка · d4 белая пешка · e3 белая пешка · a2 белая пешка · b2 белая пешка · f2 белая пешка · g2 белая пешка · h2 белая пешка | a7 чёрная пешка · b7 чёрная пешка · f7 чёрная пешка · g7 чёрная пешка · h7 чёрная пешка · c6 чёрная пешка · d5 чёрная пешка · d4 белая пешка · e3 белая пешка · a2 белая пешка · b2 белая пешка · f2 белая пешка · g2 белая пешка · h2 белая пешка | a7 чёрная пешка · b7 чёрная пешка · f7 чёрная пешка · g7 чёрная пешка · h7 чёрная пешка · c6 чёрная пешка · d5 чёрная пешка · d4 белая пешка · e3 белая пешка · a2 белая пешка · b2 белая пешка · f2 белая пешка · g2 белая пешка · h2 белая пешка | a7 чёрная пешка · b7 чёрная пешка · f7 чёрная пешка · g7 чёрная пешка · h7 чёрная пешка · c6 чёрная пешка · d5 чёрная пешка · d4 белая пешка · e3 белая пешка · a2 белая пешка · b2 белая пешка · f2 белая пешка · g2 белая пешка · h2 белая пешка | a7 чёрная пешка · b7 чёрная пешка · f7 чёрная пешка · g7 чёрная пешка · h7 чёрная пешка · c6 чёрная пешка · d5 чёрная пешка · d4 белая пешка · e3 белая пешка · a2 белая пешка · b2 белая пешка · f2 белая пешка · g2 белая пешка · h2 белая пешка | a7 чёрная пешка · b7 чёрная пешка · f7 чёрная пешка · g7 чёрная пешка · h7 чёрная пешка · c6 чёрная пешка · d5 чёрная пешка · d4 белая пешка · e3 белая пешка · a2 белая пешка · b2 белая пешка · f2 белая пешка · g2 белая пешка · h2 белая пешка | 4 |
| 3 | a7 чёрная пешка · b7 чёрная пешка · f7 чёрная пешка · g7 чёрная пешка · h7 чёрная пешка · c6 чёрная пешка · d5 чёрная пешка · d4 белая пешка · e3 белая пешка · a2 белая пешка · b2 белая пешка · f2 белая пешка · g2 белая пешка · h2 белая пешка | a7 чёрная пешка · b7 чёрная пешка · f7 чёрная пешка · g7 чёрная пешка · h7 чёрная пешка · c6 чёрная пешка · d5 чёрная пешка · d4 белая пешка · e3 белая пешка · a2 белая пешка · b2 белая пешка · f2 белая пешка · g2 белая пешка · h2 белая пешка | a7 чёрная пешка · b7 чёрная пешка · f7 чёрная пешка · g7 чёрная пешка · h7 чёрная пешка · c6 чёрная пешка · d5 чёрная пешка · d4 белая пешка · e3 белая пешка · a2 белая пешка · b2 белая пешка · f2 белая пешка · g2 белая пешка · h2 белая пешка | a7 чёрная пешка · b7 чёрная пешка · f7 чёрная пешка · g7 чёрная пешка · h7 чёрная пешка · c6 чёрная пешка · d5 чёрная пешка · d4 белая пешка · e3 белая пешка · a2 белая пешка · b2 белая пешка · f2 белая пешка · g2 белая пешка · h2 белая пешка | a7 чёрная пешка · b7 чёрная пешка · f7 чёрная пешка · g7 чёрная пешка · h7 чёрная пешка · c6 чёрная пешка · d5 чёрная пешка · d4 белая пешка · e3 белая пешка · a2 белая пешка · b2 белая пешка · f2 белая пешка · g2 белая пешка · h2 белая пешка | a7 чёрная пешка · b7 чёрная пешка · f7 чёрная пешка · g7 чёрная пешка · h7 чёрная пешка · c6 чёрная пешка · d5 чёрная пешка · d4 белая пешка · e3 белая пешка · a2 белая пешка · b2 белая пешка · f2 белая пешка · g2 белая пешка · h2 белая пешка | a7 чёрная пешка · b7 чёрная пешка · f7 чёрная пешка · g7 чёрная пешка · h7 чёрная пешка · c6 чёрная пешка · d5 чёрная пешка · d4 белая пешка · e3 белая пешка · a2 белая пешка · b2 белая пешка · f2 белая пешка · g2 белая пешка · h2 белая пешка | a7 чёрная пешка · b7 чёрная пешка · f7 чёрная пешка · g7 чёрная пешка · h7 чёрная пешка · c6 чёрная пешка · d5 чёрная пешка · d4 белая пешка · e3 белая пешка · a2 белая пешка · b2 белая пешка · f2 белая пешка · g2 белая пешка · h2 белая пешка | 3 |
| 2 | a7 чёрная пешка · b7 чёрная пешка · f7 чёрная пешка · g7 чёрная пешка · h7 чёрная пешка · c6 чёрная пешка · d5 чёрная пешка · d4 белая пешка · e3 белая пешка · a2 белая пешка · b2 белая пешка · f2 белая пешка · g2 белая пешка · h2 белая пешка | a7 чёрная пешка · b7 чёрная пешка · f7 чёрная пешка · g7 чёрная пешка · h7 чёрная пешка · c6 чёрная пешка · d5 чёрная пешка · d4 белая пешка · e3 белая пешка · a2 белая пешка · b2 белая пешка · f2 белая пешка · g2 белая пешка · h2 белая пешка | a7 чёрная пешка · b7 чёрная пешка · f7 чёрная пешка · g7 чёрная пешка · h7 чёрная пешка · c6 чёрная пешка · d5 чёрная пешка · d4 белая пешка · e3 белая пешка · a2 белая пешка · b2 белая пешка · f2 белая пешка · g2 белая пешка · h2 белая пешка | a7 чёрная пешка · b7 чёрная пешка · f7 чёрная пешка · g7 чёрная пешка · h7 чёрная пешка · c6 чёрная пешка · d5 чёрная пешка · d4 белая пешка · e3 белая пешка · a2 белая пешка · b2 белая пешка · f2 белая пешка · g2 белая пешка · h2 белая пешка | a7 чёрная пешка · b7 чёрная пешка · f7 чёрная пешка · g7 чёрная пешка · h7 чёрная пешка · c6 чёрная пешка · d5 чёрная пешка · d4 белая пешка · e3 белая пешка · a2 белая пешка · b2 белая пешка · f2 белая пешка · g2 белая пешка · h2 белая пешка | a7 чёрная пешка · b7 чёрная пешка · f7 чёрная пешка · g7 чёрная пешка · h7 чёрная пешка · c6 чёрная пешка · d5 чёрная пешка · d4 белая пешка · e3 белая пешка · a2 белая пешка · b2 белая пешка · f2 белая пешка · g2 белая пешка · h2 белая пешка | a7 чёрная пешка · b7 чёрная пешка · f7 чёрная пешка · g7 чёрная пешка · h7 чёрная пешка · c6 чёрная пешка · d5 чёрная пешка · d4 белая пешка · e3 белая пешка · a2 белая пешка · b2 белая пешка · f2 белая пешка · g2 белая пешка · h2 белая пешка | a7 чёрная пешка · b7 чёрная пешка · f7 чёрная пешка · g7 чёрная пешка · h7 чёрная пешка · c6 чёрная пешка · d5 чёрная пешка · d4 белая пешка · e3 белая пешка · a2 белая пешка · b2 белая пешка · f2 белая пешка · g2 белая пешка · h2 белая пешка | 2 |
| 1 | a7 чёрная пешка · b7 чёрная пешка · f7 чёрная пешка · g7 чёрная пешка · h7 чёрная пешка · c6 чёрная пешка · d5 чёрная пешка · d4 белая пешка · e3 белая пешка · a2 белая пешка · b2 белая пешка · f2 белая пешка · g2 белая пешка · h2 белая пешка | a7 чёрная пешка · b7 чёрная пешка · f7 чёрная пешка · g7 чёрная пешка · h7 чёрная пешка · c6 чёрная пешка · d5 чёрная пешка · d4 белая пешка · e3 белая пешка · a2 белая пешка · b2 белая пешка · f2 белая пешка · g2 белая пешка · h2 белая пешка | a7 чёрная пешка · b7 чёрная пешка · f7 чёрная пешка · g7 чёрная пешка · h7 чёрная пешка · c6 чёрная пешка · d5 чёрная пешка · d4 белая пешка · e3 белая пешка · a2 белая пешка · b2 белая пешка · f2 белая пешка · g2 белая пешка · h2 белая пешка | a7 чёрная пешка · b7 чёрная пешка · f7 чёрная пешка · g7 чёрная пешка · h7 чёрная пешка · c6 чёрная пешка · d5 чёрная пешка · d4 белая пешка · e3 белая пешка · a2 белая пешка · b2 белая пешка · f2 белая пешка · g2 белая пешка · h2 белая пешка | a7 чёрная пешка · b7 чёрная пешка · f7 чёрная пешка · g7 чёрная пешка · h7 чёрная пешка · c6 чёрная пешка · d5 чёрная пешка · d4 белая пешка · e3 белая пешка · a2 белая пешка · b2 белая пешка · f2 белая пешка · g2 белая пешка · h2 белая пешка | a7 чёрная пешка · b7 чёрная пешка · f7 чёрная пешка · g7 чёрная пешка · h7 чёрная пешка · c6 чёрная пешка · d5 чёрная пешка · d4 белая пешка · e3 белая пешка · a2 белая пешка · b2 белая пешка · f2 белая пешка · g2 белая пешка · h2 белая пешка | a7 чёрная пешка · b7 чёрная пешка · f7 чёрная пешка · g7 чёрная пешка · h7 чёрная пешка · c6 чёрная пешка · d5 чёрная пешка · d4 белая пешка · e3 белая пешка · a2 белая пешка · b2 белая пешка · f2 белая пешка · g2 белая пешка · h2 белая пешка | a7 чёрная пешка · b7 чёрная пешка · f7 чёрная пешка · g7 чёрная пешка · h7 чёрная пешка · c6 чёрная пешка · d5 чёрная пешка · d4 белая пешка · e3 белая пешка · a2 белая пешка · b2 белая пешка · f2 белая пешка · g2 белая пешка · h2 белая пешка | 1 |
|   | a | b | c | d | e | f | g | h |   |

- Атомные шахматы — вариант игры в шахматы, при котором в случае взятия фигуры немедленно происходит «взрыв», затрагивающий все поля вокруг ее. При взрыве уничтожаются все фигуры в радиусе одной клетки, за исключением пешек. В отличие от обычных шахмат, где снимается с доски только взятая фигура, в атомных самоубийственны все взятия. Даже фигура, совершившая взятие, поражается взрывом, и ее нужно убрать с доски. В связи со взрывами в этом варианте шахмат партия может завершиться не только матом, но и взрывом одного из королей, что происходит при взятии фигуры, расположенной рядом с королем. Однако два короля могут находиться на соседних между собой клетках, что обычно не позволяет поставить вражескому королю мат или взорвать его, так как тогда взорвётся и собственный.

## Б
- Батарея — две (или более) фигуры, объединение которых усиливает потенциал атаки (давления). Например, батарея «ферзь + слон», «ладья + ферзь» и т. п.
- Белопольный слон (белопольник) — слон, который в начале партии располагался на одном из двух полей: f1 (белый слон) или c8 (слон черных).
- Берсерк — режим партии в онлайн турнирах по шахматах в формате "арена", при котором у игрока отнимается ровно половина времени, но за победу дается повышенное количество очков. Режим берсерка доступен в турнирах формата арены на lichess, но также его можно и отключить.
- «Бессмертная партия» — шахматная партия, сыгранная 21 июня 1851 года в Лондоне между Адольфом Андерсеном (белые) и Лионелем Кизерицким (чёрные). Примечательна большим количеством серьёзнейших жертв, которые принесли белые для достижения победы. Одна из самых знаменитых партий за всю историю шахмат, была единодушно признана высшим образцом романтических шахмат — течения, господствовавшего в середине XIX века.
- Бешеная фигура — фигура, которую неоднократно предлагают в жертву для достижения пата. Чаще всего говорят о «бешеной ладье».
- Бланк — лист бумаги, разграфлённый для записи ходов. Бланк также может быть электронным. Бланк необходим для заявления арбитру о троекратном повторении позиции, а также о требовании ничьи по правилу 50 ходов. Бланк является собственностью организатора соревнования.
- Блиц — это игра, в которой каждый игрок должен завершить все ходы или в установленное время, составляющее 10 или меньше минут, или в предоставленное время плюс какое-то дополнительное время, умноженное на 60, составляющее 10 или меньше минут.
- Блицор — шахматист, хорошо играющий в блиц.
- Блока́да — стратегия ограничения подвижности пешек и фигур противника.
- Бло́кер — фигура, блокирующая продвижение вражеской пешки.
- Быстрые шахматы (рапид) — это игра, в которой каждый игрок должен завершить все ходы или в установленное время, составляющее больше 10 минут, но меньше 60 минут, или в предоставленное время плюс какое-то дополнительное время, умноженное на 60, составляющее больше 10 минут, но меньше 60 минут.

## В
- Вариант — серия ходов, логически связанных между собой. Рассчитать вариант.
- Вертикаль — поля шахматной доски с одинаковым индексом буквы (например, вертикаль f).
  - Открытая вертикаль — вертикаль, на которой отсутствуют пешки.
  - Закрытая вертикаль — вертикаль, на которой расположены две (или большее количество) пешек.
  - Полуоткрытая вертикаль — вертикаль, на которой располагается только одна пешка. Также она считается открытой для стороны без пешки на этой вертикали.
- Вечное нападение — разновидность позиционной ничьей и тема в шахматном этюде. Слабейшая сторона спасается путём непрерывного преследования одной или нескольких фигур соперника.
- Вечный шах — ситуация, в которой одна из сторон (как правило, сильнейшая) не может избежать серии повторяющихся шахов. Партия при этом, как правило, оканчивается ничьей после троекратного повторения позиции.
- Взаимодействие фигур — целенаправленное расположение боевых сил, подчиненное определенному плану.
- Взятие — снятие неприятельской фигуры или пешки. При взятии своя фигура или пешка ставится на место снятой неприятельской (если это была не пешка, взятая на проходе).
- Взятие на проходе — специальный ход пешки, при котором она берёт пешку противника, перемещённую с начальной позиции сразу на два поля. При взятии на проходе под боем оказывается не то поле, на котором остановилась вторая пешка, а то, которое было пересечено ею. Первая пешка завершает взятие именно на этом, пересечённом поле, как если бы пешка противника переместилась лишь на одно поле.
- Вилка — ход, после которого под боем оказываются две (и более) фигуры противника. Чаще всего так называется двойное нападение пешкой или конём.
- Висячие пешки — пара расположенных на смежных вертикалях пешек, не защищённых другими соседними пешками.
- Вскрытый шах — разновидность открытого нападения, при которой нападающая фигура объявляет шах, то есть фигура, делая ход, открывает линию действия другой фигуры, под ударом которой оказывается король.
- Вторая рука — термин, смысл которого заключается в том, что черные копируют дебютное построение белых, но с потерей темпа. Тот же смысл имеет и термин «первая рука», то есть белые применяют дебют, который обычно играется черными, однако с выигрышем темпа.
- Выжидательный ход  — ход, ничего принципиально не меняющий в характере позиции и ставящий целью выяснить намерения противника, передав ему очередь хода.
- Выключение фигуры — тактический прием, заключающийся в том, что фигура перестаёт выполнять прежние функции (защищать пешку, поле), располагаясь не оптимальным образом на доске.

|   | a | b | c | d | e | f | g | h |   |
| - | --- | --- | --- | --- | --- | --- | --- | --- | - |
| 8 | a8 чёрная ладья · e8 чёрный король · g8 чёрный конь · b7 чёрная пешка · f7 чёрная пешка · c6 чёрная пешка · e6 чёрная пешка · f6 белая пешка · g6 чёрный слон · a5 чёрная пешка · b5 белая пешка · c5 белая пешка · g5 белая пешка · f4 чёрный ферзь · c3 белый ферзь · f3 белый конь · a2 белая пешка · e2 белый слон · f2 белая пешка · a1 белая ладья · e1 белый король | a8 чёрная ладья · e8 чёрный король · g8 чёрный конь · b7 чёрная пешка · f7 чёрная пешка · c6 чёрная пешка · e6 чёрная пешка · f6 белая пешка · g6 чёрный слон · a5 чёрная пешка · b5 белая пешка · c5 белая пешка · g5 белая пешка · f4 чёрный ферзь · c3 белый ферзь · f3 белый конь · a2 белая пешка · e2 белый слон · f2 белая пешка · a1 белая ладья · e1 белый король | a8 чёрная ладья · e8 чёрный король · g8 чёрный конь · b7 чёрная пешка · f7 чёрная пешка · c6 чёрная пешка · e6 чёрная пешка · f6 белая пешка · g6 чёрный слон · a5 чёрная пешка · b5 белая пешка · c5 белая пешка · g5 белая пешка · f4 чёрный ферзь · c3 белый ферзь · f3 белый конь · a2 белая пешка · e2 белый слон · f2 белая пешка · a1 белая ладья · e1 белый король | a8 чёрная ладья · e8 чёрный король · g8 чёрный конь · b7 чёрная пешка · f7 чёрная пешка · c6 чёрная пешка · e6 чёрная пешка · f6 белая пешка · g6 чёрный слон · a5 чёрная пешка · b5 белая пешка · c5 белая пешка · g5 белая пешка · f4 чёрный ферзь · c3 белый ферзь · f3 белый конь · a2 белая пешка · e2 белый слон · f2 белая пешка · a1 белая ладья · e1 белый король | a8 чёрная ладья · e8 чёрный король · g8 чёрный конь · b7 чёрная пешка · f7 чёрная пешка · c6 чёрная пешка · e6 чёрная пешка · f6 белая пешка · g6 чёрный слон · a5 чёрная пешка · b5 белая пешка · c5 белая пешка · g5 белая пешка · f4 чёрный ферзь · c3 белый ферзь · f3 белый конь · a2 белая пешка · e2 белый слон · f2 белая пешка · a1 белая ладья · e1 белый король | a8 чёрная ладья · e8 чёрный король · g8 чёрный конь · b7 чёрная пешка · f7 чёрная пешка · c6 чёрная пешка · e6 чёрная пешка · f6 белая пешка · g6 чёрный слон · a5 чёрная пешка · b5 белая пешка · c5 белая пешка · g5 белая пешка · f4 чёрный ферзь · c3 белый ферзь · f3 белый конь · a2 белая пешка · e2 белый слон · f2 белая пешка · a1 белая ладья · e1 белый король | a8 чёрная ладья · e8 чёрный король · g8 чёрный конь · b7 чёрная пешка · f7 чёрная пешка · c6 чёрная пешка · e6 чёрная пешка · f6 белая пешка · g6 чёрный слон · a5 чёрная пешка · b5 белая пешка · c5 белая пешка · g5 белая пешка · f4 чёрный ферзь · c3 белый ферзь · f3 белый конь · a2 белая пешка · e2 белый слон · f2 белая пешка · a1 белая ладья · e1 белый король | a8 чёрная ладья · e8 чёрный король · g8 чёрный конь · b7 чёрная пешка · f7 чёрная пешка · c6 чёрная пешка · e6 чёрная пешка · f6 белая пешка · g6 чёрный слон · a5 чёрная пешка · b5 белая пешка · c5 белая пешка · g5 белая пешка · f4 чёрный ферзь · c3 белый ферзь · f3 белый конь · a2 белая пешка · e2 белый слон · f2 белая пешка · a1 белая ладья · e1 белый король | 8 |
| 7 | a8 чёрная ладья · e8 чёрный король · g8 чёрный конь · b7 чёрная пешка · f7 чёрная пешка · c6 чёрная пешка · e6 чёрная пешка · f6 белая пешка · g6 чёрный слон · a5 чёрная пешка · b5 белая пешка · c5 белая пешка · g5 белая пешка · f4 чёрный ферзь · c3 белый ферзь · f3 белый конь · a2 белая пешка · e2 белый слон · f2 белая пешка · a1 белая ладья · e1 белый король | a8 чёрная ладья · e8 чёрный король · g8 чёрный конь · b7 чёрная пешка · f7 чёрная пешка · c6 чёрная пешка · e6 чёрная пешка · f6 белая пешка · g6 чёрный слон · a5 чёрная пешка · b5 белая пешка · c5 белая пешка · g5 белая пешка · f4 чёрный ферзь · c3 белый ферзь · f3 белый конь · a2 белая пешка · e2 белый слон · f2 белая пешка · a1 белая ладья · e1 белый король | a8 чёрная ладья · e8 чёрный король · g8 чёрный конь · b7 чёрная пешка · f7 чёрная пешка · c6 чёрная пешка · e6 чёрная пешка · f6 белая пешка · g6 чёрный слон · a5 чёрная пешка · b5 белая пешка · c5 белая пешка · g5 белая пешка · f4 чёрный ферзь · c3 белый ферзь · f3 белый конь · a2 белая пешка · e2 белый слон · f2 белая пешка · a1 белая ладья · e1 белый король | a8 чёрная ладья · e8 чёрный король · g8 чёрный конь · b7 чёрная пешка · f7 чёрная пешка · c6 чёрная пешка · e6 чёрная пешка · f6 белая пешка · g6 чёрный слон · a5 чёрная пешка · b5 белая пешка · c5 белая пешка · g5 белая пешка · f4 чёрный ферзь · c3 белый ферзь · f3 белый конь · a2 белая пешка · e2 белый слон · f2 белая пешка · a1 белая ладья · e1 белый король | a8 чёрная ладья · e8 чёрный король · g8 чёрный конь · b7 чёрная пешка · f7 чёрная пешка · c6 чёрная пешка · e6 чёрная пешка · f6 белая пешка · g6 чёрный слон · a5 чёрная пешка · b5 белая пешка · c5 белая пешка · g5 белая пешка · f4 чёрный ферзь · c3 белый ферзь · f3 белый конь · a2 белая пешка · e2 белый слон · f2 белая пешка · a1 белая ладья · e1 белый король | a8 чёрная ладья · e8 чёрный король · g8 чёрный конь · b7 чёрная пешка · f7 чёрная пешка · c6 чёрная пешка · e6 чёрная пешка · f6 белая пешка · g6 чёрный слон · a5 чёрная пешка · b5 белая пешка · c5 белая пешка · g5 белая пешка · f4 чёрный ферзь · c3 белый ферзь · f3 белый конь · a2 белая пешка · e2 белый слон · f2 белая пешка · a1 белая ладья · e1 белый король | a8 чёрная ладья · e8 чёрный король · g8 чёрный конь · b7 чёрная пешка · f7 чёрная пешка · c6 чёрная пешка · e6 чёрная пешка · f6 белая пешка · g6 чёрный слон · a5 чёрная пешка · b5 белая пешка · c5 белая пешка · g5 белая пешка · f4 чёрный ферзь · c3 белый ферзь · f3 белый конь · a2 белая пешка · e2 белый слон · f2 белая пешка · a1 белая ладья · e1 белый король | a8 чёрная ладья · e8 чёрный король · g8 чёрный конь · b7 чёрная пешка · f7 чёрная пешка · c6 чёрная пешка · e6 чёрная пешка · f6 белая пешка · g6 чёрный слон · a5 чёрная пешка · b5 белая пешка · c5 белая пешка · g5 белая пешка · f4 чёрный ферзь · c3 белый ферзь · f3 белый конь · a2 белая пешка · e2 белый слон · f2 белая пешка · a1 белая ладья · e1 белый король | 7 |
| 6 | a8 чёрная ладья · e8 чёрный король · g8 чёрный конь · b7 чёрная пешка · f7 чёрная пешка · c6 чёрная пешка · e6 чёрная пешка · f6 белая пешка · g6 чёрный слон · a5 чёрная пешка · b5 белая пешка · c5 белая пешка · g5 белая пешка · f4 чёрный ферзь · c3 белый ферзь · f3 белый конь · a2 белая пешка · e2 белый слон · f2 белая пешка · a1 белая ладья · e1 белый король | a8 чёрная ладья · e8 чёрный король · g8 чёрный конь · b7 чёрная пешка · f7 чёрная пешка · c6 чёрная пешка · e6 чёрная пешка · f6 белая пешка · g6 чёрный слон · a5 чёрная пешка · b5 белая пешка · c5 белая пешка · g5 белая пешка · f4 чёрный ферзь · c3 белый ферзь · f3 белый конь · a2 белая пешка · e2 белый слон · f2 белая пешка · a1 белая ладья · e1 белый король | a8 чёрная ладья · e8 чёрный король · g8 чёрный конь · b7 чёрная пешка · f7 чёрная пешка · c6 чёрная пешка · e6 чёрная пешка · f6 белая пешка · g6 чёрный слон · a5 чёрная пешка · b5 белая пешка · c5 белая пешка · g5 белая пешка · f4 чёрный ферзь · c3 белый ферзь · f3 белый конь · a2 белая пешка · e2 белый слон · f2 белая пешка · a1 белая ладья · e1 белый король | a8 чёрная ладья · e8 чёрный король · g8 чёрный конь · b7 чёрная пешка · f7 чёрная пешка · c6 чёрная пешка · e6 чёрная пешка · f6 белая пешка · g6 чёрный слон · a5 чёрная пешка · b5 белая пешка · c5 белая пешка · g5 белая пешка · f4 чёрный ферзь · c3 белый ферзь · f3 белый конь · a2 белая пешка · e2 белый слон · f2 белая пешка · a1 белая ладья · e1 белый король | a8 чёрная ладья · e8 чёрный король · g8 чёрный конь · b7 чёрная пешка · f7 чёрная пешка · c6 чёрная пешка · e6 чёрная пешка · f6 белая пешка · g6 чёрный слон · a5 чёрная пешка · b5 белая пешка · c5 белая пешка · g5 белая пешка · f4 чёрный ферзь · c3 белый ферзь · f3 белый конь · a2 белая пешка · e2 белый слон · f2 белая пешка · a1 белая ладья · e1 белый король | a8 чёрная ладья · e8 чёрный король · g8 чёрный конь · b7 чёрная пешка · f7 чёрная пешка · c6 чёрная пешка · e6 чёрная пешка · f6 белая пешка · g6 чёрный слон · a5 чёрная пешка · b5 белая пешка · c5 белая пешка · g5 белая пешка · f4 чёрный ферзь · c3 белый ферзь · f3 белый конь · a2 белая пешка · e2 белый слон · f2 белая пешка · a1 белая ладья · e1 белый король | a8 чёрная ладья · e8 чёрный король · g8 чёрный конь · b7 чёрная пешка · f7 чёрная пешка · c6 чёрная пешка · e6 чёрная пешка · f6 белая пешка · g6 чёрный слон · a5 чёрная пешка · b5 белая пешка · c5 белая пешка · g5 белая пешка · f4 чёрный ферзь · c3 белый ферзь · f3 белый конь · a2 белая пешка · e2 белый слон · f2 белая пешка · a1 белая ладья · e1 белый король | a8 чёрная ладья · e8 чёрный король · g8 чёрный конь · b7 чёрная пешка · f7 чёрная пешка · c6 чёрная пешка · e6 чёрная пешка · f6 белая пешка · g6 чёрный слон · a5 чёрная пешка · b5 белая пешка · c5 белая пешка · g5 белая пешка · f4 чёрный ферзь · c3 белый ферзь · f3 белый конь · a2 белая пешка · e2 белый слон · f2 белая пешка · a1 белая ладья · e1 белый король | 6 |
| 5 | a8 чёрная ладья · e8 чёрный король · g8 чёрный конь · b7 чёрная пешка · f7 чёрная пешка · c6 чёрная пешка · e6 чёрная пешка · f6 белая пешка · g6 чёрный слон · a5 чёрная пешка · b5 белая пешка · c5 белая пешка · g5 белая пешка · f4 чёрный ферзь · c3 белый ферзь · f3 белый конь · a2 белая пешка · e2 белый слон · f2 белая пешка · a1 белая ладья · e1 белый король | a8 чёрная ладья · e8 чёрный король · g8 чёрный конь · b7 чёрная пешка · f7 чёрная пешка · c6 чёрная пешка · e6 чёрная пешка · f6 белая пешка · g6 чёрный слон · a5 чёрная пешка · b5 белая пешка · c5 белая пешка · g5 белая пешка · f4 чёрный ферзь · c3 белый ферзь · f3 белый конь · a2 белая пешка · e2 белый слон · f2 белая пешка · a1 белая ладья · e1 белый король | a8 чёрная ладья · e8 чёрный король · g8 чёрный конь · b7 чёрная пешка · f7 чёрная пешка · c6 чёрная пешка · e6 чёрная пешка · f6 белая пешка · g6 чёрный слон · a5 чёрная пешка · b5 белая пешка · c5 белая пешка · g5 белая пешка · f4 чёрный ферзь · c3 белый ферзь · f3 белый конь · a2 белая пешка · e2 белый слон · f2 белая пешка · a1 белая ладья · e1 белый король | a8 чёрная ладья · e8 чёрный король · g8 чёрный конь · b7 чёрная пешка · f7 чёрная пешка · c6 чёрная пешка · e6 чёрная пешка · f6 белая пешка · g6 чёрный слон · a5 чёрная пешка · b5 белая пешка · c5 белая пешка · g5 белая пешка · f4 чёрный ферзь · c3 белый ферзь · f3 белый конь · a2 белая пешка · e2 белый слон · f2 белая пешка · a1 белая ладья · e1 белый король | a8 чёрная ладья · e8 чёрный король · g8 чёрный конь · b7 чёрная пешка · f7 чёрная пешка · c6 чёрная пешка · e6 чёрная пешка · f6 белая пешка · g6 чёрный слон · a5 чёрная пешка · b5 белая пешка · c5 белая пешка · g5 белая пешка · f4 чёрный ферзь · c3 белый ферзь · f3 белый конь · a2 белая пешка · e2 белый слон · f2 белая пешка · a1 белая ладья · e1 белый король | a8 чёрная ладья · e8 чёрный король · g8 чёрный конь · b7 чёрная пешка · f7 чёрная пешка · c6 чёрная пешка · e6 чёрная пешка · f6 белая пешка · g6 чёрный слон · a5 чёрная пешка · b5 белая пешка · c5 белая пешка · g5 белая пешка · f4 чёрный ферзь · c3 белый ферзь · f3 белый конь · a2 белая пешка · e2 белый слон · f2 белая пешка · a1 белая ладья · e1 белый король | a8 чёрная ладья · e8 чёрный король · g8 чёрный конь · b7 чёрная пешка · f7 чёрная пешка · c6 чёрная пешка · e6 чёрная пешка · f6 белая пешка · g6 чёрный слон · a5 чёрная пешка · b5 белая пешка · c5 белая пешка · g5 белая пешка · f4 чёрный ферзь · c3 белый ферзь · f3 белый конь · a2 белая пешка · e2 белый слон · f2 белая пешка · a1 белая ладья · e1 белый король | a8 чёрная ладья · e8 чёрный король · g8 чёрный конь · b7 чёрная пешка · f7 чёрная пешка · c6 чёрная пешка · e6 чёрная пешка · f6 белая пешка · g6 чёрный слон · a5 чёрная пешка · b5 белая пешка · c5 белая пешка · g5 белая пешка · f4 чёрный ферзь · c3 белый ферзь · f3 белый конь · a2 белая пешка · e2 белый слон · f2 белая пешка · a1 белая ладья · e1 белый король | 5 |
| 4 | a8 чёрная ладья · e8 чёрный король · g8 чёрный конь · b7 чёрная пешка · f7 чёрная пешка · c6 чёрная пешка · e6 чёрная пешка · f6 белая пешка · g6 чёрный слон · a5 чёрная пешка · b5 белая пешка · c5 белая пешка · g5 белая пешка · f4 чёрный ферзь · c3 белый ферзь · f3 белый конь · a2 белая пешка · e2 белый слон · f2 белая пешка · a1 белая ладья · e1 белый король | a8 чёрная ладья · e8 чёрный король · g8 чёрный конь · b7 чёрная пешка · f7 чёрная пешка · c6 чёрная пешка · e6 чёрная пешка · f6 белая пешка · g6 чёрный слон · a5 чёрная пешка · b5 белая пешка · c5 белая пешка · g5 белая пешка · f4 чёрный ферзь · c3 белый ферзь · f3 белый конь · a2 белая пешка · e2 белый слон · f2 белая пешка · a1 белая ладья · e1 белый король | a8 чёрная ладья · e8 чёрный король · g8 чёрный конь · b7 чёрная пешка · f7 чёрная пешка · c6 чёрная пешка · e6 чёрная пешка · f6 белая пешка · g6 чёрный слон · a5 чёрная пешка · b5 белая пешка · c5 белая пешка · g5 белая пешка · f4 чёрный ферзь · c3 белый ферзь · f3 белый конь · a2 белая пешка · e2 белый слон · f2 белая пешка · a1 белая ладья · e1 белый король | a8 чёрная ладья · e8 чёрный король · g8 чёрный конь · b7 чёрная пешка · f7 чёрная пешка · c6 чёрная пешка · e6 чёрная пешка · f6 белая пешка · g6 чёрный слон · a5 чёрная пешка · b5 белая пешка · c5 белая пешка · g5 белая пешка · f4 чёрный ферзь · c3 белый ферзь · f3 белый конь · a2 белая пешка · e2 белый слон · f2 белая пешка · a1 белая ладья · e1 белый король | a8 чёрная ладья · e8 чёрный король · g8 чёрный конь · b7 чёрная пешка · f7 чёрная пешка · c6 чёрная пешка · e6 чёрная пешка · f6 белая пешка · g6 чёрный слон · a5 чёрная пешка · b5 белая пешка · c5 белая пешка · g5 белая пешка · f4 чёрный ферзь · c3 белый ферзь · f3 белый конь · a2 белая пешка · e2 белый слон · f2 белая пешка · a1 белая ладья · e1 белый король | a8 чёрная ладья · e8 чёрный король · g8 чёрный конь · b7 чёрная пешка · f7 чёрная пешка · c6 чёрная пешка · e6 чёрная пешка · f6 белая пешка · g6 чёрный слон · a5 чёрная пешка · b5 белая пешка · c5 белая пешка · g5 белая пешка · f4 чёрный ферзь · c3 белый ферзь · f3 белый конь · a2 белая пешка · e2 белый слон · f2 белая пешка · a1 белая ладья · e1 белый король | a8 чёрная ладья · e8 чёрный король · g8 чёрный конь · b7 чёрная пешка · f7 чёрная пешка · c6 чёрная пешка · e6 чёрная пешка · f6 белая пешка · g6 чёрный слон · a5 чёрная пешка · b5 белая пешка · c5 белая пешка · g5 белая пешка · f4 чёрный ферзь · c3 белый ферзь · f3 белый конь · a2 белая пешка · e2 белый слон · f2 белая пешка · a1 белая ладья · e1 белый король | a8 чёрная ладья · e8 чёрный король · g8 чёрный конь · b7 чёрная пешка · f7 чёрная пешка · c6 чёрная пешка · e6 чёрная пешка · f6 белая пешка · g6 чёрный слон · a5 чёрная пешка · b5 белая пешка · c5 белая пешка · g5 белая пешка · f4 чёрный ферзь · c3 белый ферзь · f3 белый конь · a2 белая пешка · e2 белый слон · f2 белая пешка · a1 белая ладья · e1 белый король | 4 |
| 3 | a8 чёрная ладья · e8 чёрный король · g8 чёрный конь · b7 чёрная пешка · f7 чёрная пешка · c6 чёрная пешка · e6 чёрная пешка · f6 белая пешка · g6 чёрный слон · a5 чёрная пешка · b5 белая пешка · c5 белая пешка · g5 белая пешка · f4 чёрный ферзь · c3 белый ферзь · f3 белый конь · a2 белая пешка · e2 белый слон · f2 белая пешка · a1 белая ладья · e1 белый король | a8 чёрная ладья · e8 чёрный король · g8 чёрный конь · b7 чёрная пешка · f7 чёрная пешка · c6 чёрная пешка · e6 чёрная пешка · f6 белая пешка · g6 чёрный слон · a5 чёрная пешка · b5 белая пешка · c5 белая пешка · g5 белая пешка · f4 чёрный ферзь · c3 белый ферзь · f3 белый конь · a2 белая пешка · e2 белый слон · f2 белая пешка · a1 белая ладья · e1 белый король | a8 чёрная ладья · e8 чёрный король · g8 чёрный конь · b7 чёрная пешка · f7 чёрная пешка · c6 чёрная пешка · e6 чёрная пешка · f6 белая пешка · g6 чёрный слон · a5 чёрная пешка · b5 белая пешка · c5 белая пешка · g5 белая пешка · f4 чёрный ферзь · c3 белый ферзь · f3 белый конь · a2 белая пешка · e2 белый слон · f2 белая пешка · a1 белая ладья · e1 белый король | a8 чёрная ладья · e8 чёрный король · g8 чёрный конь · b7 чёрная пешка · f7 чёрная пешка · c6 чёрная пешка · e6 чёрная пешка · f6 белая пешка · g6 чёрный слон · a5 чёрная пешка · b5 белая пешка · c5 белая пешка · g5 белая пешка · f4 чёрный ферзь · c3 белый ферзь · f3 белый конь · a2 белая пешка · e2 белый слон · f2 белая пешка · a1 белая ладья · e1 белый король | a8 чёрная ладья · e8 чёрный король · g8 чёрный конь · b7 чёрная пешка · f7 чёрная пешка · c6 чёрная пешка · e6 чёрная пешка · f6 белая пешка · g6 чёрный слон · a5 чёрная пешка · b5 белая пешка · c5 белая пешка · g5 белая пешка · f4 чёрный ферзь · c3 белый ферзь · f3 белый конь · a2 белая пешка · e2 белый слон · f2 белая пешка · a1 белая ладья · e1 белый король | a8 чёрная ладья · e8 чёрный король · g8 чёрный конь · b7 чёрная пешка · f7 чёрная пешка · c6 чёрная пешка · e6 чёрная пешка · f6 белая пешка · g6 чёрный слон · a5 чёрная пешка · b5 белая пешка · c5 белая пешка · g5 белая пешка · f4 чёрный ферзь · c3 белый ферзь · f3 белый конь · a2 белая пешка · e2 белый слон · f2 белая пешка · a1 белая ладья · e1 белый король | a8 чёрная ладья · e8 чёрный король · g8 чёрный конь · b7 чёрная пешка · f7 чёрная пешка · c6 чёрная пешка · e6 чёрная пешка · f6 белая пешка · g6 чёрный слон · a5 чёрная пешка · b5 белая пешка · c5 белая пешка · g5 белая пешка · f4 чёрный ферзь · c3 белый ферзь · f3 белый конь · a2 белая пешка · e2 белый слон · f2 белая пешка · a1 белая ладья · e1 белый король | a8 чёрная ладья · e8 чёрный король · g8 чёрный конь · b7 чёрная пешка · f7 чёрная пешка · c6 чёрная пешка · e6 чёрная пешка · f6 белая пешка · g6 чёрный слон · a5 чёрная пешка · b5 белая пешка · c5 белая пешка · g5 белая пешка · f4 чёрный ферзь · c3 белый ферзь · f3 белый конь · a2 белая пешка · e2 белый слон · f2 белая пешка · a1 белая ладья · e1 белый король | 3 |
| 2 | a8 чёрная ладья · e8 чёрный король · g8 чёрный конь · b7 чёрная пешка · f7 чёрная пешка · c6 чёрная пешка · e6 чёрная пешка · f6 белая пешка · g6 чёрный слон · a5 чёрная пешка · b5 белая пешка · c5 белая пешка · g5 белая пешка · f4 чёрный ферзь · c3 белый ферзь · f3 белый конь · a2 белая пешка · e2 белый слон · f2 белая пешка · a1 белая ладья · e1 белый король | a8 чёрная ладья · e8 чёрный король · g8 чёрный конь · b7 чёрная пешка · f7 чёрная пешка · c6 чёрная пешка · e6 чёрная пешка · f6 белая пешка · g6 чёрный слон · a5 чёрная пешка · b5 белая пешка · c5 белая пешка · g5 белая пешка · f4 чёрный ферзь · c3 белый ферзь · f3 белый конь · a2 белая пешка · e2 белый слон · f2 белая пешка · a1 белая ладья · e1 белый король | a8 чёрная ладья · e8 чёрный король · g8 чёрный конь · b7 чёрная пешка · f7 чёрная пешка · c6 чёрная пешка · e6 чёрная пешка · f6 белая пешка · g6 чёрный слон · a5 чёрная пешка · b5 белая пешка · c5 белая пешка · g5 белая пешка · f4 чёрный ферзь · c3 белый ферзь · f3 белый конь · a2 белая пешка · e2 белый слон · f2 белая пешка · a1 белая ладья · e1 белый король | a8 чёрная ладья · e8 чёрный король · g8 чёрный конь · b7 чёрная пешка · f7 чёрная пешка · c6 чёрная пешка · e6 чёрная пешка · f6 белая пешка · g6 чёрный слон · a5 чёрная пешка · b5 белая пешка · c5 белая пешка · g5 белая пешка · f4 чёрный ферзь · c3 белый ферзь · f3 белый конь · a2 белая пешка · e2 белый слон · f2 белая пешка · a1 белая ладья · e1 белый король | a8 чёрная ладья · e8 чёрный король · g8 чёрный конь · b7 чёрная пешка · f7 чёрная пешка · c6 чёрная пешка · e6 чёрная пешка · f6 белая пешка · g6 чёрный слон · a5 чёрная пешка · b5 белая пешка · c5 белая пешка · g5 белая пешка · f4 чёрный ферзь · c3 белый ферзь · f3 белый конь · a2 белая пешка · e2 белый слон · f2 белая пешка · a1 белая ладья · e1 белый король | a8 чёрная ладья · e8 чёрный король · g8 чёрный конь · b7 чёрная пешка · f7 чёрная пешка · c6 чёрная пешка · e6 чёрная пешка · f6 белая пешка · g6 чёрный слон · a5 чёрная пешка · b5 белая пешка · c5 белая пешка · g5 белая пешка · f4 чёрный ферзь · c3 белый ферзь · f3 белый конь · a2 белая пешка · e2 белый слон · f2 белая пешка · a1 белая ладья · e1 белый король | a8 чёрная ладья · e8 чёрный король · g8 чёрный конь · b7 чёрная пешка · f7 чёрная пешка · c6 чёрная пешка · e6 чёрная пешка · f6 белая пешка · g6 чёрный слон · a5 чёрная пешка · b5 белая пешка · c5 белая пешка · g5 белая пешка · f4 чёрный ферзь · c3 белый ферзь · f3 белый конь · a2 белая пешка · e2 белый слон · f2 белая пешка · a1 белая ладья · e1 белый король | a8 чёрная ладья · e8 чёрный король · g8 чёрный конь · b7 чёрная пешка · f7 чёрная пешка · c6 чёрная пешка · e6 чёрная пешка · f6 белая пешка · g6 чёрный слон · a5 чёрная пешка · b5 белая пешка · c5 белая пешка · g5 белая пешка · f4 чёрный ферзь · c3 белый ферзь · f3 белый конь · a2 белая пешка · e2 белый слон · f2 белая пешка · a1 белая ладья · e1 белый король | 2 |
| 1 | a8 чёрная ладья · e8 чёрный король · g8 чёрный конь · b7 чёрная пешка · f7 чёрная пешка · c6 чёрная пешка · e6 чёрная пешка · f6 белая пешка · g6 чёрный слон · a5 чёрная пешка · b5 белая пешка · c5 белая пешка · g5 белая пешка · f4 чёрный ферзь · c3 белый ферзь · f3 белый конь · a2 белая пешка · e2 белый слон · f2 белая пешка · a1 белая ладья · e1 белый король | a8 чёрная ладья · e8 чёрный король · g8 чёрный конь · b7 чёрная пешка · f7 чёрная пешка · c6 чёрная пешка · e6 чёрная пешка · f6 белая пешка · g6 чёрный слон · a5 чёрная пешка · b5 белая пешка · c5 белая пешка · g5 белая пешка · f4 чёрный ферзь · c3 белый ферзь · f3 белый конь · a2 белая пешка · e2 белый слон · f2 белая пешка · a1 белая ладья · e1 белый король | a8 чёрная ладья · e8 чёрный король · g8 чёрный конь · b7 чёрная пешка · f7 чёрная пешка · c6 чёрная пешка · e6 чёрная пешка · f6 белая пешка · g6 чёрный слон · a5 чёрная пешка · b5 белая пешка · c5 белая пешка · g5 белая пешка · f4 чёрный ферзь · c3 белый ферзь · f3 белый конь · a2 белая пешка · e2 белый слон · f2 белая пешка · a1 белая ладья · e1 белый король | a8 чёрная ладья · e8 чёрный король · g8 чёрный конь · b7 чёрная пешка · f7 чёрная пешка · c6 чёрная пешка · e6 чёрная пешка · f6 белая пешка · g6 чёрный слон · a5 чёрная пешка · b5 белая пешка · c5 белая пешка · g5 белая пешка · f4 чёрный ферзь · c3 белый ферзь · f3 белый конь · a2 белая пешка · e2 белый слон · f2 белая пешка · a1 белая ладья · e1 белый король | a8 чёрная ладья · e8 чёрный король · g8 чёрный конь · b7 чёрная пешка · f7 чёрная пешка · c6 чёрная пешка · e6 чёрная пешка · f6 белая пешка · g6 чёрный слон · a5 чёрная пешка · b5 белая пешка · c5 белая пешка · g5 белая пешка · f4 чёрный ферзь · c3 белый ферзь · f3 белый конь · a2 белая пешка · e2 белый слон · f2 белая пешка · a1 белая ладья · e1 белый король | a8 чёрная ладья · e8 чёрный король · g8 чёрный конь · b7 чёрная пешка · f7 чёрная пешка · c6 чёрная пешка · e6 чёрная пешка · f6 белая пешка · g6 чёрный слон · a5 чёрная пешка · b5 белая пешка · c5 белая пешка · g5 белая пешка · f4 чёрный ферзь · c3 белый ферзь · f3 белый конь · a2 белая пешка · e2 белый слон · f2 белая пешка · a1 белая ладья · e1 белый король | a8 чёрная ладья · e8 чёрный король · g8 чёрный конь · b7 чёрная пешка · f7 чёрная пешка · c6 чёрная пешка · e6 чёрная пешка · f6 белая пешка · g6 чёрный слон · a5 чёрная пешка · b5 белая пешка · c5 белая пешка · g5 белая пешка · f4 чёрный ферзь · c3 белый ферзь · f3 белый конь · a2 белая пешка · e2 белый слон · f2 белая пешка · a1 белая ладья · e1 белый король | a8 чёрная ладья · e8 чёрный король · g8 чёрный конь · b7 чёрная пешка · f7 чёрная пешка · c6 чёрная пешка · e6 чёрная пешка · f6 белая пешка · g6 чёрный слон · a5 чёрная пешка · b5 белая пешка · c5 белая пешка · g5 белая пешка · f4 чёрный ферзь · c3 белый ферзь · f3 белый конь · a2 белая пешка · e2 белый слон · f2 белая пешка · a1 белая ладья · e1 белый король | 1 |
|   | a | b | c | d | e | f | g | h |   |

- Выступка — право первого хода. В начальной позиции преимущество выступки принадлежит белым.

## Г
- Гамбит — дебют, в котором осуществляется жертва материала (обычно — пешки, реже — лёгкой фигуры) ради быстрейшего развития.
  - Гамбит отказанный — если соперник не бьёт пожертвованную фигуру. В некоторых случаях переходит в контргамбит.
  - Гамбит принятый — если соперник бьёт пожертвованную фигуру.
  - Гамбит некорректный — гамбит, считающийся с точки зрения теории проигрывающим в случае его принятия.
- Гандикап — в шахматной игре состязание между многими игроками разного уровня мастерства, причём сильные дают какое-либо преимущество (фору: вперёд 1—2 хода, пешку или фигуру) более слабым игрокам для относительного уравновешивания сил.
- Гарде́ (от фр. gardez «берегите(сь)») — нападение на ферзя (устаревшее; в настоящее время не объявляется).
- Гипермодернизм — шахматная школа, возникшая после Первой мировой войны. Направления развития шахматной мысли в 1910-х — 20-х годах. Основоположниками гипермодернизма считаются Арон Нимцович, Рихард Рети, Дьюла Брейер. Концепция гипермодернизма предполагает отказ от захвата центра пешками в пользу развития фигур с дальнейшим подрывом и атакой центра.
- Голый король — ситуация, при которой король не защищен своими фигурами и может быть подвержен прямой атаке.
- Голый король (эндшпиль) — игровая позиция, в которой у одного игрока остаётся только король (то есть все остальные фигуры игрока захвачены).
- Горизонталь — поля шахматной доски с одинаковым индексом цифры («первая горизонталь», «пятая горизонталь» и т. п.).
- Гроссмейстер — шахматист, добившийся высших национальных или международных достижений, победитель важнейших международных турниров. Титул гроссмейстера официально присваивается некоторыми национальными шахматными федерациями, как правило, за победу в чемпионате страны (впервые учреждено в СССР в 1927). ФИДЕ присваивает титул международного гроссмейстера.
  - Международный гроссмейстер — высшее шахматное звание ФИДЕ.
  - Гроссмейстер России — высшее шахматное звание в РФ, аналог званию мастера спорта России международного класса.
- Гроссмейстерская ничья — ничья из тактических соображений, без острой борьбы, в позиции, которую нельзя считать объективно ничейной.

## Д
- Дальнобойная фигура — фигура, дальность передвижения которой ограничена только размерами доски и расположением других фигур: ферзь, ладья, слон.
- Дармовой заезд — атака с жертвами фигур ради позиционной выгоды.
- Движок —  компьютерная программа, предназначенная для просчитывания вариантов шахматных ходов.
- Двойной удар — нападение одной фигурой или пешкой на две фигуры или два важных пункта противника. Частным случаем двойного удара является пешечная или коневая вилка, в которой нападение осуществляется пешкой или конем.
- Двойной шах — это шах, при котором на короля противника нападают одновременно две фигуры или фигура и пешка.
- Дебют — начало шахматной партии, имеющее целью скорейшую мобилизацию (развитие, развёртывание) сил.
- Демаркационная линия — линия, условно проведённая между четвёртой и пятой горизонталями и разделяющая шахматную доску на две равные половины. Складные доски складываются именно по этой линии.
- Демонстрационная доска — доска для отображения позиции на шахматной доске, на которой фигуры перемещаются вручную.
- Детский мат — мат в дебюте, который обычно получает начинающий (ребёнок). Основная идея — выдвинуть на втором ходу ферзя с выигрышем темпа, чтобы заставить чёрных потратить ход на защиту пешки e5, затем выдвинуть слона и, пользуясь ошибочным ходом противника Kf6 с нападением на ферзя, объявить мат ферзём и слоном на поле f7. Д.м. также может быть объявлен чёрными на поле f2 аналогичным образом. Схема Д.м. характеризуется примерно такими ходами: 1.e4 e5 2.Фh5 Kc6 3.Cc4 Kf6?? 4.Ф:f7X.
- Диагональ — поля шахматной доски одного цвета, находящиеся на одной линии.
- Добавление времени (добавка) — количество времени (от 2 до 60 секунд), добавляемое с самого начала периода перед каждым ходом игрока. Это может быть реализовано либо в режиме задержки, либо в накопительном режиме. Часто в турнирах применяется добавление ходов после 40 хода, как правило, такая добавка составляет 30 минут.
- Доигрывание — завершение партии, оставшейся незаконченной в основное время или при одном из предшествующих доигрываний. При возобновлении игры восстанавливается положение на доске, проставляются показания часов и в соответствии с правилами воспроизводится записанный ход.
- Доминация — подавляющее преимущество, которое проявляет себя в полном контроле над ключевыми полями и пространством шахматной доски в целом.
- Доска шахматная — квадрат из 64 (восемь на восемь) одинаковых по размеру, попеременно расположенных светлых и тёмных клеток квадратной формы.
- Дурацкий мат — мат на втором ходу, который получают белые, выдвинув пешки «f» и «g» и сделав короля беззащитным: 1.f4 e6 2.g4?? Фh4Х. Самый быстрый возможный мат в шахматах.

## Ё
- Ёж — пешечная структура, характеризующиеся тем, что пешки белых стоят на третьей, или пешки чёрных стоят на шестой горизонтали.

## Ж
- Жеребьевка — процедура, предшествующая началу шахматного соревнования. В турнире жеребьевка состоит в том, что участники тянут жребий и получают номера, в соответствии с которыми составляются расписания встреч. В матче при помощи жеребьевки определяется, кто из противников играет первую партию белыми.
- Жертва — неэквивалентный размен или безвозмездная отдача какого-либо материала (пешки, фигуры, нескольких фигур) для получения решающего (или позиционного) преимущества, для объявления мата или сведения игры вничью. Жертва может также иметь целью захват (перехват) инициативы, получение компенсации в виде контроля над центром или ключевыми полями и т. п.
  - Жертва корректная — то есть обоснованная, правильная, оправдывающая себя даже при наилучшей защите.
  - Жертва некорректная (блеф) — жертва, рассчитанная на ошибки защищающейся стороны, на цейтнот и т. п., то есть имеющая достаточно очевидное опровержение.
  - Жертва позиционная — не предполагающая немедленный отыгрыш материала и ориентированная на получение долговременных позиционных преимуществ.

## З
- Завлечение — идея тактического удара, в результате которого фигура противника завлекается на невыгодное для него поле.
- Заграждение — пешка на полуоткрытой вертикали, которая препятствует вторжению ладьи на обжорный ряд.
- Задача шахматная — произведение шахматной композиции, решение которой предполагает нахождение строго единственного пути для объявления мата слабейшей стороне в обозначенное число ходов. В зависимости от числа ходов, необходимых для решения, задачи делятся на двухходовки, трёхходовки и многоходовки.
- Закаспаренный конь - конь, расположенный на поле d6 (d3), который подкреплён пешкой или другой фигурой. Термин пошёл от 16 партии матча на звание чемпиона мира 1985 между Карповым и Каспаровым.
- Закрытые дебюты — дебюты с первым ходом 1.d4 d5. В прошлом к закрытым дебютам относили все начала, в которых белые делали любой ход, отличный от 1. е2-е4, но к настоящему времени их классификация расширена до полузакрытых и фланговых.
- Закрытая игра  — ведение партии при закрытом (фиксированном) центре, перегороженном пешечными цепями. Характеризуется преимущественно позиционной игрой, лавированием, перегруппировкой боевых сил, нащупыванием слабостей в лагере противника и т. п. Вскрытие игры — переход к открытой игре (посредством прорыва, жертв материала и т. п.).
- Запись партии — отображение ходов в бланке специальным способом, называемым шахматной нотацией.
- Засада — ситуация, в которой дальнобойная фигура располагается за своей или чужой фигурой (фигурами). Действие дальнобойной фигуры проявляется только после перемещения стоящей перед ней фигуры (фигур).
- Захват пункта — идея тактического удара, в результате которого фигура внедряется на нужное поле.
- Зацепка — пешка соперника, которая покинула предпоследнюю горизонталь, и может быть атакована нашей пешкой, с целью ослабления структуры противника.

|   | a | b | c | d | e | f | g | h |   |
| - | --- | --- | --- | --- | --- | --- | --- | --- | - |
| 8 | f8 чёрная ладья · g8 чёрный король · a7 чёрная пешка · c7 чёрная ладья · e7 чёрная пешка · f7 чёрная пешка · g7 чёрный слон · h7 чёрная пешка · d6 чёрная пешка · f6 чёрный конь · g6 чёрная пешка · a5 чёрный ферзь · b4 чёрная пешка · d4 белый слон · e4 белая пешка · b3 белый слон · f3 белая пешка · a2 белая пешка · b2 белая пешка · c2 белая пешка · d2 белый ферзь · g2 белая пешка · h2 белая пешка · b1 белый король · d1 белая ладья · h1 белая ладья | f8 чёрная ладья · g8 чёрный король · a7 чёрная пешка · c7 чёрная ладья · e7 чёрная пешка · f7 чёрная пешка · g7 чёрный слон · h7 чёрная пешка · d6 чёрная пешка · f6 чёрный конь · g6 чёрная пешка · a5 чёрный ферзь · b4 чёрная пешка · d4 белый слон · e4 белая пешка · b3 белый слон · f3 белая пешка · a2 белая пешка · b2 белая пешка · c2 белая пешка · d2 белый ферзь · g2 белая пешка · h2 белая пешка · b1 белый король · d1 белая ладья · h1 белая ладья | f8 чёрная ладья · g8 чёрный король · a7 чёрная пешка · c7 чёрная ладья · e7 чёрная пешка · f7 чёрная пешка · g7 чёрный слон · h7 чёрная пешка · d6 чёрная пешка · f6 чёрный конь · g6 чёрная пешка · a5 чёрный ферзь · b4 чёрная пешка · d4 белый слон · e4 белая пешка · b3 белый слон · f3 белая пешка · a2 белая пешка · b2 белая пешка · c2 белая пешка · d2 белый ферзь · g2 белая пешка · h2 белая пешка · b1 белый король · d1 белая ладья · h1 белая ладья | f8 чёрная ладья · g8 чёрный король · a7 чёрная пешка · c7 чёрная ладья · e7 чёрная пешка · f7 чёрная пешка · g7 чёрный слон · h7 чёрная пешка · d6 чёрная пешка · f6 чёрный конь · g6 чёрная пешка · a5 чёрный ферзь · b4 чёрная пешка · d4 белый слон · e4 белая пешка · b3 белый слон · f3 белая пешка · a2 белая пешка · b2 белая пешка · c2 белая пешка · d2 белый ферзь · g2 белая пешка · h2 белая пешка · b1 белый король · d1 белая ладья · h1 белая ладья | f8 чёрная ладья · g8 чёрный король · a7 чёрная пешка · c7 чёрная ладья · e7 чёрная пешка · f7 чёрная пешка · g7 чёрный слон · h7 чёрная пешка · d6 чёрная пешка · f6 чёрный конь · g6 чёрная пешка · a5 чёрный ферзь · b4 чёрная пешка · d4 белый слон · e4 белая пешка · b3 белый слон · f3 белая пешка · a2 белая пешка · b2 белая пешка · c2 белая пешка · d2 белый ферзь · g2 белая пешка · h2 белая пешка · b1 белый король · d1 белая ладья · h1 белая ладья | f8 чёрная ладья · g8 чёрный король · a7 чёрная пешка · c7 чёрная ладья · e7 чёрная пешка · f7 чёрная пешка · g7 чёрный слон · h7 чёрная пешка · d6 чёрная пешка · f6 чёрный конь · g6 чёрная пешка · a5 чёрный ферзь · b4 чёрная пешка · d4 белый слон · e4 белая пешка · b3 белый слон · f3 белая пешка · a2 белая пешка · b2 белая пешка · c2 белая пешка · d2 белый ферзь · g2 белая пешка · h2 белая пешка · b1 белый король · d1 белая ладья · h1 белая ладья | f8 чёрная ладья · g8 чёрный король · a7 чёрная пешка · c7 чёрная ладья · e7 чёрная пешка · f7 чёрная пешка · g7 чёрный слон · h7 чёрная пешка · d6 чёрная пешка · f6 чёрный конь · g6 чёрная пешка · a5 чёрный ферзь · b4 чёрная пешка · d4 белый слон · e4 белая пешка · b3 белый слон · f3 белая пешка · a2 белая пешка · b2 белая пешка · c2 белая пешка · d2 белый ферзь · g2 белая пешка · h2 белая пешка · b1 белый король · d1 белая ладья · h1 белая ладья | f8 чёрная ладья · g8 чёрный король · a7 чёрная пешка · c7 чёрная ладья · e7 чёрная пешка · f7 чёрная пешка · g7 чёрный слон · h7 чёрная пешка · d6 чёрная пешка · f6 чёрный конь · g6 чёрная пешка · a5 чёрный ферзь · b4 чёрная пешка · d4 белый слон · e4 белая пешка · b3 белый слон · f3 белая пешка · a2 белая пешка · b2 белая пешка · c2 белая пешка · d2 белый ферзь · g2 белая пешка · h2 белая пешка · b1 белый король · d1 белая ладья · h1 белая ладья | 8 |
| 7 | f8 чёрная ладья · g8 чёрный король · a7 чёрная пешка · c7 чёрная ладья · e7 чёрная пешка · f7 чёрная пешка · g7 чёрный слон · h7 чёрная пешка · d6 чёрная пешка · f6 чёрный конь · g6 чёрная пешка · a5 чёрный ферзь · b4 чёрная пешка · d4 белый слон · e4 белая пешка · b3 белый слон · f3 белая пешка · a2 белая пешка · b2 белая пешка · c2 белая пешка · d2 белый ферзь · g2 белая пешка · h2 белая пешка · b1 белый король · d1 белая ладья · h1 белая ладья | f8 чёрная ладья · g8 чёрный король · a7 чёрная пешка · c7 чёрная ладья · e7 чёрная пешка · f7 чёрная пешка · g7 чёрный слон · h7 чёрная пешка · d6 чёрная пешка · f6 чёрный конь · g6 чёрная пешка · a5 чёрный ферзь · b4 чёрная пешка · d4 белый слон · e4 белая пешка · b3 белый слон · f3 белая пешка · a2 белая пешка · b2 белая пешка · c2 белая пешка · d2 белый ферзь · g2 белая пешка · h2 белая пешка · b1 белый король · d1 белая ладья · h1 белая ладья | f8 чёрная ладья · g8 чёрный король · a7 чёрная пешка · c7 чёрная ладья · e7 чёрная пешка · f7 чёрная пешка · g7 чёрный слон · h7 чёрная пешка · d6 чёрная пешка · f6 чёрный конь · g6 чёрная пешка · a5 чёрный ферзь · b4 чёрная пешка · d4 белый слон · e4 белая пешка · b3 белый слон · f3 белая пешка · a2 белая пешка · b2 белая пешка · c2 белая пешка · d2 белый ферзь · g2 белая пешка · h2 белая пешка · b1 белый король · d1 белая ладья · h1 белая ладья | f8 чёрная ладья · g8 чёрный король · a7 чёрная пешка · c7 чёрная ладья · e7 чёрная пешка · f7 чёрная пешка · g7 чёрный слон · h7 чёрная пешка · d6 чёрная пешка · f6 чёрный конь · g6 чёрная пешка · a5 чёрный ферзь · b4 чёрная пешка · d4 белый слон · e4 белая пешка · b3 белый слон · f3 белая пешка · a2 белая пешка · b2 белая пешка · c2 белая пешка · d2 белый ферзь · g2 белая пешка · h2 белая пешка · b1 белый король · d1 белая ладья · h1 белая ладья | f8 чёрная ладья · g8 чёрный король · a7 чёрная пешка · c7 чёрная ладья · e7 чёрная пешка · f7 чёрная пешка · g7 чёрный слон · h7 чёрная пешка · d6 чёрная пешка · f6 чёрный конь · g6 чёрная пешка · a5 чёрный ферзь · b4 чёрная пешка · d4 белый слон · e4 белая пешка · b3 белый слон · f3 белая пешка · a2 белая пешка · b2 белая пешка · c2 белая пешка · d2 белый ферзь · g2 белая пешка · h2 белая пешка · b1 белый король · d1 белая ладья · h1 белая ладья | f8 чёрная ладья · g8 чёрный король · a7 чёрная пешка · c7 чёрная ладья · e7 чёрная пешка · f7 чёрная пешка · g7 чёрный слон · h7 чёрная пешка · d6 чёрная пешка · f6 чёрный конь · g6 чёрная пешка · a5 чёрный ферзь · b4 чёрная пешка · d4 белый слон · e4 белая пешка · b3 белый слон · f3 белая пешка · a2 белая пешка · b2 белая пешка · c2 белая пешка · d2 белый ферзь · g2 белая пешка · h2 белая пешка · b1 белый король · d1 белая ладья · h1 белая ладья | f8 чёрная ладья · g8 чёрный король · a7 чёрная пешка · c7 чёрная ладья · e7 чёрная пешка · f7 чёрная пешка · g7 чёрный слон · h7 чёрная пешка · d6 чёрная пешка · f6 чёрный конь · g6 чёрная пешка · a5 чёрный ферзь · b4 чёрная пешка · d4 белый слон · e4 белая пешка · b3 белый слон · f3 белая пешка · a2 белая пешка · b2 белая пешка · c2 белая пешка · d2 белый ферзь · g2 белая пешка · h2 белая пешка · b1 белый король · d1 белая ладья · h1 белая ладья | f8 чёрная ладья · g8 чёрный король · a7 чёрная пешка · c7 чёрная ладья · e7 чёрная пешка · f7 чёрная пешка · g7 чёрный слон · h7 чёрная пешка · d6 чёрная пешка · f6 чёрный конь · g6 чёрная пешка · a5 чёрный ферзь · b4 чёрная пешка · d4 белый слон · e4 белая пешка · b3 белый слон · f3 белая пешка · a2 белая пешка · b2 белая пешка · c2 белая пешка · d2 белый ферзь · g2 белая пешка · h2 белая пешка · b1 белый король · d1 белая ладья · h1 белая ладья | 7 |
| 6 | f8 чёрная ладья · g8 чёрный король · a7 чёрная пешка · c7 чёрная ладья · e7 чёрная пешка · f7 чёрная пешка · g7 чёрный слон · h7 чёрная пешка · d6 чёрная пешка · f6 чёрный конь · g6 чёрная пешка · a5 чёрный ферзь · b4 чёрная пешка · d4 белый слон · e4 белая пешка · b3 белый слон · f3 белая пешка · a2 белая пешка · b2 белая пешка · c2 белая пешка · d2 белый ферзь · g2 белая пешка · h2 белая пешка · b1 белый король · d1 белая ладья · h1 белая ладья | f8 чёрная ладья · g8 чёрный король · a7 чёрная пешка · c7 чёрная ладья · e7 чёрная пешка · f7 чёрная пешка · g7 чёрный слон · h7 чёрная пешка · d6 чёрная пешка · f6 чёрный конь · g6 чёрная пешка · a5 чёрный ферзь · b4 чёрная пешка · d4 белый слон · e4 белая пешка · b3 белый слон · f3 белая пешка · a2 белая пешка · b2 белая пешка · c2 белая пешка · d2 белый ферзь · g2 белая пешка · h2 белая пешка · b1 белый король · d1 белая ладья · h1 белая ладья | f8 чёрная ладья · g8 чёрный король · a7 чёрная пешка · c7 чёрная ладья · e7 чёрная пешка · f7 чёрная пешка · g7 чёрный слон · h7 чёрная пешка · d6 чёрная пешка · f6 чёрный конь · g6 чёрная пешка · a5 чёрный ферзь · b4 чёрная пешка · d4 белый слон · e4 белая пешка · b3 белый слон · f3 белая пешка · a2 белая пешка · b2 белая пешка · c2 белая пешка · d2 белый ферзь · g2 белая пешка · h2 белая пешка · b1 белый король · d1 белая ладья · h1 белая ладья | f8 чёрная ладья · g8 чёрный король · a7 чёрная пешка · c7 чёрная ладья · e7 чёрная пешка · f7 чёрная пешка · g7 чёрный слон · h7 чёрная пешка · d6 чёрная пешка · f6 чёрный конь · g6 чёрная пешка · a5 чёрный ферзь · b4 чёрная пешка · d4 белый слон · e4 белая пешка · b3 белый слон · f3 белая пешка · a2 белая пешка · b2 белая пешка · c2 белая пешка · d2 белый ферзь · g2 белая пешка · h2 белая пешка · b1 белый король · d1 белая ладья · h1 белая ладья | f8 чёрная ладья · g8 чёрный король · a7 чёрная пешка · c7 чёрная ладья · e7 чёрная пешка · f7 чёрная пешка · g7 чёрный слон · h7 чёрная пешка · d6 чёрная пешка · f6 чёрный конь · g6 чёрная пешка · a5 чёрный ферзь · b4 чёрная пешка · d4 белый слон · e4 белая пешка · b3 белый слон · f3 белая пешка · a2 белая пешка · b2 белая пешка · c2 белая пешка · d2 белый ферзь · g2 белая пешка · h2 белая пешка · b1 белый король · d1 белая ладья · h1 белая ладья | f8 чёрная ладья · g8 чёрный король · a7 чёрная пешка · c7 чёрная ладья · e7 чёрная пешка · f7 чёрная пешка · g7 чёрный слон · h7 чёрная пешка · d6 чёрная пешка · f6 чёрный конь · g6 чёрная пешка · a5 чёрный ферзь · b4 чёрная пешка · d4 белый слон · e4 белая пешка · b3 белый слон · f3 белая пешка · a2 белая пешка · b2 белая пешка · c2 белая пешка · d2 белый ферзь · g2 белая пешка · h2 белая пешка · b1 белый король · d1 белая ладья · h1 белая ладья | f8 чёрная ладья · g8 чёрный король · a7 чёрная пешка · c7 чёрная ладья · e7 чёрная пешка · f7 чёрная пешка · g7 чёрный слон · h7 чёрная пешка · d6 чёрная пешка · f6 чёрный конь · g6 чёрная пешка · a5 чёрный ферзь · b4 чёрная пешка · d4 белый слон · e4 белая пешка · b3 белый слон · f3 белая пешка · a2 белая пешка · b2 белая пешка · c2 белая пешка · d2 белый ферзь · g2 белая пешка · h2 белая пешка · b1 белый король · d1 белая ладья · h1 белая ладья | f8 чёрная ладья · g8 чёрный король · a7 чёрная пешка · c7 чёрная ладья · e7 чёрная пешка · f7 чёрная пешка · g7 чёрный слон · h7 чёрная пешка · d6 чёрная пешка · f6 чёрный конь · g6 чёрная пешка · a5 чёрный ферзь · b4 чёрная пешка · d4 белый слон · e4 белая пешка · b3 белый слон · f3 белая пешка · a2 белая пешка · b2 белая пешка · c2 белая пешка · d2 белый ферзь · g2 белая пешка · h2 белая пешка · b1 белый король · d1 белая ладья · h1 белая ладья | 6 |
| 5 | f8 чёрная ладья · g8 чёрный король · a7 чёрная пешка · c7 чёрная ладья · e7 чёрная пешка · f7 чёрная пешка · g7 чёрный слон · h7 чёрная пешка · d6 чёрная пешка · f6 чёрный конь · g6 чёрная пешка · a5 чёрный ферзь · b4 чёрная пешка · d4 белый слон · e4 белая пешка · b3 белый слон · f3 белая пешка · a2 белая пешка · b2 белая пешка · c2 белая пешка · d2 белый ферзь · g2 белая пешка · h2 белая пешка · b1 белый король · d1 белая ладья · h1 белая ладья | f8 чёрная ладья · g8 чёрный король · a7 чёрная пешка · c7 чёрная ладья · e7 чёрная пешка · f7 чёрная пешка · g7 чёрный слон · h7 чёрная пешка · d6 чёрная пешка · f6 чёрный конь · g6 чёрная пешка · a5 чёрный ферзь · b4 чёрная пешка · d4 белый слон · e4 белая пешка · b3 белый слон · f3 белая пешка · a2 белая пешка · b2 белая пешка · c2 белая пешка · d2 белый ферзь · g2 белая пешка · h2 белая пешка · b1 белый король · d1 белая ладья · h1 белая ладья | f8 чёрная ладья · g8 чёрный король · a7 чёрная пешка · c7 чёрная ладья · e7 чёрная пешка · f7 чёрная пешка · g7 чёрный слон · h7 чёрная пешка · d6 чёрная пешка · f6 чёрный конь · g6 чёрная пешка · a5 чёрный ферзь · b4 чёрная пешка · d4 белый слон · e4 белая пешка · b3 белый слон · f3 белая пешка · a2 белая пешка · b2 белая пешка · c2 белая пешка · d2 белый ферзь · g2 белая пешка · h2 белая пешка · b1 белый король · d1 белая ладья · h1 белая ладья | f8 чёрная ладья · g8 чёрный король · a7 чёрная пешка · c7 чёрная ладья · e7 чёрная пешка · f7 чёрная пешка · g7 чёрный слон · h7 чёрная пешка · d6 чёрная пешка · f6 чёрный конь · g6 чёрная пешка · a5 чёрный ферзь · b4 чёрная пешка · d4 белый слон · e4 белая пешка · b3 белый слон · f3 белая пешка · a2 белая пешка · b2 белая пешка · c2 белая пешка · d2 белый ферзь · g2 белая пешка · h2 белая пешка · b1 белый король · d1 белая ладья · h1 белая ладья | f8 чёрная ладья · g8 чёрный король · a7 чёрная пешка · c7 чёрная ладья · e7 чёрная пешка · f7 чёрная пешка · g7 чёрный слон · h7 чёрная пешка · d6 чёрная пешка · f6 чёрный конь · g6 чёрная пешка · a5 чёрный ферзь · b4 чёрная пешка · d4 белый слон · e4 белая пешка · b3 белый слон · f3 белая пешка · a2 белая пешка · b2 белая пешка · c2 белая пешка · d2 белый ферзь · g2 белая пешка · h2 белая пешка · b1 белый король · d1 белая ладья · h1 белая ладья | f8 чёрная ладья · g8 чёрный король · a7 чёрная пешка · c7 чёрная ладья · e7 чёрная пешка · f7 чёрная пешка · g7 чёрный слон · h7 чёрная пешка · d6 чёрная пешка · f6 чёрный конь · g6 чёрная пешка · a5 чёрный ферзь · b4 чёрная пешка · d4 белый слон · e4 белая пешка · b3 белый слон · f3 белая пешка · a2 белая пешка · b2 белая пешка · c2 белая пешка · d2 белый ферзь · g2 белая пешка · h2 белая пешка · b1 белый король · d1 белая ладья · h1 белая ладья | f8 чёрная ладья · g8 чёрный король · a7 чёрная пешка · c7 чёрная ладья · e7 чёрная пешка · f7 чёрная пешка · g7 чёрный слон · h7 чёрная пешка · d6 чёрная пешка · f6 чёрный конь · g6 чёрная пешка · a5 чёрный ферзь · b4 чёрная пешка · d4 белый слон · e4 белая пешка · b3 белый слон · f3 белая пешка · a2 белая пешка · b2 белая пешка · c2 белая пешка · d2 белый ферзь · g2 белая пешка · h2 белая пешка · b1 белый король · d1 белая ладья · h1 белая ладья | f8 чёрная ладья · g8 чёрный король · a7 чёрная пешка · c7 чёрная ладья · e7 чёрная пешка · f7 чёрная пешка · g7 чёрный слон · h7 чёрная пешка · d6 чёрная пешка · f6 чёрный конь · g6 чёрная пешка · a5 чёрный ферзь · b4 чёрная пешка · d4 белый слон · e4 белая пешка · b3 белый слон · f3 белая пешка · a2 белая пешка · b2 белая пешка · c2 белая пешка · d2 белый ферзь · g2 белая пешка · h2 белая пешка · b1 белый король · d1 белая ладья · h1 белая ладья | 5 |
| 4 | f8 чёрная ладья · g8 чёрный король · a7 чёрная пешка · c7 чёрная ладья · e7 чёрная пешка · f7 чёрная пешка · g7 чёрный слон · h7 чёрная пешка · d6 чёрная пешка · f6 чёрный конь · g6 чёрная пешка · a5 чёрный ферзь · b4 чёрная пешка · d4 белый слон · e4 белая пешка · b3 белый слон · f3 белая пешка · a2 белая пешка · b2 белая пешка · c2 белая пешка · d2 белый ферзь · g2 белая пешка · h2 белая пешка · b1 белый король · d1 белая ладья · h1 белая ладья | f8 чёрная ладья · g8 чёрный король · a7 чёрная пешка · c7 чёрная ладья · e7 чёрная пешка · f7 чёрная пешка · g7 чёрный слон · h7 чёрная пешка · d6 чёрная пешка · f6 чёрный конь · g6 чёрная пешка · a5 чёрный ферзь · b4 чёрная пешка · d4 белый слон · e4 белая пешка · b3 белый слон · f3 белая пешка · a2 белая пешка · b2 белая пешка · c2 белая пешка · d2 белый ферзь · g2 белая пешка · h2 белая пешка · b1 белый король · d1 белая ладья · h1 белая ладья | f8 чёрная ладья · g8 чёрный король · a7 чёрная пешка · c7 чёрная ладья · e7 чёрная пешка · f7 чёрная пешка · g7 чёрный слон · h7 чёрная пешка · d6 чёрная пешка · f6 чёрный конь · g6 чёрная пешка · a5 чёрный ферзь · b4 чёрная пешка · d4 белый слон · e4 белая пешка · b3 белый слон · f3 белая пешка · a2 белая пешка · b2 белая пешка · c2 белая пешка · d2 белый ферзь · g2 белая пешка · h2 белая пешка · b1 белый король · d1 белая ладья · h1 белая ладья | f8 чёрная ладья · g8 чёрный король · a7 чёрная пешка · c7 чёрная ладья · e7 чёрная пешка · f7 чёрная пешка · g7 чёрный слон · h7 чёрная пешка · d6 чёрная пешка · f6 чёрный конь · g6 чёрная пешка · a5 чёрный ферзь · b4 чёрная пешка · d4 белый слон · e4 белая пешка · b3 белый слон · f3 белая пешка · a2 белая пешка · b2 белая пешка · c2 белая пешка · d2 белый ферзь · g2 белая пешка · h2 белая пешка · b1 белый король · d1 белая ладья · h1 белая ладья | f8 чёрная ладья · g8 чёрный король · a7 чёрная пешка · c7 чёрная ладья · e7 чёрная пешка · f7 чёрная пешка · g7 чёрный слон · h7 чёрная пешка · d6 чёрная пешка · f6 чёрный конь · g6 чёрная пешка · a5 чёрный ферзь · b4 чёрная пешка · d4 белый слон · e4 белая пешка · b3 белый слон · f3 белая пешка · a2 белая пешка · b2 белая пешка · c2 белая пешка · d2 белый ферзь · g2 белая пешка · h2 белая пешка · b1 белый король · d1 белая ладья · h1 белая ладья | f8 чёрная ладья · g8 чёрный король · a7 чёрная пешка · c7 чёрная ладья · e7 чёрная пешка · f7 чёрная пешка · g7 чёрный слон · h7 чёрная пешка · d6 чёрная пешка · f6 чёрный конь · g6 чёрная пешка · a5 чёрный ферзь · b4 чёрная пешка · d4 белый слон · e4 белая пешка · b3 белый слон · f3 белая пешка · a2 белая пешка · b2 белая пешка · c2 белая пешка · d2 белый ферзь · g2 белая пешка · h2 белая пешка · b1 белый король · d1 белая ладья · h1 белая ладья | f8 чёрная ладья · g8 чёрный король · a7 чёрная пешка · c7 чёрная ладья · e7 чёрная пешка · f7 чёрная пешка · g7 чёрный слон · h7 чёрная пешка · d6 чёрная пешка · f6 чёрный конь · g6 чёрная пешка · a5 чёрный ферзь · b4 чёрная пешка · d4 белый слон · e4 белая пешка · b3 белый слон · f3 белая пешка · a2 белая пешка · b2 белая пешка · c2 белая пешка · d2 белый ферзь · g2 белая пешка · h2 белая пешка · b1 белый король · d1 белая ладья · h1 белая ладья | f8 чёрная ладья · g8 чёрный король · a7 чёрная пешка · c7 чёрная ладья · e7 чёрная пешка · f7 чёрная пешка · g7 чёрный слон · h7 чёрная пешка · d6 чёрная пешка · f6 чёрный конь · g6 чёрная пешка · a5 чёрный ферзь · b4 чёрная пешка · d4 белый слон · e4 белая пешка · b3 белый слон · f3 белая пешка · a2 белая пешка · b2 белая пешка · c2 белая пешка · d2 белый ферзь · g2 белая пешка · h2 белая пешка · b1 белый король · d1 белая ладья · h1 белая ладья | 4 |
| 3 | f8 чёрная ладья · g8 чёрный король · a7 чёрная пешка · c7 чёрная ладья · e7 чёрная пешка · f7 чёрная пешка · g7 чёрный слон · h7 чёрная пешка · d6 чёрная пешка · f6 чёрный конь · g6 чёрная пешка · a5 чёрный ферзь · b4 чёрная пешка · d4 белый слон · e4 белая пешка · b3 белый слон · f3 белая пешка · a2 белая пешка · b2 белая пешка · c2 белая пешка · d2 белый ферзь · g2 белая пешка · h2 белая пешка · b1 белый король · d1 белая ладья · h1 белая ладья | f8 чёрная ладья · g8 чёрный король · a7 чёрная пешка · c7 чёрная ладья · e7 чёрная пешка · f7 чёрная пешка · g7 чёрный слон · h7 чёрная пешка · d6 чёрная пешка · f6 чёрный конь · g6 чёрная пешка · a5 чёрный ферзь · b4 чёрная пешка · d4 белый слон · e4 белая пешка · b3 белый слон · f3 белая пешка · a2 белая пешка · b2 белая пешка · c2 белая пешка · d2 белый ферзь · g2 белая пешка · h2 белая пешка · b1 белый король · d1 белая ладья · h1 белая ладья | f8 чёрная ладья · g8 чёрный король · a7 чёрная пешка · c7 чёрная ладья · e7 чёрная пешка · f7 чёрная пешка · g7 чёрный слон · h7 чёрная пешка · d6 чёрная пешка · f6 чёрный конь · g6 чёрная пешка · a5 чёрный ферзь · b4 чёрная пешка · d4 белый слон · e4 белая пешка · b3 белый слон · f3 белая пешка · a2 белая пешка · b2 белая пешка · c2 белая пешка · d2 белый ферзь · g2 белая пешка · h2 белая пешка · b1 белый король · d1 белая ладья · h1 белая ладья | f8 чёрная ладья · g8 чёрный король · a7 чёрная пешка · c7 чёрная ладья · e7 чёрная пешка · f7 чёрная пешка · g7 чёрный слон · h7 чёрная пешка · d6 чёрная пешка · f6 чёрный конь · g6 чёрная пешка · a5 чёрный ферзь · b4 чёрная пешка · d4 белый слон · e4 белая пешка · b3 белый слон · f3 белая пешка · a2 белая пешка · b2 белая пешка · c2 белая пешка · d2 белый ферзь · g2 белая пешка · h2 белая пешка · b1 белый король · d1 белая ладья · h1 белая ладья | f8 чёрная ладья · g8 чёрный король · a7 чёрная пешка · c7 чёрная ладья · e7 чёрная пешка · f7 чёрная пешка · g7 чёрный слон · h7 чёрная пешка · d6 чёрная пешка · f6 чёрный конь · g6 чёрная пешка · a5 чёрный ферзь · b4 чёрная пешка · d4 белый слон · e4 белая пешка · b3 белый слон · f3 белая пешка · a2 белая пешка · b2 белая пешка · c2 белая пешка · d2 белый ферзь · g2 белая пешка · h2 белая пешка · b1 белый король · d1 белая ладья · h1 белая ладья | f8 чёрная ладья · g8 чёрный король · a7 чёрная пешка · c7 чёрная ладья · e7 чёрная пешка · f7 чёрная пешка · g7 чёрный слон · h7 чёрная пешка · d6 чёрная пешка · f6 чёрный конь · g6 чёрная пешка · a5 чёрный ферзь · b4 чёрная пешка · d4 белый слон · e4 белая пешка · b3 белый слон · f3 белая пешка · a2 белая пешка · b2 белая пешка · c2 белая пешка · d2 белый ферзь · g2 белая пешка · h2 белая пешка · b1 белый король · d1 белая ладья · h1 белая ладья | f8 чёрная ладья · g8 чёрный король · a7 чёрная пешка · c7 чёрная ладья · e7 чёрная пешка · f7 чёрная пешка · g7 чёрный слон · h7 чёрная пешка · d6 чёрная пешка · f6 чёрный конь · g6 чёрная пешка · a5 чёрный ферзь · b4 чёрная пешка · d4 белый слон · e4 белая пешка · b3 белый слон · f3 белая пешка · a2 белая пешка · b2 белая пешка · c2 белая пешка · d2 белый ферзь · g2 белая пешка · h2 белая пешка · b1 белый король · d1 белая ладья · h1 белая ладья | f8 чёрная ладья · g8 чёрный король · a7 чёрная пешка · c7 чёрная ладья · e7 чёрная пешка · f7 чёрная пешка · g7 чёрный слон · h7 чёрная пешка · d6 чёрная пешка · f6 чёрный конь · g6 чёрная пешка · a5 чёрный ферзь · b4 чёрная пешка · d4 белый слон · e4 белая пешка · b3 белый слон · f3 белая пешка · a2 белая пешка · b2 белая пешка · c2 белая пешка · d2 белый ферзь · g2 белая пешка · h2 белая пешка · b1 белый король · d1 белая ладья · h1 белая ладья | 3 |
| 2 | f8 чёрная ладья · g8 чёрный король · a7 чёрная пешка · c7 чёрная ладья · e7 чёрная пешка · f7 чёрная пешка · g7 чёрный слон · h7 чёрная пешка · d6 чёрная пешка · f6 чёрный конь · g6 чёрная пешка · a5 чёрный ферзь · b4 чёрная пешка · d4 белый слон · e4 белая пешка · b3 белый слон · f3 белая пешка · a2 белая пешка · b2 белая пешка · c2 белая пешка · d2 белый ферзь · g2 белая пешка · h2 белая пешка · b1 белый король · d1 белая ладья · h1 белая ладья | f8 чёрная ладья · g8 чёрный король · a7 чёрная пешка · c7 чёрная ладья · e7 чёрная пешка · f7 чёрная пешка · g7 чёрный слон · h7 чёрная пешка · d6 чёрная пешка · f6 чёрный конь · g6 чёрная пешка · a5 чёрный ферзь · b4 чёрная пешка · d4 белый слон · e4 белая пешка · b3 белый слон · f3 белая пешка · a2 белая пешка · b2 белая пешка · c2 белая пешка · d2 белый ферзь · g2 белая пешка · h2 белая пешка · b1 белый король · d1 белая ладья · h1 белая ладья | f8 чёрная ладья · g8 чёрный король · a7 чёрная пешка · c7 чёрная ладья · e7 чёрная пешка · f7 чёрная пешка · g7 чёрный слон · h7 чёрная пешка · d6 чёрная пешка · f6 чёрный конь · g6 чёрная пешка · a5 чёрный ферзь · b4 чёрная пешка · d4 белый слон · e4 белая пешка · b3 белый слон · f3 белая пешка · a2 белая пешка · b2 белая пешка · c2 белая пешка · d2 белый ферзь · g2 белая пешка · h2 белая пешка · b1 белый король · d1 белая ладья · h1 белая ладья | f8 чёрная ладья · g8 чёрный король · a7 чёрная пешка · c7 чёрная ладья · e7 чёрная пешка · f7 чёрная пешка · g7 чёрный слон · h7 чёрная пешка · d6 чёрная пешка · f6 чёрный конь · g6 чёрная пешка · a5 чёрный ферзь · b4 чёрная пешка · d4 белый слон · e4 белая пешка · b3 белый слон · f3 белая пешка · a2 белая пешка · b2 белая пешка · c2 белая пешка · d2 белый ферзь · g2 белая пешка · h2 белая пешка · b1 белый король · d1 белая ладья · h1 белая ладья | f8 чёрная ладья · g8 чёрный король · a7 чёрная пешка · c7 чёрная ладья · e7 чёрная пешка · f7 чёрная пешка · g7 чёрный слон · h7 чёрная пешка · d6 чёрная пешка · f6 чёрный конь · g6 чёрная пешка · a5 чёрный ферзь · b4 чёрная пешка · d4 белый слон · e4 белая пешка · b3 белый слон · f3 белая пешка · a2 белая пешка · b2 белая пешка · c2 белая пешка · d2 белый ферзь · g2 белая пешка · h2 белая пешка · b1 белый король · d1 белая ладья · h1 белая ладья | f8 чёрная ладья · g8 чёрный король · a7 чёрная пешка · c7 чёрная ладья · e7 чёрная пешка · f7 чёрная пешка · g7 чёрный слон · h7 чёрная пешка · d6 чёрная пешка · f6 чёрный конь · g6 чёрная пешка · a5 чёрный ферзь · b4 чёрная пешка · d4 белый слон · e4 белая пешка · b3 белый слон · f3 белая пешка · a2 белая пешка · b2 белая пешка · c2 белая пешка · d2 белый ферзь · g2 белая пешка · h2 белая пешка · b1 белый король · d1 белая ладья · h1 белая ладья | f8 чёрная ладья · g8 чёрный король · a7 чёрная пешка · c7 чёрная ладья · e7 чёрная пешка · f7 чёрная пешка · g7 чёрный слон · h7 чёрная пешка · d6 чёрная пешка · f6 чёрный конь · g6 чёрная пешка · a5 чёрный ферзь · b4 чёрная пешка · d4 белый слон · e4 белая пешка · b3 белый слон · f3 белая пешка · a2 белая пешка · b2 белая пешка · c2 белая пешка · d2 белый ферзь · g2 белая пешка · h2 белая пешка · b1 белый король · d1 белая ладья · h1 белая ладья | f8 чёрная ладья · g8 чёрный король · a7 чёрная пешка · c7 чёрная ладья · e7 чёрная пешка · f7 чёрная пешка · g7 чёрный слон · h7 чёрная пешка · d6 чёрная пешка · f6 чёрный конь · g6 чёрная пешка · a5 чёрный ферзь · b4 чёрная пешка · d4 белый слон · e4 белая пешка · b3 белый слон · f3 белая пешка · a2 белая пешка · b2 белая пешка · c2 белая пешка · d2 белый ферзь · g2 белая пешка · h2 белая пешка · b1 белый король · d1 белая ладья · h1 белая ладья | 2 |
| 1 | f8 чёрная ладья · g8 чёрный король · a7 чёрная пешка · c7 чёрная ладья · e7 чёрная пешка · f7 чёрная пешка · g7 чёрный слон · h7 чёрная пешка · d6 чёрная пешка · f6 чёрный конь · g6 чёрная пешка · a5 чёрный ферзь · b4 чёрная пешка · d4 белый слон · e4 белая пешка · b3 белый слон · f3 белая пешка · a2 белая пешка · b2 белая пешка · c2 белая пешка · d2 белый ферзь · g2 белая пешка · h2 белая пешка · b1 белый король · d1 белая ладья · h1 белая ладья | f8 чёрная ладья · g8 чёрный король · a7 чёрная пешка · c7 чёрная ладья · e7 чёрная пешка · f7 чёрная пешка · g7 чёрный слон · h7 чёрная пешка · d6 чёрная пешка · f6 чёрный конь · g6 чёрная пешка · a5 чёрный ферзь · b4 чёрная пешка · d4 белый слон · e4 белая пешка · b3 белый слон · f3 белая пешка · a2 белая пешка · b2 белая пешка · c2 белая пешка · d2 белый ферзь · g2 белая пешка · h2 белая пешка · b1 белый король · d1 белая ладья · h1 белая ладья | f8 чёрная ладья · g8 чёрный король · a7 чёрная пешка · c7 чёрная ладья · e7 чёрная пешка · f7 чёрная пешка · g7 чёрный слон · h7 чёрная пешка · d6 чёрная пешка · f6 чёрный конь · g6 чёрная пешка · a5 чёрный ферзь · b4 чёрная пешка · d4 белый слон · e4 белая пешка · b3 белый слон · f3 белая пешка · a2 белая пешка · b2 белая пешка · c2 белая пешка · d2 белый ферзь · g2 белая пешка · h2 белая пешка · b1 белый король · d1 белая ладья · h1 белая ладья | f8 чёрная ладья · g8 чёрный король · a7 чёрная пешка · c7 чёрная ладья · e7 чёрная пешка · f7 чёрная пешка · g7 чёрный слон · h7 чёрная пешка · d6 чёрная пешка · f6 чёрный конь · g6 чёрная пешка · a5 чёрный ферзь · b4 чёрная пешка · d4 белый слон · e4 белая пешка · b3 белый слон · f3 белая пешка · a2 белая пешка · b2 белая пешка · c2 белая пешка · d2 белый ферзь · g2 белая пешка · h2 белая пешка · b1 белый король · d1 белая ладья · h1 белая ладья | f8 чёрная ладья · g8 чёрный король · a7 чёрная пешка · c7 чёрная ладья · e7 чёрная пешка · f7 чёрная пешка · g7 чёрный слон · h7 чёрная пешка · d6 чёрная пешка · f6 чёрный конь · g6 чёрная пешка · a5 чёрный ферзь · b4 чёрная пешка · d4 белый слон · e4 белая пешка · b3 белый слон · f3 белая пешка · a2 белая пешка · b2 белая пешка · c2 белая пешка · d2 белый ферзь · g2 белая пешка · h2 белая пешка · b1 белый король · d1 белая ладья · h1 белая ладья | f8 чёрная ладья · g8 чёрный король · a7 чёрная пешка · c7 чёрная ладья · e7 чёрная пешка · f7 чёрная пешка · g7 чёрный слон · h7 чёрная пешка · d6 чёрная пешка · f6 чёрный конь · g6 чёрная пешка · a5 чёрный ферзь · b4 чёрная пешка · d4 белый слон · e4 белая пешка · b3 белый слон · f3 белая пешка · a2 белая пешка · b2 белая пешка · c2 белая пешка · d2 белый ферзь · g2 белая пешка · h2 белая пешка · b1 белый король · d1 белая ладья · h1 белая ладья | f8 чёрная ладья · g8 чёрный король · a7 чёрная пешка · c7 чёрная ладья · e7 чёрная пешка · f7 чёрная пешка · g7 чёрный слон · h7 чёрная пешка · d6 чёрная пешка · f6 чёрный конь · g6 чёрная пешка · a5 чёрный ферзь · b4 чёрная пешка · d4 белый слон · e4 белая пешка · b3 белый слон · f3 белая пешка · a2 белая пешка · b2 белая пешка · c2 белая пешка · d2 белый ферзь · g2 белая пешка · h2 белая пешка · b1 белый король · d1 белая ладья · h1 белая ладья | f8 чёрная ладья · g8 чёрный король · a7 чёрная пешка · c7 чёрная ладья · e7 чёрная пешка · f7 чёрная пешка · g7 чёрный слон · h7 чёрная пешка · d6 чёрная пешка · f6 чёрный конь · g6 чёрная пешка · a5 чёрный ферзь · b4 чёрная пешка · d4 белый слон · e4 белая пешка · b3 белый слон · f3 белая пешка · a2 белая пешка · b2 белая пешка · c2 белая пешка · d2 белый ферзь · g2 белая пешка · h2 белая пешка · b1 белый король · d1 белая ладья · h1 белая ладья | 1 |
|   | a | b | c | d | e | f | g | h |   |

- Зевок — грубая ошибка, чаще всего приводящая к потере ценной фигуры или к проигрышу партии.
- «Золотая книга» ФИДЕ — учрежденная решением XXIV конгресса ФИДЕ от 1953 года книга, в которой внесены и увековечены имена шахматистов и шахматисток, имеющих выдающиеся заслуги как организаторы и пропагандисты шахмат или как участники шахматных соревнований. Также в книгу внесены имена создателя, почетных президентов, президентов, вице-президентов, секретарей, казначеев и других руководящих деятелей ФИДЕ.
- Зрение комбинационное (тактическое) — умение увидеть таящиеся в позиции возможности, получить преимущество с помощью тех или иных жертв материала.

## И
- Игра вслепую — игра не глядя на доску, одна из разновидностей показательных выступлений.
- Игровая зона — единственное место, к которому игроки имеют доступ во время игры. Игровую зону нельзя покидать во время соревнований.
- Игровая площадка — место, где играются партии соревнования.
- Избыточная защита — превалирование защищающих фигур, над нападающими. Избыточно защитить пункт.
- Изолированная пешка — пешка, на соседних вертикалях с которой нет пешек того же цвета. Изолированная пешка не может быть защищена другими пешками и поэтому уязвима для противника.
- ИКЧФ — международная федерация игры в шахматы по переписке.
- Инициатива — преимущество активной стороны, могущей навязать обороняющейся стороне стиль и темп борьбы, подготовить и осуществить атаку и т. п.

## К
- Каисса — богиня-покровительница шахмат, шахматная муза.
- Кандидат — пешка в пешечном превосходстве, против которой нет неприятельской пешки. Движение кандидата является основным, прочие пешки только поддерживают это движение. |   | a                                                                                                                                                            | b                                                                                                                                                            | c                                                                                                                                                            | d                                                                                                                                                            | e                                                                                                                                                            | f                                                                                                                                                            | g                                                                                                                                                            | h                                                                                                                                                            |   |
| - | --- | --- | --- | --- | --- | --- | --- | --- | - |
| 8 | g7 чёрная пешка · h7 чёрная пешка · b6 чёрная пешка · c6 чёрный король · b4 белый король · c4 белая пешка · f2 белая пешка · g2 белая пешка · h2 белая пешка | g7 чёрная пешка · h7 чёрная пешка · b6 чёрная пешка · c6 чёрный король · b4 белый король · c4 белая пешка · f2 белая пешка · g2 белая пешка · h2 белая пешка | g7 чёрная пешка · h7 чёрная пешка · b6 чёрная пешка · c6 чёрный король · b4 белый король · c4 белая пешка · f2 белая пешка · g2 белая пешка · h2 белая пешка | g7 чёрная пешка · h7 чёрная пешка · b6 чёрная пешка · c6 чёрный король · b4 белый король · c4 белая пешка · f2 белая пешка · g2 белая пешка · h2 белая пешка | g7 чёрная пешка · h7 чёрная пешка · b6 чёрная пешка · c6 чёрный король · b4 белый король · c4 белая пешка · f2 белая пешка · g2 белая пешка · h2 белая пешка | g7 чёрная пешка · h7 чёрная пешка · b6 чёрная пешка · c6 чёрный король · b4 белый король · c4 белая пешка · f2 белая пешка · g2 белая пешка · h2 белая пешка | g7 чёрная пешка · h7 чёрная пешка · b6 чёрная пешка · c6 чёрный король · b4 белый король · c4 белая пешка · f2 белая пешка · g2 белая пешка · h2 белая пешка | g7 чёрная пешка · h7 чёрная пешка · b6 чёрная пешка · c6 чёрный король · b4 белый король · c4 белая пешка · f2 белая пешка · g2 белая пешка · h2 белая пешка | 8 |
| 7 | g7 чёрная пешка · h7 чёрная пешка · b6 чёрная пешка · c6 чёрный король · b4 белый король · c4 белая пешка · f2 белая пешка · g2 белая пешка · h2 белая пешка | g7 чёрная пешка · h7 чёрная пешка · b6 чёрная пешка · c6 чёрный король · b4 белый король · c4 белая пешка · f2 белая пешка · g2 белая пешка · h2 белая пешка | g7 чёрная пешка · h7 чёрная пешка · b6 чёрная пешка · c6 чёрный король · b4 белый король · c4 белая пешка · f2 белая пешка · g2 белая пешка · h2 белая пешка | g7 чёрная пешка · h7 чёрная пешка · b6 чёрная пешка · c6 чёрный король · b4 белый король · c4 белая пешка · f2 белая пешка · g2 белая пешка · h2 белая пешка | g7 чёрная пешка · h7 чёрная пешка · b6 чёрная пешка · c6 чёрный король · b4 белый король · c4 белая пешка · f2 белая пешка · g2 белая пешка · h2 белая пешка | g7 чёрная пешка · h7 чёрная пешка · b6 чёрная пешка · c6 чёрный король · b4 белый король · c4 белая пешка · f2 белая пешка · g2 белая пешка · h2 белая пешка | g7 чёрная пешка · h7 чёрная пешка · b6 чёрная пешка · c6 чёрный король · b4 белый король · c4 белая пешка · f2 белая пешка · g2 белая пешка · h2 белая пешка | g7 чёрная пешка · h7 чёрная пешка · b6 чёрная пешка · c6 чёрный король · b4 белый король · c4 белая пешка · f2 белая пешка · g2 белая пешка · h2 белая пешка | 7 |
| 6 | g7 чёрная пешка · h7 чёрная пешка · b6 чёрная пешка · c6 чёрный король · b4 белый король · c4 белая пешка · f2 белая пешка · g2 белая пешка · h2 белая пешка | g7 чёрная пешка · h7 чёрная пешка · b6 чёрная пешка · c6 чёрный король · b4 белый король · c4 белая пешка · f2 белая пешка · g2 белая пешка · h2 белая пешка | g7 чёрная пешка · h7 чёрная пешка · b6 чёрная пешка · c6 чёрный король · b4 белый король · c4 белая пешка · f2 белая пешка · g2 белая пешка · h2 белая пешка | g7 чёрная пешка · h7 чёрная пешка · b6 чёрная пешка · c6 чёрный король · b4 белый король · c4 белая пешка · f2 белая пешка · g2 белая пешка · h2 белая пешка | g7 чёрная пешка · h7 чёрная пешка · b6 чёрная пешка · c6 чёрный король · b4 белый король · c4 белая пешка · f2 белая пешка · g2 белая пешка · h2 белая пешка | g7 чёрная пешка · h7 чёрная пешка · b6 чёрная пешка · c6 чёрный король · b4 белый король · c4 белая пешка · f2 белая пешка · g2 белая пешка · h2 белая пешка | g7 чёрная пешка · h7 чёрная пешка · b6 чёрная пешка · c6 чёрный король · b4 белый король · c4 белая пешка · f2 белая пешка · g2 белая пешка · h2 белая пешка | g7 чёрная пешка · h7 чёрная пешка · b6 чёрная пешка · c6 чёрный король · b4 белый король · c4 белая пешка · f2 белая пешка · g2 белая пешка · h2 белая пешка | 6 |
| 5 | g7 чёрная пешка · h7 чёрная пешка · b6 чёрная пешка · c6 чёрный король · b4 белый король · c4 белая пешка · f2 белая пешка · g2 белая пешка · h2 белая пешка | g7 чёрная пешка · h7 чёрная пешка · b6 чёрная пешка · c6 чёрный король · b4 белый король · c4 белая пешка · f2 белая пешка · g2 белая пешка · h2 белая пешка | g7 чёрная пешка · h7 чёрная пешка · b6 чёрная пешка · c6 чёрный король · b4 белый король · c4 белая пешка · f2 белая пешка · g2 белая пешка · h2 белая пешка | g7 чёрная пешка · h7 чёрная пешка · b6 чёрная пешка · c6 чёрный король · b4 белый король · c4 белая пешка · f2 белая пешка · g2 белая пешка · h2 белая пешка | g7 чёрная пешка · h7 чёрная пешка · b6 чёрная пешка · c6 чёрный король · b4 белый король · c4 белая пешка · f2 белая пешка · g2 белая пешка · h2 белая пешка | g7 чёрная пешка · h7 чёрная пешка · b6 чёрная пешка · c6 чёрный король · b4 белый король · c4 белая пешка · f2 белая пешка · g2 белая пешка · h2 белая пешка | g7 чёрная пешка · h7 чёрная пешка · b6 чёрная пешка · c6 чёрный король · b4 белый король · c4 белая пешка · f2 белая пешка · g2 белая пешка · h2 белая пешка | g7 чёрная пешка · h7 чёрная пешка · b6 чёрная пешка · c6 чёрный король · b4 белый король · c4 белая пешка · f2 белая пешка · g2 белая пешка · h2 белая пешка | 5 |
| 4 | g7 чёрная пешка · h7 чёрная пешка · b6 чёрная пешка · c6 чёрный король · b4 белый король · c4 белая пешка · f2 белая пешка · g2 белая пешка · h2 белая пешка | g7 чёрная пешка · h7 чёрная пешка · b6 чёрная пешка · c6 чёрный король · b4 белый король · c4 белая пешка · f2 белая пешка · g2 белая пешка · h2 белая пешка | g7 чёрная пешка · h7 чёрная пешка · b6 чёрная пешка · c6 чёрный король · b4 белый король · c4 белая пешка · f2 белая пешка · g2 белая пешка · h2 белая пешка | g7 чёрная пешка · h7 чёрная пешка · b6 чёрная пешка · c6 чёрный король · b4 белый король · c4 белая пешка · f2 белая пешка · g2 белая пешка · h2 белая пешка | g7 чёрная пешка · h7 чёрная пешка · b6 чёрная пешка · c6 чёрный король · b4 белый король · c4 белая пешка · f2 белая пешка · g2 белая пешка · h2 белая пешка | g7 чёрная пешка · h7 чёрная пешка · b6 чёрная пешка · c6 чёрный король · b4 белый король · c4 белая пешка · f2 белая пешка · g2 белая пешка · h2 белая пешка | g7 чёрная пешка · h7 чёрная пешка · b6 чёрная пешка · c6 чёрный король · b4 белый король · c4 белая пешка · f2 белая пешка · g2 белая пешка · h2 белая пешка | g7 чёрная пешка · h7 чёрная пешка · b6 чёрная пешка · c6 чёрный король · b4 белый король · c4 белая пешка · f2 белая пешка · g2 белая пешка · h2 белая пешка | 4 |
| 3 | g7 чёрная пешка · h7 чёрная пешка · b6 чёрная пешка · c6 чёрный король · b4 белый король · c4 белая пешка · f2 белая пешка · g2 белая пешка · h2 белая пешка | g7 чёрная пешка · h7 чёрная пешка · b6 чёрная пешка · c6 чёрный король · b4 белый король · c4 белая пешка · f2 белая пешка · g2 белая пешка · h2 белая пешка | g7 чёрная пешка · h7 чёрная пешка · b6 чёрная пешка · c6 чёрный король · b4 белый король · c4 белая пешка · f2 белая пешка · g2 белая пешка · h2 белая пешка | g7 чёрная пешка · h7 чёрная пешка · b6 чёрная пешка · c6 чёрный король · b4 белый король · c4 белая пешка · f2 белая пешка · g2 белая пешка · h2 белая пешка | g7 чёрная пешка · h7 чёрная пешка · b6 чёрная пешка · c6 чёрный король · b4 белый король · c4 белая пешка · f2 белая пешка · g2 белая пешка · h2 белая пешка | g7 чёрная пешка · h7 чёрная пешка · b6 чёрная пешка · c6 чёрный король · b4 белый король · c4 белая пешка · f2 белая пешка · g2 белая пешка · h2 белая пешка | g7 чёрная пешка · h7 чёрная пешка · b6 чёрная пешка · c6 чёрный король · b4 белый король · c4 белая пешка · f2 белая пешка · g2 белая пешка · h2 белая пешка | g7 чёрная пешка · h7 чёрная пешка · b6 чёрная пешка · c6 чёрный король · b4 белый король · c4 белая пешка · f2 белая пешка · g2 белая пешка · h2 белая пешка | 3 |
| 2 | g7 чёрная пешка · h7 чёрная пешка · b6 чёрная пешка · c6 чёрный король · b4 белый король · c4 белая пешка · f2 белая пешка · g2 белая пешка · h2 белая пешка | g7 чёрная пешка · h7 чёрная пешка · b6 чёрная пешка · c6 чёрный король · b4 белый король · c4 белая пешка · f2 белая пешка · g2 белая пешка · h2 белая пешка | g7 чёрная пешка · h7 чёрная пешка · b6 чёрная пешка · c6 чёрный король · b4 белый король · c4 белая пешка · f2 белая пешка · g2 белая пешка · h2 белая пешка | g7 чёрная пешка · h7 чёрная пешка · b6 чёрная пешка · c6 чёрный король · b4 белый король · c4 белая пешка · f2 белая пешка · g2 белая пешка · h2 белая пешка | g7 чёрная пешка · h7 чёрная пешка · b6 чёрная пешка · c6 чёрный король · b4 белый король · c4 белая пешка · f2 белая пешка · g2 белая пешка · h2 белая пешка | g7 чёрная пешка · h7 чёрная пешка · b6 чёрная пешка · c6 чёрный король · b4 белый король · c4 белая пешка · f2 белая пешка · g2 белая пешка · h2 белая пешка | g7 чёрная пешка · h7 чёрная пешка · b6 чёрная пешка · c6 чёрный король · b4 белый король · c4 белая пешка · f2 белая пешка · g2 белая пешка · h2 белая пешка | g7 чёрная пешка · h7 чёрная пешка · b6 чёрная пешка · c6 чёрный король · b4 белый король · c4 белая пешка · f2 белая пешка · g2 белая пешка · h2 белая пешка | 2 |
| 1 | g7 чёрная пешка · h7 чёрная пешка · b6 чёрная пешка · c6 чёрный король · b4 белый король · c4 белая пешка · f2 белая пешка · g2 белая пешка · h2 белая пешка | g7 чёрная пешка · h7 чёрная пешка · b6 чёрная пешка · c6 чёрный король · b4 белый король · c4 белая пешка · f2 белая пешка · g2 белая пешка · h2 белая пешка | g7 чёрная пешка · h7 чёрная пешка · b6 чёрная пешка · c6 чёрный король · b4 белый король · c4 белая пешка · f2 белая пешка · g2 белая пешка · h2 белая пешка | g7 чёрная пешка · h7 чёрная пешка · b6 чёрная пешка · c6 чёрный король · b4 белый король · c4 белая пешка · f2 белая пешка · g2 белая пешка · h2 белая пешка | g7 чёрная пешка · h7 чёрная пешка · b6 чёрная пешка · c6 чёрный король · b4 белый король · c4 белая пешка · f2 белая пешка · g2 белая пешка · h2 белая пешка | g7 чёрная пешка · h7 чёрная пешка · b6 чёрная пешка · c6 чёрный король · b4 белый король · c4 белая пешка · f2 белая пешка · g2 белая пешка · h2 белая пешка | g7 чёрная пешка · h7 чёрная пешка · b6 чёрная пешка · c6 чёрный король · b4 белый король · c4 белая пешка · f2 белая пешка · g2 белая пешка · h2 белая пешка | g7 чёрная пешка · h7 чёрная пешка · b6 чёрная пешка · c6 чёрный король · b4 белый король · c4 белая пешка · f2 белая пешка · g2 белая пешка · h2 белая пешка | 1 |
|   | a | b | c | d | e | f | g | h |   | Белые имеют пешечное превосходство на королевском фланге. Пешка f2 является кандидатом, так как является единственной пешкой, против которой нет пешки неприятельской

- Капкан — ловушка, приводящая «попавшуюся» сторону к неизбежной потере ферзя или другой фигуры.
- Качество — «вес», отличающий тяжёлую фигуру от лёгкой. 
  - Выиграть качество — выиграть ладью, отдав за неё лёгкую фигуру (коня или слона).
  - Лишнее качество — иметь лишнюю ладью при наличии у противника лишней лёгкой фигуры.
- Квалификация шахматная — признанный в соответствии с правилами (кодексом) уровень силы шахматиста. Фиксируется в виде присвоения соответствующих званий и разрядов (напр., национальный мастер, мастер ФИДЕ, международный мастер, международный гроссмейстер). Соответствующие разряды и звания присваиваются не только шахматистам-игрокам, но и шахматным композиторам.
- Кингчесс — разновидность шахмат, основанная на пустой доске в начале партии. В процессе партии соперники постепенно выставляют свои фигуры на доску.
- Кладка — сила среднего хода шахматиста.
- Классические шахматы (классика) — игра, в которой время на обдумывание каждого игрока составляет, по крайней мере, 60 минут.
- Клуб Михаила Чигорина — символический клуб, объединяющий шахматистов всего мира, выигравших хотя бы одну партию с классическим контролем времени в официальном очном соревновании у действующего чемпиона мира.
- Код Удемана — обозначение полей шахматной доски сочетанием гласной и согласной букв латинского алфавита; предложен американским шахматистом Л. Удеманом (1882). Применяется для передачи ходов в соревнованиях по телеграфу или радио.
- Комбинация — форсированный вариант с жертвой фигуры с целью получения инициативы или быстрой победы (определение принадлежит М.М. Ботвиннику).
- Комнаты отдыха — туалеты, а также выделяемое на чемпионатах мира отдельное помещение, в котором игроки могут отдохнуть или перекусить.
- Композиция шахматная — особая область творческой деятельности в шахматах. Шахматные композиторы занимаются составлением шахматных задач и этюдов, раскрывающих красоту шахматных комбинаций.
- Коневая оппозиция — положение в шахматной партии, когда белый и чёрный король расположены на расстоянии хода коня друг от друга.
- Консолидация — укрепление позиции, объединение усилий разрозненных фигур для осуществления намеченных целей.
- Контргамбит — разновидность дебюта, в которой осуществляется встречная жертва материала для противодействия планам противника. Например, контргамбит Фалькбеера в королевском гамбите (1.e4 e5 2.f4 d5).
- Контригра — возможность встречной игры против слабостей противника.
- Контроль времени — регламент времени, предоставляемого игроку на обдумывание. Например, 90 минут на 40 ходов, 30 минут на все оставшиеся ходы плюс 30 накапливаемых секунд, начиная с первого хода. Или 2. Считается, что игрок «прошёл контроль времени», если, например, он сделал требуемые регламентом 40 ходов менее чем за 90 минут.
- Конь — лёгкая шахматная фигура, по силе примерно равная трём пешкам. Конь ходит на поле, находящееся в двух клетках по горизонтали и одной по вертикали, либо в двух клетках по вертикали и одной по горизонтали от исходного положения, при этом он имеет возможность «перепрыгивать» фигуры и пешки, находящиеся между его начальным и конечным положением при ходе. Особенностью коня является то, что он постоянно меняет цвет поля, на котором находится. В исходной позиции у каждого игрока по два коня, которые находятся на первой (белые) и восьмой (чёрные) горизонталях, рядом с ладьями.
- Кооперативный мат — разновидность шахматной задачи, в которой сторона, получающая мат, оказывает содействие матующей стороне.
- Копьё (также шампур) — нападение на фигуру, при котором отход атакованной фигуры обнажает для взятия другую фигуру.
- Король — главная шахматная фигура, с которой связан исход шахматной партии. Король может ходить на одну клетку по горизонтали, вертикали или диагонали, на любое не атакованное поле, не занятое своей фигурой или пешкой, а также участвовать в рокировке. У каждого игрока по одному королю, в исходной позиции находящиеся на полях e1 (белый) и e8 (чёрный). Особенностью королей является то, что их количество (по одному на каждого игрока) не может меняться на протяжении всей партии, то есть король не может быть взят и пешка не может быть превращена в короля по достижении последней на своём пути горизонтали. Цель игры — атаковать короля таким образом, чтобы у него не было возможности защититься от этой атаки, то есть чтобы при любом ответе противника игрок имел возможность на следующем ходу взять короля (мат).
- Крейзихаус — вариант игры в шахматы, при котором появляется возможность выставления взятых фигур. От классического варианта шахмат отличается тем, что в случае своего хода можно выставить фигуру, вместо своего хода. Фигуру можно выставлять с шахом или даже матом; пешки нельзя выставлять на линию превращения.
- Крепость — разновидность ничейных позиций в эндшпиле, при которой сильнейшая сторона не может одержать победу даже при наличии большого материального преимущества (например, некоторые позиции, при которых ладья с пешкой образуют неприступную крепость против ферзя).

## Л
- Лавирование — манёвры позиционного характера, в ходе которых поддерживается общее напряжение, неопределённость, и стороны не обнаруживают до конца своих намерений.
- Ладейное окончание (ладейник) — эндшпиль, в котором главную роль играют ладьи. Обычно на доске также остаются пешки, поэтому целью ладей обычно становится поддержка пешек для их прохода в ферзи. Наиболее часто встречающийся вариант окончаний, поскольку ладьи обычно вступают в игру последними и игроки часто избегают их размена (а в закрытых позициях часто и не имеют для этого возможности).
- Ладья — тяжёлая шахматная фигура, по силе примерно равная пяти пешкам. На свободной доске может ходить на любое число полей по горизонтали или вертикали, а также участвовать в рокировке. В исходной позиции у каждого из игроков по две ладьи, находящиеся по углам доски.
- «Ласкеровская компенсация» — компенсация за ферзя в виде ладьи, пешки и лёгкой фигуры (как правило, слона). Термин образован от фамилии второго официального чемпиона мира по шахматам Эмануила Ласкера, неоднократно и с успехом осуществлявшего подобный размен сильнейшей фигуры.
- Лёгкая партия — партия, играемая вне официальных соревнований (в отличие от турнирной или матчевой партии).
- Линия — синоним вертикали и горизонтали. Может быть употреблен в сочетании с описанием действия дальнобойной фигуры. Например, ладья заняла открытую линию; линейный мат, т. е. мат по горизонтали.
- Ловушка — один из приёмов борьбы в практической партии, когда сторона, устраивающая ловушку, рассчитывает на опрометчивость противника, который соблазнится «отравленной» пешкой или оставленным под боем ферзём и получит «взамен» мат или потерпит существенный материальный урон.

## М
- Маленькое качество — так иногда называют преимущество двух слонов. По Зигберту Таррашу: разница в силе между слоном и конём; размен слона на коня.
- Мастер ФИДЕ — второе по значимости звание, промежуточное между званиями национального мастера и международного мастера ФИДЕ; присваивается ФИДЕ за успешные выступления в международных соревнованиях, а также за достижение рейтинговое отметки в 2300.
- Мат — в шахматах ситуация, когда король находится под шахом и нет возможности этого шаха избежать.
  - Мат Легаля — матовая конструкция, предполагающая жертву ферзя и объявление мата тремя лёгкими фигурами (схема этой конструкции: 1.e4 e5 2.Kf3 d6 3.Cc4 Cg4 4.Kc3 h6 5.K:e5?? C:d1?? 6.C:f7+ Kpe7 7.Kd5x).
  - Мат линейный — мат на крайних вертикалях (горизонталях), который ставится тяжёлыми фигурами (двумя ладьями, ладьёй и ферзём, двумя ферзями).
  - Мат спёртый — мат, объявляемый конём, при котором король противника ограничен в передвижениях собственными фигурами и пешками.
  - Мат форсированный — мат, объявляемый после прямого варианта без фактических возможных разветвлений.
  - Мат эполетный — мат, объявляемый ферзём, при котором матуемый король с обеих сторон ограничен собственными ладьями («эполетами»). Например, белый ферзь с е6 матует чёрного короля на е8, а чёрные ладьи, соответственно, находятся на полях d8 и f8). Пример быстрого эполетного мата: 1. e4 e5 2. Фh5 Крe7?? 3. Ф:e5X.
- Матовая сеть — позиция, в которой король слабейшей стороны не может избежать мата ввиду того, что все возможные поля для отступления перекрыты собственными фигурами или контролируются атакующей стороной.
- Материал — общее название для фигур и пешек.
- Матч — форма шахматного соревнования, при которой два игрока играют между собой определённое чётное количество партий (6, 12, 24, 48 и т. д.) до выявления победителя. Победителем считается игрок, набравший по итогам матча большее количество очков, чем его оппонент. Чаще всего матчевая система применяется в претендентских соревнованиях и для выявления Чемпиона мира.
- Мельница — типовая комбинация с последовательным чередованием шахов и вскрытых шахов, объявляемых атакующей стороной. Именно «мельница» в партии с Эмануилом Ласкером прославила мексиканского гроссмейстера Карлоса Торре на турнире в Москве в 1925 г.
- Мертвая позиция — позиция, в которой ни один из игроков не может поставить мат королю соперника любой серией возможных ходов.
- Миниатюра — 1) партия, выигранная уже в дебюте или в начале миттельшпиля (то есть не более, чем в 20—25 ходов) в результате грубых ошибок проигравшей стороны; 
2) шахматные задачи или этюды с небольшим количеством участвующих фигур (не больше семи, включая королей).
- Миттельшпиль — середина, основная часть шахматной партии, обычно следующая за дебютом. Массированные размены в дебюте могут приводить к тому, что игра из дебюта сразу переходит в эндшпиль.
- Мишень — фигура или поле, которые являются объектом комбинации или атаки.
- Мост — прием игры в ладейном эндшпиле, благодаря которому сторона с лишней пешкой достигает победы, перекрываясь своей ладьей от шахов ладьи соперника.

## Н
- Нападение — создание угрозы взять неприятельскую фигуру.
- Напасть на мат — ход, после которого игрок грозит объявить мат на следующем ход.
- Начальное положение — положение фигур на доске перед началом партии.
- Неувядаемая партия (вечнозеленая) — партия в шахматы между Адольфом Андерсеном и его давним соперником Жаном Дюфренем. Эта партия была сыграна в Берлине в 1852 году. Она отличалась блестящим комбинационным стилем и множество раз публиковалась в печати.
- Ничья — результат шахматной партии, в которой никто из игроков не смог одержать победу. Заключается по взаимному согласию сторон, при повторении одной и той же позиции на доске три раза подряд, в случае пата и в некоторых других случаях. За ничью каждый игрок получает по пол-очка.
- Новинка — новый ход (новая схема развития) в известных вариантах (табиях).
- Нокаут-система — принцип соревнований (в том числе на первенство мира), при котором в дальнейший круг проходит победитель каждой из пар, определённых жеребьёвкой. Причём сначала играются партии с классическим контролем, затем (если победитель не определился) — в быстрые шахматы, затем (если и рапид не определил победителя) — блиц. Если по итогам этих состязаний не выявлен победитель, то в последнее время используется система армагеддон — система, при которой по жеребьёвке одной стороне будет дано на партию 5 минут, а другой — 4 минуты. Если итогом этой партии является ничья, то победа засчитывается игроку, имевшему изначально меньшее количество времени. Если же итогом является победа одной из сторон, то итоговый результат выставляется соответственно результату сыгранной партии.
- Норма — норматив, который определяется по среднему рейтингу оппонентов и набранному количеству очков, который нужен для присвоения званий.
- Нотация шахматная — общепринятая система обозначений, посредством которой осуществляется запись шахматной партии или той или иной позиции. Запись полной нотацией предполагает обозначение поля, с которого пешка или фигура делает ход — и, соответственно, поля, на который этот ход делается (например, 22. Кра4-b3 означает, что белый король с поля а4 сделал ход на b3). Запись сокращённой нотацией ограничивается указанием поля, на которое сделан ход (например, 56. …Лg7 — чёрная ладья сделала ход на поле g7). Различается буквенная и чисто цифровая нотация (последняя используется при игре по переписке).

## О
- «Обезьянья игра» — условное название серии ходов в шахматной партии, когда один из соперников зеркально повторяет ходы другого.
- Обжорный ряд — вторая (для чёрных) или седьмая (для белых) горизонталь, на которых тяжёлые фигуры располагаются лучшим образом, начиная нападать на пешки и угрожая королю оппонента.
- Окончание — то же, что и эндшпиль.
- Оппозиция — противостояние королей. Различают ближнюю оппозицию, когда расстояние между королями составляет одно поле, и дальнюю, когда расстояние между ними равно 3 или 5 полям.
- Отвлечение — тактический приём, при котором фигура, вынужденная перейти на другое поле, перестаёт выполнять какие-либо важные функции.
- Откладывание партии — процедура прерывания партии с последующим доигрыванием. При этом игрок, имеющий очередь хода, мог сделать его на доске (открытый ход) или же записать его на бланке и запечатать в конверт (секретный ход). Отложенная партия могла анализироваться, при этом не исключалась помощь других шахматистов. Практиковалась до широкого внедрения компьютерных программ в жизнь. Современный контроль времени предполагает, что партия начинается и заканчивается в один игровой день.
- Открытая игра — ведение борьбы преимущественно тактическими средствами с использованием открытых линий, диагоналей, дальнобойности фигур и т. п. (см. также Закрытая игра).
- Открытая линия (англ. Open file) — вертикаль шахматной доски, свободная от пешек. Контроль открытой линии ладьями даёт позиционное преимущество, однако может быть устранён путём размена ладей.
- Открытые дебюты — шахматные начала, возникающие после ходов 1.e4 e5. Преимущественно ведут к живой открытой фигурной игре. Хотя ряд вариантов, например, итальянской или испанской партии приводят к закрытым позициям и длительному позиционному лавированию.
- Отравленная пешка — пешка соперника, защищённая косвенно. Взятие такой пешки приводит к сильному ухудшению позиции.
- Отсталая пешка — пешка, которая не может встать на одну горизонталь с пешкой или пешками того же цвета на смежных вертикалях.
- Оценка позиции — выявление особенностей и возможностей позиции. Для правильной оценки позиции необходимо учитывать количественное соотношение сил, относительную ценность фигур и пешек, их подвижность, слабость и силу полей, взаимодействие сил.

## П
- Партия — игра с начала и до конца.
- Пат — положение в шахматной партии, в котором сторона, имеющая право хода, не может им воспользоваться, так как все её фигуры и пешки лишены возможности двигаться, причём король не находится под шахом. Партия, в которой возник пат, признаётся ничейной.
- Первая линия — наилучший вариант игры за обе стороны, предлагаемый той или иной шахматной программой. Сыграл по первой линии
- Первая рука — термин, смысл которого заключается в том, что белые применяют дебют, который обычно играется черными, однако с выигрышем темпа.
- Перегрузка — тактический приём, при котором фигура, вынужденная защищать другую фигуру или поле, не может защитить обе фигуры или поля одновременно из-за нападения. Перегрузка возникает в шахматной партии, когда фигуре приходится защищать сразу несколько других фигур или ключевых полей, и она не может справиться с несколькими оборонительными обязанностями одновременно. Помимо защиты фигур или ключевых полей, перегруженные фигуры могут также перекрывать горизонтали, вертикали или диагонали.
- Перестановка ходов — изменение очередности ходов в намеченном варианте. Иногда перестановка ходов не имеет существенного значения, но порой она дает возможность изменить течение борьбы.
- Перфоманс (или перформанс) — это уровень, на котором игрок выступил в турнире или матче, основанный на количестве сыгранных игр, его общем счете в этих играх и рейтингах Эло его противников. Это рейтинг Эло, который бы имел игрок, если бы его игра не привела к чистому изменению рейтинга.
- Пешечное окончание — окончание партии, в котором на доске у обоих игроков остаются только король и пешки. Наиболее часто встречающийся тип окончаний, наряду с ладейными. В пешечных окончаниях игроки стараются провести свои пешки в ферзи, чтобы выиграть партию.
- Пешечная цепь — пешки одного цвета, расположенные по диагонали и защищающие друг друга.
- Пешечный островок — это части пешечной структуры белых или черных, разделенные вертикалями. Это могут быть изолированные, сдвоенные, связанные пешки и др. Считается, что чем больше пешечных островков в позиции, тем хуже пешечная структура.
- Пешка — минимальная боевая единица в шахматах, одновременно — базовая единица измерения шахматного материала (в среднем лёгкая фигура равна трём пешкам, ладья — пяти и т. п.). Франсуа-Андре Филидор называл пешки «душой шахмат».
- Пешкоед — игрок, который забрал пешку в ситуации, где такой ход был бы не сильнейший, либо даже проигрывающий.
- План игры — стержень шахматной стратегии, в которой увязывается воедино дебют, середина игры (миттельшпиль) и эндшпиль. План формируется на основе динамичной (меняющейся) оценки позиции и включает в себя постановку адекватной цели борьбы (борьба за победу, за ничью), оценку необходимости перегруппировки фигур, оценку приемлемости (неприемлемости) серии разменов, необходимость тех или иных манёвров, лавирования и т. п.
- Поддавки (шахматные) — игра, где побеждает сторона, первая отдавшая все свои фигуры и пешки (включая короля).
- Позиция — положение, случившееся в практической партии или представляющее задание в шахматной композиции. Умение адекватно оценивать позицию представляет собой одну из необходимых составляющих шахматного мастерства.
- Поднять ход (идею) — найти в позиции неочевидное решение.
- Поле — единица шахматного пространства, то же, что и «пункт», «клетка шахматной доски».
  - Ключевые поля — поля, занятие которых королем обеспечивает выигрыш независимо от очереди хода.
  - Слабое поле — поле, доступное для вторжения вражеских сил.
  - Поля соответствия — поля на шахматной доске, по которым маневрируют фигуры соперников, оказываясь как бы связанными друг с другом.
  - Поле превращения — поле, на которое перемещается пешка, когда она достигает последней от своего начального положения горизонтали.
- Полузакрытые дебюты — дебюты, начинающиеся ходом 1. d2-d4 со стороны белых и любым ходом кроме 1…d7-d5 со стороны черных. Большая часть этих дебютов возникла из-за стремления чёрных уклониться от ферзевого гамбита (1. d4 d5 2. c4), который долгое время считался идеальным дебютом для белых.
- Полуоткрытые дебюты — возникают при начальном ходе белых 1. e2-e4 и любом ответе чёрных, кроме 1. …e7-e5. Популярность полуоткрытых начал обусловлена большей возможностью контригры для чёрных.
- Полуход — один ход белых или один ход чёрных, единица измерения и минимальная единица изменения позиции на шахматной доске. Два полухода составляют ход, представляющий собой одну строку в записи шахматной партии на бумаге.
- Поплыть — растеряться в ходе игры, перестать замечать логические связи партии.
- Правило 50 ходов — игрок может заявить о признании партии ничьей, если последние 50 ходов были сделаны каждым игроком без движения какой-либо пешки и без взятия какой-либо фигуры.
- Правило 75 ходов — партия признаётся ничьей, если последние 75 ходов были сделаны каждым игроком без движения какой-либо пешки и без взятия какой-либо фигуры.
- Превращение пешки — замена пешки при достижении последней горизонтали на любую фигуру своего цвета (кроме короля).
  - Превращение сильное — превращение пешки в ферзя (самую сильную фигуру).
  - Превращение слабое — превращение пешки в коня, слона или ладью. В некоторых позициях слабое превращение может быть сильнейшим ходом.
- Предложение ничьей — порядок, в соответствии с которым игрок может предложить ничью сопернику. В бланке записи партии указывается символом “=”.
- Преимущество — превосходство над позицией противника в одном из компонентов (материальное или позиционное преимущество).
- Преимущество двух слонов — ситуация, при которой одна из сторон обладает двумя слонами, а противная сторона — слоном и конём либо двумя конями. Особенно данное преимущество сказывается в открытых позициях, где дальнобойность слонов позволяет использовать их в полную силу. Преимущество двух слонов называют иногда «маленьким качеством».
- Премув — обязательство сделать конкретный ход в ответ на любой ход соперника, если только этот ход будет возможен. Практикуется в шахматах онлайн для экономии времени — игрок заранее, во время обдумывания своего хода соперником, задаёт премув, и он выполняется мгновенно после хода соперника. Если премув стал невозможен (например, подготовленная к ходу фигура была побита или поле для хода занято), он отменяется и игроку следует сделать обычный ход.
- Программа шахматная — разновидность игровых компьютерных программ, способных оценивать позицию и в соответствии с заложенным алгоритмом делать (предлагать) ход. Лучшие современные программы (Rybka, Fritz, Deep Blue, Deep Thought etc.) играют на уровне сильных гроссмейстеров и успешно сражаются с чемпионами мира (компьютерам проигрывали матчи и Каспаров, и Крамник…). Они также полезны при подготовке к соревнованиям и при анализе партий или технических позиций.
- Промежуточный ход — неочевидный ход, сделанный вместо очевидного (напрашивающегося), позволяющий извлечь дополнительную выгоду из позиции (например, вместо «очевидного» взятия фигуры во время размена дается промежуточный шах, заставляющий короля противника занять невыгодную позицию).
- Просрочка времени — превышение лимита времени, предоставленного для обдумывания ходов. На механических часах фиксируется падением флажка.
- Пространство — один из фундаментальных ресурсов (наряду с временем и игровой инициативой) шахматной игры. Завоевание и использование пространства — условие реализации любой игровой стратегии, ориентированной на победу.
- Профилактика — меры, предупреждающие возможные риски и угрозы задолго до того, как они проявятся в полной мере.
- Проходная пешка — пешка, перед которой нет пешек противника (в том числе на смежных вертикалях) и которая может свободно двигаться к полю превращения.
  - Защищенная проходная пешка — это проходная пешка, защищенная, по крайней мере, еще одной пешкой.
  - Отдаленная проходная пешка — это проходная пешка, расположенная на противоположной стороне доски от других пешек, как правило, на вертикалях «a» и «b» или «h» и «g».
  - Связанные проходные пешки — это проходные пешки, расположенные на соседних вертикалях. Их движению к полям превращения не мешают пешки противника.
- Пуля — сверхбыстрая партия с контролем времени в 1 минуту, предельный вариант быстрых шахмат. Поскольку игра в таком темпе на обычной доске невозможна, пуля играется с помощью шахматной программы, чаще всего через интернет.
- Пушка Алехина — разновидность батареи, построение тяжелых фигур на одной вертикали доски, но с ферзем, расположенным позади ладей.
- Пятикратное повторение позиции — ничейный исход. Отличается от троекратного повторения тем, что не требует заявления игрока. Арбитр фиксирует ничью немедленно.

## Р
- Развитие — выведение фигур с начальной позиции в начале игры. Позиционное преимущество получает тот игрок, который быстрее развивает свои фигуры. Развитие фигур также необходимо для рокировки и соединения ладей на первой (восьмой) горизонтали путём вывода стоящих между ними фигур так, чтобы ладьи защищали друг друга и могли контролировать открытые линии и центр доски в целом.
- Размен — ход (серия ходов), при котором (которых) стороны осуществляют обмен примерно равноценным материалом (размен лёгкой фигуры на лёгкую фигуру, пешки на пешку, лёгкой фигуры на три пешки, ферзя на две ладьи или три лёгких фигуры и т. п.). В своё время М. М. Ботвинник определил содержание шахматной игры как обобщенный размен.
- Разрозненные пешки — пешки одного цвета, разделенные одной или несколькими вертикалями, на которых нет своих пешек. Под этим термином нередко понимают несколько изолированных пешек одного цвета.
- Рапид — см. Быстрые шахматы.
- Рассыпаться — проигрыш выигрышного положения за малое число ходов.
- Расширенный центр — поля в квадрате с углами c3, c6, f6, f3; собственно центр и смежные с ним поля.
- Режим задержки (режим Бронштейна) — режим, при котором оба игрока получают определенное «основное время на обдумывание». Кроме того, каждый игрок также получает «фиксированное дополнительное время» за каждый ход. Обратный отсчет основного времени на обдумывание начинается только после истечения фиксированного дополнительного времени. В случае если игрок нажимает свои часы до истечения фиксированного дополнительного времени, основное время на обдумывание не изменяется, независимо от доли использованного фиксированного дополнительного времени.
- Режим накопленного времени (режим Фишера) — режим, при котором игрок получает дополнительное количество времени (30 секунд в классические шахматы; 10 или 5 в быстрые шахматы; 3 или 2 в блиц) перед каждым ходом.
- Результат партии — обычно результат партии 1–0, 0–1 или ½-½. В исключительных случаях оба игрока могут потерять очки, или один получит ½ очка, а другой - 0. Для не сыгранных партий результат обозначается +/- (белые победили по принуждению), -/+ (черные победили по принуждению), -/- (проиграли по принуждению оба игрока).
- Рейтинг — текущий уровень относительной силы шахматиста, выражаемый в числовом коэффициенте (с 1972 — коэффициент Эло по имени Арпада Эло, предложившего методику расчётов и использования коэффициентов). Уровень мастера ФИДЕ — от 2300, международного мастера — от 2400. Уровень гроссмейстера — от 2500 и выше. Гроссмейстеры экстра-класса — от 2600 и даже от 2700 и выше.
- Рентген — ситуация, когда между ценной фигурой и дальнобойной фигурой противника (слон, ладья, ферзь) находится своя или чужая фигура, при отходе которой фигура оказывается под атакой. Связка — один из типов рентгена, когда более ценная фигура расположена за менее ценной. Однако обычно под рентгеном подразумевается обратная ситуация, когда менее ценная фигура расположена за более ценной (или за королём), которая вынуждена уходить от атаки и открывать для нападения стоящую за ней фигуру.
- Ретроградный анализ (ретроанализ) — задание в шахматной композиции, предполагающее выяснение того, каким был последний ход в партии (и какой именно стороны — белых или чёрных), чья очередь хода, возможна ли рокировка и т. п.
- Рокада — горизонталь, открытая для маневров ладьи.
- Рокировка — ход в шахматной партии, имеющий целью увести короля из центра; при короткой рокировке король эвакуируется на королевский фланг, при длинной — на ферзевый. При осуществлении рокировки король переносится через одно поле (соответственно, для белого короля на поля g1 (при короткой рокировке) или c1 (при длинной)), ладья ставится на то поле, через которое «перепрыгнул» король. Рокировка может производиться, только если ни ладья, ни король до рокировки не делали ходов, и ни одно из полей между полями, занимаемыми королём и ладьёй, не занято другими фигурами, королю не объявлен шах и ни одно из полей на его пути (то, которое он пересекает, делая ход, и то, на которое он ходит) не находится под боем. Рокировка возможна, если ладья находится под боем.
  - Рокировка длинная — рокировка на ферзевый фланг: король переносится на поле c1, а ладья — на поле d1.
  - Рокировка короткая — рокировка на королевский фланг: король переносится на поле g1, а ладья — на поле f1.
  - Рокировка искусственная — последовательность ходов королём и ладьёй, в результате которой они занимают положение как после настоящей рокировки.
- Рубить флаг — играть, надеясь, что у соперника закончится время.
- Ряд — то же, что и горизонталь в шахматах.

## С
- Самоходки — пешки, которые продвинулись далеко и их невозможно остановить.
- Сантипешка — единица измерения позиции равная 1/100 пешки, необходимая для определения того, какой игрок имеет преимущество. Потеря сантипешек в среднем показывает, сколько игрок теряет преимущества, делая неправильные ходы во время шахматной партии. Для супергроссмейстеров средняя потеря составляет от 20 до 10, чем ниже показатель потери сантипешек, тем лучше сыграл шахматист.
- Связка — положение, когда фигура не может сделать ход из-за того, что после её хода поле, на котором стоит король, будет атаковано. Связанной может также быть фигура, ход которой приведет к потере ферзя или проигрышу качества. Такая ситуация также имеет название «полусвязка», поскольку полусвязанная фигура формально всё же может ходить (например, поставить под удар своего ферзя, но при этом своим ходом взять ферзя противника). Мат Легаля также построен на «развязывании» полусвязанного коня f3.
- Сдвоенные пешки — пешечная структура, характеризующаяся расположением двух/трёх пешек одной стороны на одной вертикали.
- Сеанс одновременной игры — средство популяризации шахмат, мероприятие, в ходе которого сильный шахматист (сеансёр) играет одновременно ряд партий (от нескольких партий до нескольких сотен партий) с шахматистами более низкой квалификации. Во всех партиях сеансёр играет белыми.
- Скахография — жанр шахматной композиции, при которой расположение шахматных фигур образует очертания букв, цифр или какие-то рисунки (например, очертания новогодней ёлки).
- Слабое превращение — превращение пешки не в ферзя, а в ладью или легкую фигуру.
- Слабость — слабое поле (пункт) или слабая пешка. Часто упоминается слабость последней горизонтали, которая возникает при наличии тяжелых фигур в позиции и отсутствии форточки у короля.
- Слабый ход (в шахм. нотации обычно обозначается с одним вопросительным знаком, например 12. а3?) — ход, не приводящий к развитию и улучшению позиции одной стороны в партии, либо ухудшающий её. Очень слабый ход (с двумя вопросительными знаками) — ход, однозначно резко ухудшающий позицию игрока, часто проигрывающий.
- Слепота шахматная — «затмение» во время игры, при котором игрок не видит очевидных выигрывающих продолжений или совершает грубый зевок, ведущий к проигрышу или утрате решающего перевеса.
- Слон — лёгкая шахматная фигура, по силе примерно равная трём пешкам. На свободной доске может передвигаться на любое число полей по диагонали. В исходной позиции у каждого игрока по два слона, находящиеся на первой (белые) и восьмой (чёрные) горизонталях, на полях рядом с конями. Особенностью слона является то, что он может ходить только по полям определённого цвета, поэтому различают белопольных и чернопольных слонов, по цвету полей, по которым они передвигаются.
- Слоны Горвица — два слона, действующие по смежным диагоналям (например, Сb2 и Сd3), чтобы соединенными силами создавать угрозы неприятельскому королю, который сделал рокировку.
- Смещение — изменение положения фигур от их привычного места. Например, пешка перемещена с a2 на a4; ладья стоит на половине полей d1 и e1; фигура лежит на боку; фигура упала на пол.
- Сопредельная зона — зона, прилегающая к игровой зоне, но фактически не являющаяся её частью. Например, места, отведенные для зрителей.
- Соскок — спасение в сложной позиции.
- Стратегия шахматная — долговременный план, на реализацию которого направлены конкретные ходы и операции. Общая линия стратегии определяется прежде всего требованиями позиции и включает в себя оценку позиции, определение конечной цели (борьба за победу или за ничью), методов достижения последней (обострение игры, блеф, переход в эндшпиль и т. п.).
- Суперблиц — шахматная игра с наиболее ограниченным временем. Обычно каждому игроку на всю партию даётся от 1 до 3 минут. Такая игра требует практически мгновенной реакции на ходы противника и потому считается самым сложным режимом игры в шахматы. В англоязычной традиции называется bullet (буквально «пуля»), в отличие от блица (blitz).
- Супергроссмейстер — неофициальный титул в шахматах, используемый для обозначения гроссмейстеров экстра-класса, которые обосновались в верхней части рейтингового списка начиная с отметки 2700. Термин «супергроссмейстер» вошел в употребление в 1990-х годах.

## Т
- Табия — хорошо изученная дебютная позиция, с достижения которой игроки начинают делать собственные, не «книжные» ходы. В старинных шахматах фигуры не отличались современной динамикой и дальнобойностью, и требовалось немало времени, чтобы разыграть дебют. Поэтому по договорённости игра сразу начиналась с табий. В наши дни с табий иногда разыгрываются партии в тематических турнирах.
- Тактика шахматная — система приёмов (прежде всего с использованием комбинаций), позволяющих достичь преимущества или свести партию к ничьей. К приёмам шахматной тактики относят разнообразные типичные средства («отвлечение», «завлечение», «уничтожение защиты» и пр.).
- Таран — стратегический прием в закрытых началах, заключающийся в движении пешки «g» на два поля вперед с целью вскрытия вертикали «g» для ладьи с последующей атакой. Таранный выпад был введен в практику Михаилом Ботвинником и дал толчок к развитию целого ряда дебютных вариантов (например, гамбит Шабалова-Широва: 1.d4 d5 2.c4 c6 3.Kc3 Kf6 4.Kf3 e6 5.e3 Kbd7 6.Фc2 Cd6 7.g4).
- Темп — 1) ритм игры; 2) отдельный ход.
  - Выиграть темп — активной угрозой заставить противника потратить ход не на развитие своих фигур или осуществление своих планов, а на защиту от своего хода (например, развив фигуру с объявлением шаха), и тем самым получить преимущество в позиции.
  - Потерять темп — быть вынужденным потратить ход на защиту от текущей или потенциальной угрозы противника, а не на активные действия с целью улучшения собственной позиции.
- Теория шахматная — сфера анализа и обобщения практики, выявление определённых закономерностей, присущих шахматной игре на различных её стадиях (теория дебюта, теория окончаний и т. п.)
- Техника — это мастерство шахматиста в реализации позиционных или материальных преимуществ и доведении выигранной позиции до победы. Техничный шахматист; технически выигранная позиция.
- Тихий ход — без шаха, без видимых на первый взгляд угроз, а на самом деле ход, содержащий опасности для противника, часто решающий исход борьбы.
- Трамплин — вертикаль, которая используется ладьей для перехода по горизонтали на противоположный фланг, как правило, с целью атаки вражеского короля.
- Треугольник — один из способов передачи очереди хода сопернику в окончании партии или этюде с целью поставить его в положение цугцванга.
- Троекратное повторение позиции — официальное требование ничьей, заключающееся в том, что если одна и та же позиция повторяется в партии трижды, один из противников может заявить, что на доске ничья. Позиция считается повторившейся, если все фигуры занимают те же самые поля и им доступны те же самые ходы, включая рокировку и взятие на проходе.
- Тронул-ходи — правило, при котором если игрок при своём ходе тронул фигуру с намерением ее передвинуть, то он обязан сделать ход этой фигурой.
- Турнир — разновидность (наряду с матчем) шахматного соревнования, при котором несколько участников играют друг с другом.
  - Турнир тематический — соревнование, посвящённое определённому дебюту (или нескольким дебютам), с которого разыгрываются все партии турнира.
  - Турнир круговой — система розыгрыша шахматного турнира, при которой каждый участник турнира минимум один раз играет с каждым другим соперником. Самый известный круговой турнир в шахматах — Турнир претендентов.
  - Турнир по схевенингенской системе — система проведения шахматных соревнований, при которой каждый член одной группы участников играет со всеми членами другой группы. Получила название от турнира 1923 года в голландском городе Схевенингене, где она была впервые применена.
  - Турнир по швейцарской системе (швейцарка) — система розыгрыша шахматного турнира, впервые была применена на шахматном турнире в Цюрихе (Швейцария) в 1895 году, откуда и получила своё название. Турнир проходит без выбывания, в каждом туре, начиная со второго, пары соперников отбираются так, чтобы встречались между собой участники, набравшие равное количество очков. За счёт этого из турнира исключаются партии между заведомо несопоставимыми по силе противниками, что позволяет для определения победителей обойтись небольшим, по сравнению с круговой системой, числом туров при большом числе участников.
- Турнирная таблица — документ, позволяющий оценить текущее турнирное положение участников турнира (по выставляемым в таблице результатам туров) или их итоговый результат (итоговая таблица).
- Турнир претендентов — этап цикла соревнований на первенство мира по шахматам, где определяется соперник чемпиона мира в матче на первенство мира.

## У
- Угроза — нападение на один из объектов позиции противника с созданием реальной опасности для его положения.
- Удар — ход разрушающей силы со взятием или прямой угрозой.
- Уничтожение защиты — тактический приём, используемый для устранения (путём жертв или разменов) фигур или пешек соперника, защищающих или прикрывающих другие фигуры (в частности, короля). Нередко уничтожения защиты — составной элемент различных комбинаций.
- Упрощение позиции — прием, благодаря которому из сложного положения создается более простое. Упрощение позиции достигается путем разменов фигур и пешек, изменением характера позиции в результате чего острота снижается.

## Ф
- Фаланга — пешки, стоящие рядом на одной горизонтали, осуществляющие контроль над следующей, либо пешечная цепь.
- Фейерверк — каскад жертв при осуществлении комбинации.
- Ферзь — самая сильная фигура в шахматах, по силе примерно равная девяти пешкам. На свободной доске может ходить на любое число полей по горизонтали, вертикали или диагонали. В исходном положении белый ферзь находится на поле d1, чёрный — d8.
- Фианкетто — или фианкеттирование, термин, обозначающий развитие слона на большую диагональ под защитой пешечного «домика» (например, слона на g2 при пешках f2, g3 и h2).
- ФИДЕ — аббревиатура международной федерации шахмат, объединяющая национальные федерации шахмат и проводящая чемпионаты мира по классическим, быстрым и блиц шахматам. Международная федерация шахмат по-французски называется Federation International des Echecs - отсюда и аббревиатура FIDE или ФИДЕ. ФИДЕ была основана в Париже 20 июля 1924 года, в последний день первой неофициальной шахматной олимпиады.
- Фишеровские шахматы (рэндом-чесс, Шахматы-960) — шахматы, в которых фигуры стоят на исходных позициях иным образом (но симметрично у белых и чёрных), чем в классических шахматах (пешки же по-прежнему занимают второй ряд) — причём слоны обязательно стоят на полях разного цвета и ладьи с разных сторон от короля. Позиции в этой разновидности шахмат недостаточно изучены теорией и носят более «свежий» и оригинальный характер.
- Флаг (флажок) — одна из составляющих механических часов, которая нужна для определения конца, отведённого на партию времени. До появления электронных часов оба циферблата на шахматных механических часах были снабжены «флажком», падение которого точно показывало, что большая стрелка достигла 12.
- Фланг — край доски, расположенный на вертикалях a, b, c и f, g, h.
  - Королевский фланг — фланг, ближний к королю в начале шахматной партии, на вертикалях f, g, h.
  - Ферзевый фланг — фланг, ближний к ферзю в начале шахматной партии, на вертикалях a, b, c.
- Фланговые дебюты — шахматные дебюты, начинающиеся любым ходом белых, кроме 1. е2-е4 и 1. d2-d4. Названы так потому, что первые ходы делаются не центральными, а фланговыми пешками (или конями).
- Форпост (англ. outpost) — выдвинутая во вражеский лагерь (то есть за демаркационную линию) фигура (как правило, конь), защищённая пешкой, которая не может быть атакована пешкой противника. Например, конь на поле e6, защищённый пешкой d5 или (и) f5.
- Форсирование — осуществление серии ходов, на которые противник вынужден отвечать только определённым образом: шахи, взятия (размены), нападения. Форсированные варианты облегчают предварительный расчёт.
- Форточка — поле, на которое может отступить король в случае шаха по первой (последней) горизонтали. Соответственно, «сделать форточку» — это сделать ход одной из пешек, прикрывающих позицию рокировки. В случае отсутствия «форточки» при открытой позиции или прорыве противника король рискует получить мат ладьёй или ферзём на первой (восьмой) горизонтали в ситуации, когда перед ним стоят три пешки и ему некуда отступить.

## Х
- Ход — передвижение фигуры или пешки с одного поля на другое. Ход считается сделанным, если игрок поставил фигуру или пешку на поле и отпустил её. Ходы шахматной партии, сыгранной в официальных соревнованиях, записываются посредством шахматной нотации. В случае рокировки и взятия в ходе могут участвовать две фигуры. См. также полуход.
  - Завершенный ход — считается таковым, когда игрок сделал свой ход, а затем нажал на часы.
  - Запечатанный ход — в случае, если игра откладывается, игрок должен запечатать свой бланк со следующим ходом в конверт.
  - Невозможный ход — позиция или ход, который не возможен по правилам игры в шахматы. В случае невозможного хода сопернику добавляется дополнительное время (в быстрые и классические шахматы по 2 минуты, в блиц — 1 минута), а игроку засчитывается предупреждение. В случае второго невозможного похода партия считается завершенной и оппоненту присуждается победа.
  - Сделанный ход — считается, что ход «сделан», когда фигура была передвинута на новое поле, рука игрока отпустила фигуру и взятая фигура соперника, если таковая имелась, снята с доски.
  - Ход-кандидат — это ходы, которые, скорее всего, приведут к наиболее благоприятному исходу. Как правило, они имеют смысл, исходя из текущей позиционной оценки.

## Ц
- Цейтнот — нехватка времени на обдумывание хода.
- Центр — поля с индексами e4-e5-d4-d5. Понятие расширенного центра включает также смежные с указанными поля.
- Ценность фигур — абстрактное значение, выраженное в пешках, которым обладает каждая фигура в начале партии. Ценность фигур может меняться в зависимости от позиции. Например, в дебюте и миттельшпиле ценность ладей меньше, чем в эндшпиле, так как на доске меньше открытых вертикалей.
- Централизация фигур — расположение шахматных фигур ближе к центру доски, откуда они оказывают большее воздействие на позицию противника. При централизации ударная сила и манёвренность фигур возрастает.
- Цугцванг — положение, при котором у одной из сторон или у обеих сразу (взаимный цугцванг) нет полезных ходов, так что любой ход игрока ведёт к ухудшению его собственной позиции.

## Ч
- Часы Фишера — часы, в которых предусмотрено прибавление нескольких секунд за каждый сделанный ход (то есть возможность просрочки времени в выигрышной позиции минимизируется).
- Часы шахматные — особая разновидность часов, в которых совмещены два циферблата и при совершении хода особый механизм переключает часы таким образом, что идут часы того, кто обдумывает ход. Нехватка времени вызывает цейтнот, а его исчерпание (в случае, если не сделано предусмотренное количество ходов) означает просрочку времени и поражение.
- Чатуранга — древнеиндийская игра, считающаяся прародителем шахмат, сёги и многих других игр.
- Четверные шахматы — одна из разновидностей шахматной игры, имевшая распространение в некоторых странах в прошлом. Четверные шахматы восходят к индийской чатуранге, в которую играли четыре человека.

## Ш
- Шатрандж — потомок чатуранги и непосредственный предшественник шахмат, являющийся второй исторической ступенью в развитии шахмат.
- Шах — позиция, в которой король атакован вражеской фигурой или пешкой. Игрок, которому объявлен шах, обязан от него защищаться, то есть следующим своим ходом вывести короля из-под атаки: отойти королём на не атакованное поле, взять атакующую фигуру противника или поставить между ней и королём противника свою фигуру (если шах объявлен дальнобойной фигурой — слоном, ладьёй или ферзём).
  - Открытый (вскрытый) шах — позиция, в которой ход делает одна фигура, а шах объявляет другая, расположенная за ней. Открытый шах опасен тем, что сделавшая ход фигура может атаковать более ценную фигуру противника, а защититься от нападения нет возможности, так как нужно защищаться от шаха. Такая ситуация может привести к потере фигуры или неравноценному размену в пользу атакующего.
  - Двойной шах — разновидность открытого шаха, при которой сделавшая ход фигура сама объявляет шах, в результате королю объявляют шах сразу две фигуры. От двойного шаха защититься можно только отходом короля на другое поле, так как ни взять одну из фигур, ни закрыться от одной из фигур недостаточно.
- Шахбокс — гибридный вид спорта, комбинация шахмат и бокса в чередующихся раундах. Бои по шахбоксу официально проводятся с 2003 года.
- Шахматная композиция — область шахматного искусства, в которой художники (шахматные композиторы) составляют позиции (задачи и этюды), в которых те или иные идеи, принципы и приёмы выражаются в чистом виде и имеют ярко выраженную эстетическую окраску.
- Шахматная фигура
  - Конь
  - Король
  - Ладья
  - Слон
  - Ферзь
  - Лёгкая фигура — лёгкой фигурой называют коня или слона.
  - Тяжёлая фигура — тяжёлой фигурой называют ладью или ферзя (в отличие от лёгких фигур, отдельная тяжёлая фигура может при поддержке короля поставить мат одинокому королю противника).
- Шахматы Крамника — вариант игры в шахматы, при котором запрещается делать рокировку. Вариант был предложен 14-м чемпионом мира Владимиром Крамником. В 2021 году состоялся товарищеский матч Крамника и Ананда в шахматах без рокировки.
- Шведские шахматы — вариант игры в шахматы, при котором появляется возможность выставления взятых фигур. Отличается от крейзихауса тем, что в шведские шахматы играют две команды по два партнера в каждой.
- Штаны — проходные пешки на противоположных флангах, которые не могут удержать фигуры соперника от прохода в ферзи.

## Э
- Эксельсиор — разновидность шахматной задачи (этюда), в ходе решения которого пешка из первоначального положения ход за ходом движется в ферзи.
- Эполетный мат — мат при котором ладьи, стоя по обе стороны своего короля (образуя как бы его «эполеты»), отнимают у него поля для отступления.
- Эстетика шахмат — способность шахматной игры доставлять эстетическое удовольствие (красота и парадоксальность возникающих в ходе игры позиций, красота замысла, красота отдельного хода или партии в целом, красота борьбы и т. п.).
- Эндшпиль — заключительный этап шахматной партии, в котором на доске остаётся мало фигур (не считая пешек).
- Этюд шахматный — произведение шахматной композиции, искусственно составленная позиция, в которой необходимо найти единственно верный путь (как правило, неочевидный, парадоксальный) для достижения поставленной задачи (достижение выигрыша или ничьей).